# Brooklyn

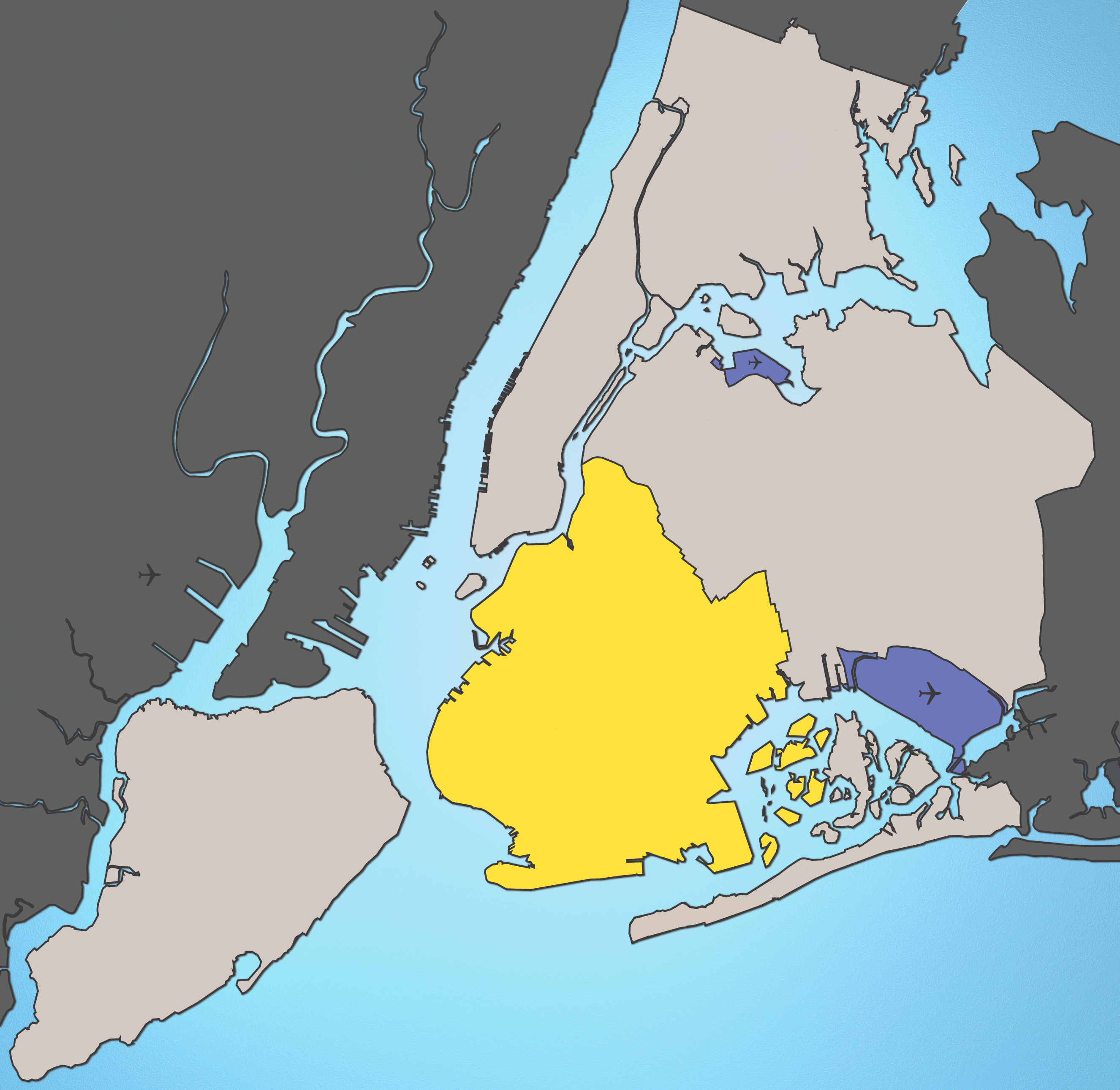
Lage Brooklyns (gelb) in New York City (die Flughäfen LaGuardia im Norden und J. F. Kennedy im Süden sind blau eingefärbt)

Brooklyn [ˈbɹʊklɪn] ⓘ ist einer der fünf Stadtbezirke von New York City. Er liegt im Südosten der Stadt am westlichen Ende von Long Island und ist deckungsgleich mit dem Kings County im Bundesstaat New York. Brooklyn ist nach Manhattan der am dichtesten besiedelte Verwaltungsbezirk der Vereinigten Staaten. 1634 wurde es von den Niederländern gegründet und nach der Stadt Breukelen bei Utrecht benannt. Brooklyn war bis zur Eingemeindung nach New York City 1898 eine eigenständige Stadt.
Ebenso wie Manhattan weist auch Brooklyn eine große ethnisch-kulturelle Ausdifferenzierung und Vielfalt auf. Stadtgeografisch lässt sich Brooklyn grob untergliedern in einen nordöstlich-zentralen Teil mit wichtigen kulturellen und infrastrukturen Einrichtungen, darunter den zentral im Bezirk gelegenen Prospect Park. Während sich in den westlichen und südlichen Stadtteilen das Gros europäischstämmiger Bewohner konzentriert, zieht sich an der östlichen Bezirksgrenze entlang ein Gürtel an Stadtteilen, welche vorwiegend von Afroamerikanern und den Nachfahren karibischer Einwanderer bewohnt werden.
Kulturell hat Brooklyn namhafte Beiträge zu Literatur, Film, Musik und Theater erbracht. Teile des Bezirks haben sich seit dem Ende des 20. Jahrhunderts zu Refugien von Kreativen entwickelt. Architektonisch wird Brooklyn nur in wenigen Stadtteilen von Wolkenkratzern geprägt. Wirtschaftlich wies Brooklyn in den 2010er Jahren ein höheres Wachstum auf als der Rest der Stadt – allerdings weisen eine Reihe von Sektoren nach wie vor den Nachteil niedriger Löhne auf. Die Armutsquote im Bezirk ist trotz einiger positiver Entwicklungen immer noch überdurchschnittlich. Aufgrund seiner Lage an der Upper Bay ist Brooklyn auch Hurrikans stärker ausgesetzt als die weiter im Landesinneren gelegenen Bezirke von New York City.

## Geographie

### Lage

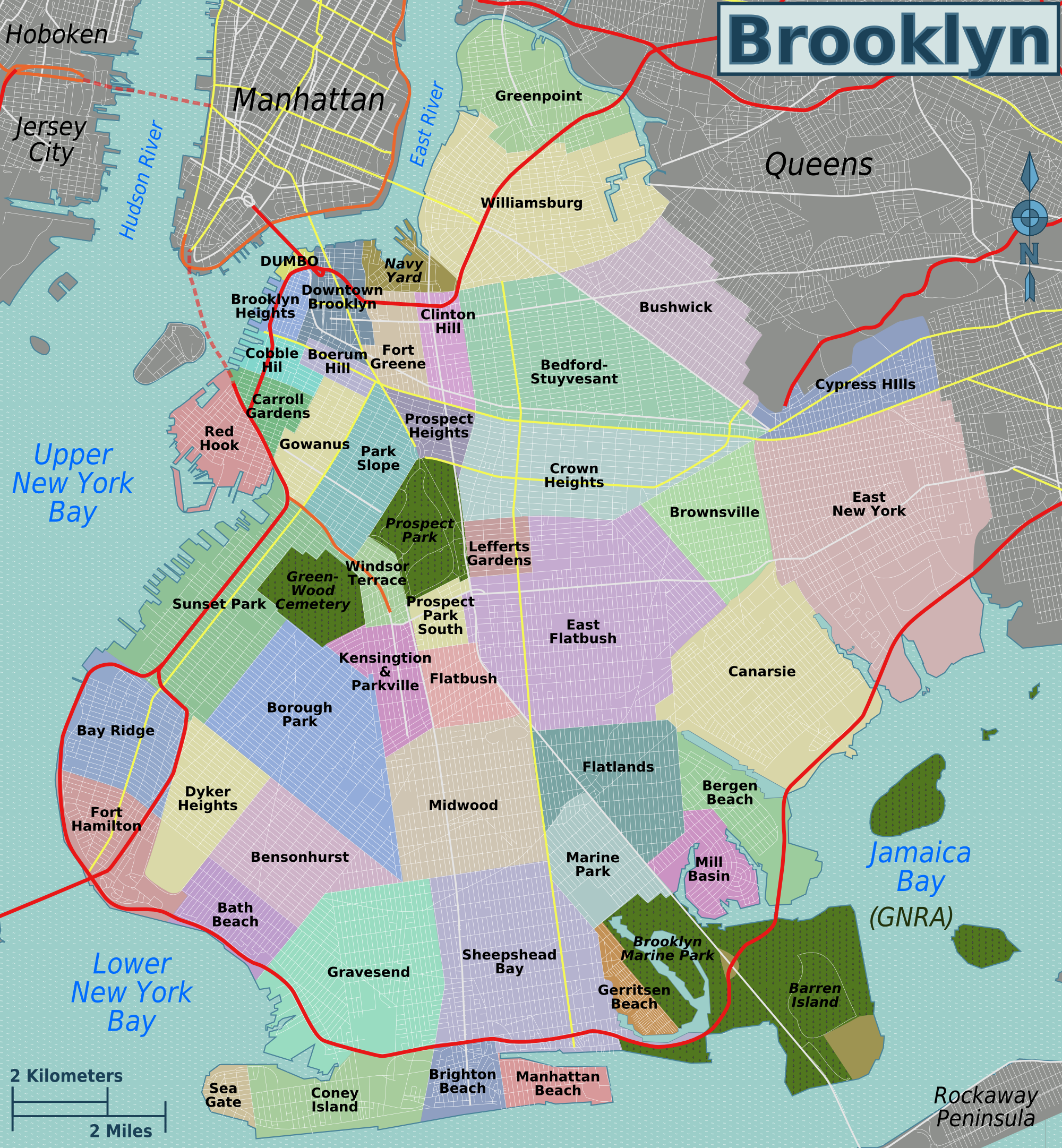
Stadtteile und Neighborhoods

Brooklyn liegt im äußersten Westen von Long Island. Die einzige Landgrenze besteht im Nordosten zu Queens. Den westlichsten Abschnitt dieser Grenze bildet der Newtown Creek, der in den East River mündet. Auf der gegenüberliegenden Seite der Upper New York Bay befinden sich Manhattan (im Nordwesten) und Staten Island (im Westen).
Die Küste Brooklyns wird durch mehrere Gewässer definiert. Die Nordküste liegt am East River, der mittlere Abschnitt an der Upper New York Bay. An diesem Teil der Küste liegt die Halbinsel Red Hook mit dem Hafenbecken Erie Basin. Der Buttermilk Channel trennt Brooklyn von Governors Island. Südwestlich davon liegt die Gowanus Bay. Die Südküste Brooklyns umfasst die direkt am Atlantik liegende Halbinsel Coney Island. Im Südosten befindet sich die Jamaica Bay mit ihren zahlreichen kleinen Inseln.
Der höchste Punkt Brooklyns ist das Gebiet um den Prospect Park und den Green-Wood Cemetery, das rund 60 Meter über dem Meeresspiegel liegt. Eine weitere Erhebung ist Brooklyn Heights südwestlich des zentralen Stadtteils Downtown Brooklyn. Laut dem United States Census Bureau hat der Bezirk eine Fläche von 251,0 km². Davon sind 182,9 km² Land und 68,1 km² (27,1 %) Wasserfläche.

### Stadtteile

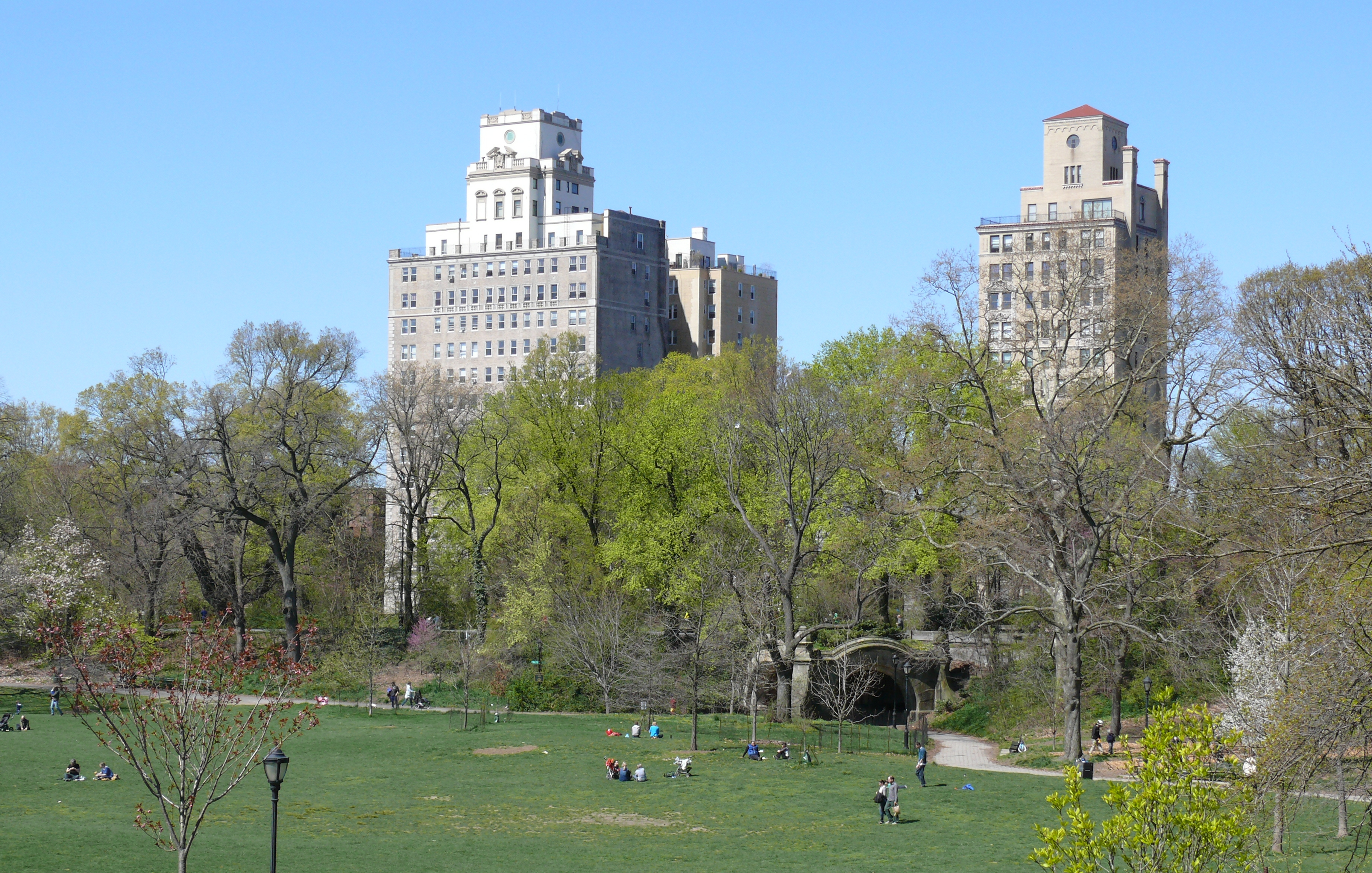
Prospect Park

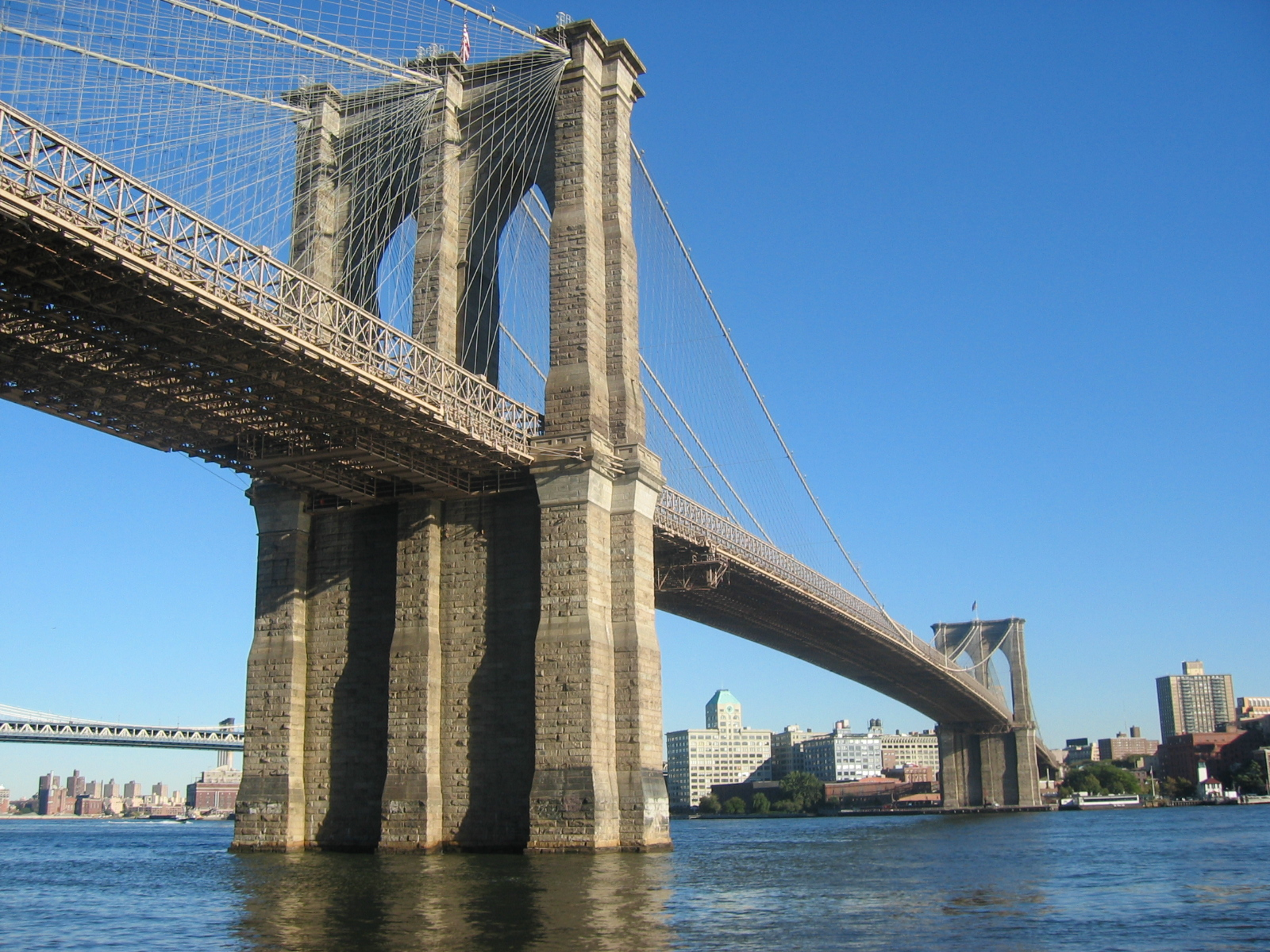
Die 1883 eröffnete Brooklyn Bridge

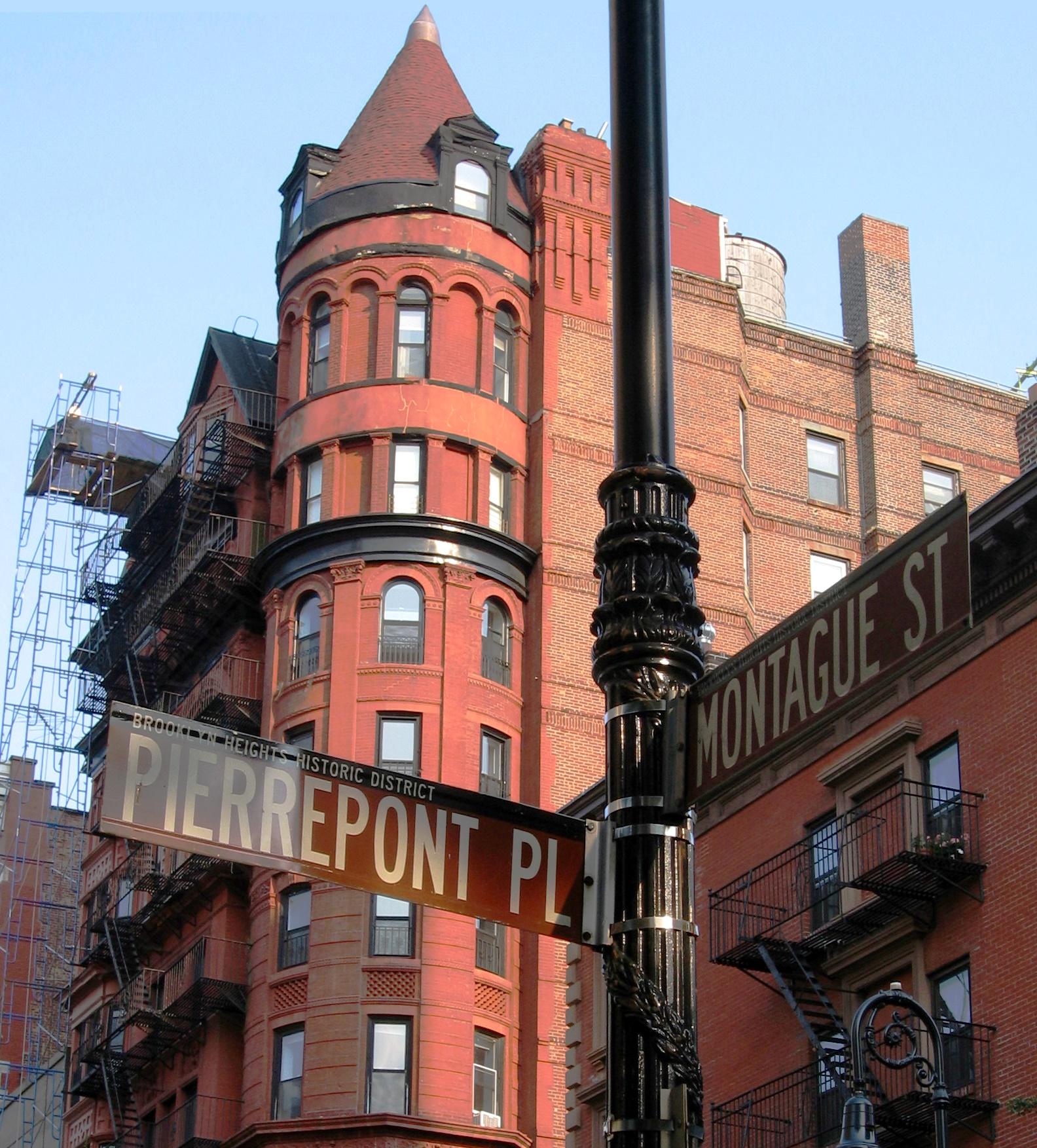
Montague Street im Stadtteil Brooklyn Heights

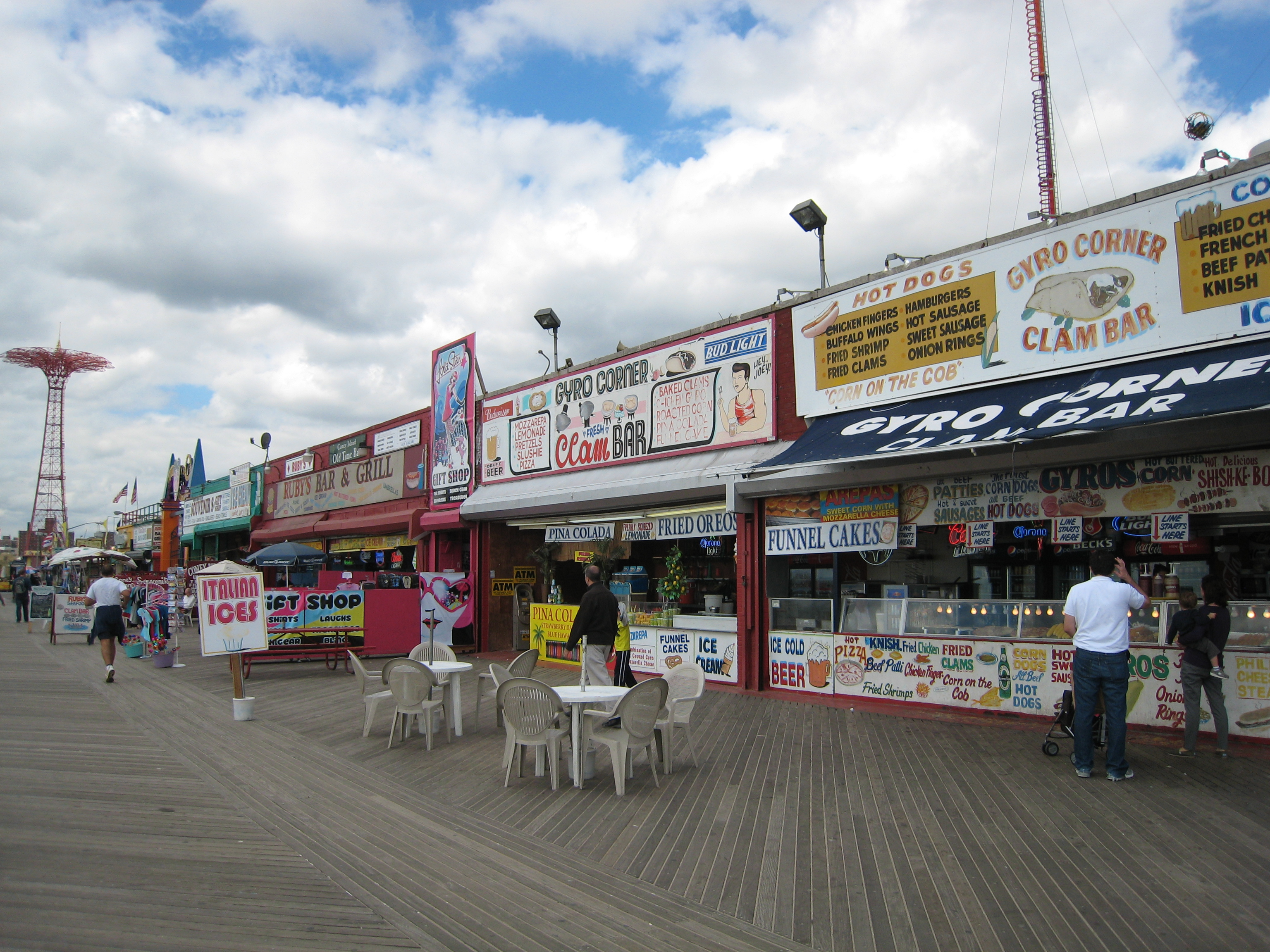
Riegelmann Boardwalk auf Coney Island

Brooklyn hat zahlreiche unterschiedlich geprägte Stadtteile, von denen sich viele aus Kleinstädten und Dörfern entwickelt haben, die bis zur niederländischen Ära im frühen 17. Jahrhundert zurückreichen. Der zentrale Stadtteil Downtown Brooklyn ist ein funktional-modernes Verwaltungsviertel sowie das drittgrößte Geschäftsviertel von New York City nach Midtown Manhattan und Lower Manhattan. Die parallel zu der Hauptverbindungsstraße Atlantic Avenue verlaufende Fulton Street mit der „Fulton Mall“ im südlichen Teil von Downtown gilt als die bekannteste Einkaufsmeile des Bezirks.
Charakteristisch für die nordwestlichen Stadtteile zwischen der Brooklyn Bridge und dem Prospect Park sind die Backstein- und Brownstone-Sandsteinhäuser aus dem 19. Jahrhundert. Hier liegen einige der am meisten gentrifizierten und die wohlhabendsten Stadtteile Brooklyns. Dazu gehören Boerum Hill, Brooklyn Heights, Carroll Gardens, Cobble Hill, Clinton Hill, Dumbo, Fort Greene, Fulton Ferry, Park Slope, Prospect Heights, und Vinegar Hill. Die Entwicklung der historischen Stadtteile in Nordwest-Brooklyn verlief teils unterschiedlich. Brooklyn Heights etwa fungierte schon früh als Suburb und Abwanderungsareal für Manhattan. 1955 wurde der Stadtteil zum ersten Historic District New Yorks erklärt. Dumbo und das weiter südwärts gelegene Red Hook sind stark vom Niedergang der Hafenanlagen und lokalen Industriebetriebe in der zweiten Hälfte des 20. Jahrhunderts in Mitleidenschaft gezogen worden und partizipieren erst seit den 1990er Jahren von der Aufwertung durch hinzuziehende Künstler.
Weiter nördlich entlang des East River liegen Williamsburg und Greenpoint. Ähnlich wie bei den weiter südlich an der Upper New York Bay liegenden Hafenanrainervierteln Red Hook und Sunset Park handelt es sich dabei um traditionelle Arbeiterviertel mit einer lebendigen Kulturszene. Ursprünglich wurde Williamsburg stark von deutschen und irischen Einwanderern geprägt. Nach der Eröffnung der Williamsburg Bridge (1903) avancierte das Viertel zum dichtbesiedeltsten Areal New Yorks. Bekannt war Williamsburg unter anderem durch seine zahlreichen Brauereien und Gastronomiebetriebe. In der zweiten Hälfte des 20. Jahrhunderts entwickelte sich der Stadtteil teilweise zum Problemviertel. Mittlerweile gilt es als feierfreudige Partymeile mit der dazugehörigen Performance- und Spaßkultur. Reiseführer konstatieren allerdings, dass sich Williamsburg trotz der mit der Gentrifizierung einhergehenden Aufwertungsprozesse seinen rau-rustikalen Charme erhalten habe.
Das nördlich an der Bezirksgrenze zu Queens gelegene Greenpoint gilt als kleine Schwester von Williamsburg. Ursprünglich dominierten polnische Einwanderer das Viertel. Seit den 1990er Jahren erfolgte ein verstärkter Zuzug von lateinamerikanischen Einwanderern. Ähnliches gilt für Bushwick, ein südöstlich an Williamsburg anschließendes und ebenfalls an Queens angrenzender Stadtteil. Bushwick gilt als weiterer Gentrifizierungskandidat. Die lateinamerikanische Community des Stadtteils ist eine der größten in New York. Ein weiteres Merkmal des Viertels ist die alternative Gegenkultur, die sich dort zunehmend etabliert.
Im zentralen und südlichen Teil Brooklyns liegen Stadtteile mit starken ethnischen und architektonischen Kontrasten. Diese entstanden Ende des 19. und zu Beginn des 20. Jahrhunderts, als wohlhabend gewordene Einwanderer aus den Mietskasernen in Manhattan (z. B. Lower East Side) wegzogen. In Borough Park leben überwiegend orthodoxe Juden, Bensonhurst und Dyker Heights sind italienisch geprägt, in Brighton Beach auf Coney Island leben viele Russen. In der Gegend um Bedford–Stuyvesant und Flatbush haben sich nach dem Zweiten Weltkrieg hauptsächlich dunkelhäutige Menschen niedergelassen. Markante Punkte dieses Bezirksteils sind der Prospect Park sowie der zentrale Friedhof Green-Wood Cemetery im Norden und die Halbinsel Coney Beach im Süden. Die auf Coney Beach ansässigen Vergnügungsparks waren bis zum Zweiten Weltkrieg eine bekannte und von Millionen Touristen frequentierte Attraktion. Aufgrund der russischen und jüdisch-russischen Zuwanderung sind Teile der Halbinsel – insbesondere der Abschnitt um Brighton Beach – auch unter den Namen „Little Odessa“ oder „Odessa by the Sea“ bekannt.
Die östlichen Stadtteile Brooklyns gelten allgemein als soziale und sicherheitstechnische Problemzonen. Große Teile werden von Trabantensiedlungen für sozial Schwache, sogenannte Projects, geprägt. Besonders gilt dies für East New York, gelegen an der Jamaica Bay direkt an der Bezirksgrenze zu Queens. Von der Flächenausdehnung her ist East New York der größte Stadtteil Brooklyns. Sozial ist er stark von Perspektivlosigkeit, Armut und Kriminalität geprägt, demografisch gesehen Auffangbecken für sozial schwache Afroamerikaner sowie migrantische Zuzügler aus Lateinamerika und der Karibik. In Sachen Sicherheit wird East New York regelmäßig als No-Go-Area klassifiziert mit hohen Werten in den Bereichen Gang-Präsenz, Kriminalität und Mordrate. Ein ähnliches Bild bieten der westlich von East New York gelegene Stadtteil Brownsville sowie das südlich an der Jamaica Bay anschließende Viertel Canarsie.
Ein herausragendes Merkmal von Brooklyn sind die unterschiedlichen, sich jeweils in bestimmten Stadtteilen konzentrierenden ethnischen Communities. Einerseits prägt die multikulturell zusammengesetzte Einwohnerschaft stark das Image von Brooklyn. Reiseführer charakterisieren das Zusammenleben seiner Einwohner allgemein als entspannt und normal – im Gegensatz zu der Hektik und Überspanntheit Manhattans. Allerdings wird die Rolle Brooklyns als herausragender Melting Pot von New York City durchaus auch kritisch gesehen. Das Zusammenleben von Menschen mit unterschiedlichem ethnischen Hintergrund sei in der Praxis eher ein Nebeneinanderherleben. Zusammentreffen fände eher punktuell statt – beispielsweise anlässlich von Straßenfesten oder ähnlichen Zusammenkünften. Verschärfend bemerkbar mache sich zudem die ungleiche Einkommensverteilung zwischen Weißen und Nicht-Weißen.
Kontrovers gewertet wird insbesondere der von den nordwestlichen Viertel ausgehende und seit der Jahrtausendwende auf angrenzende Neighbourhoods übergreifende Gentrifizierungs- und Aufwertungsprozess. Grobmarkierung hier: die nordwestlichen Stadtteile inklusive Downtown, in denen dieser Prozess bereits voll im Gang ist, die zentralen und südlichen Stadtteile, die insgesamt sehr heterogen geprägt sind und der von sozialen Problemen geprägte Osten Brooklyns. Der Autor und Amerikakorrespondent der Süddeutschen Zeitung, Andrian Kreye, konstatierte ungefähr auf der Höhe des Prospect Parks eine Grenze, welche die soziale Spaltung geografisch markiere: „Gleich hinter der Kreuzung beginnt die meilenweite Terra Incognita der Armen- und Einwandererviertel, die sich bis zum Flughafen und der Jamaica Bay hinzieht. Man darf nicht vergessen – in Brooklyn sind weiße Amerikaner eine Minderheit. Fast zwei Drittel sind Schwarze und Latinos. In fast der Hälfte aller Haushalte wird nicht englisch gesprochen. Das ist das Brooklyn, das man nur flüchtig zu sehen bekommt, wenn man entlang der Ausfallstraßen zum Flughafen fährt, die von Lagerhallen, Autowerkstätten und Imbissbuden gesäumt werden. Da stehen die schmutzigbraunen Sozialbautürme von East New York und Brownsville, deren Gänge und Parkanlagen von Gangs wie den Bloods und den Latin Kings kontrolliert werden. Dort leben all jene Menschen, die Taxi fahren, Hamburger verkaufen und Büroräume putzen. Wenn sie Glück haben. Die Hälfte aller schwarzen New Yorker zwischen 18 und 35 Jahren ist arbeitslos. Und ein gutes Viertel aller Bewohner von Brooklyn lebt unterhalb der Armutsgrenze.“
Siehe auch: Verwaltungsgliederung von New York City mit einer Liste aller Stadtteile

## Geschichte

### Frühe Besiedlung und Kolonialzeit

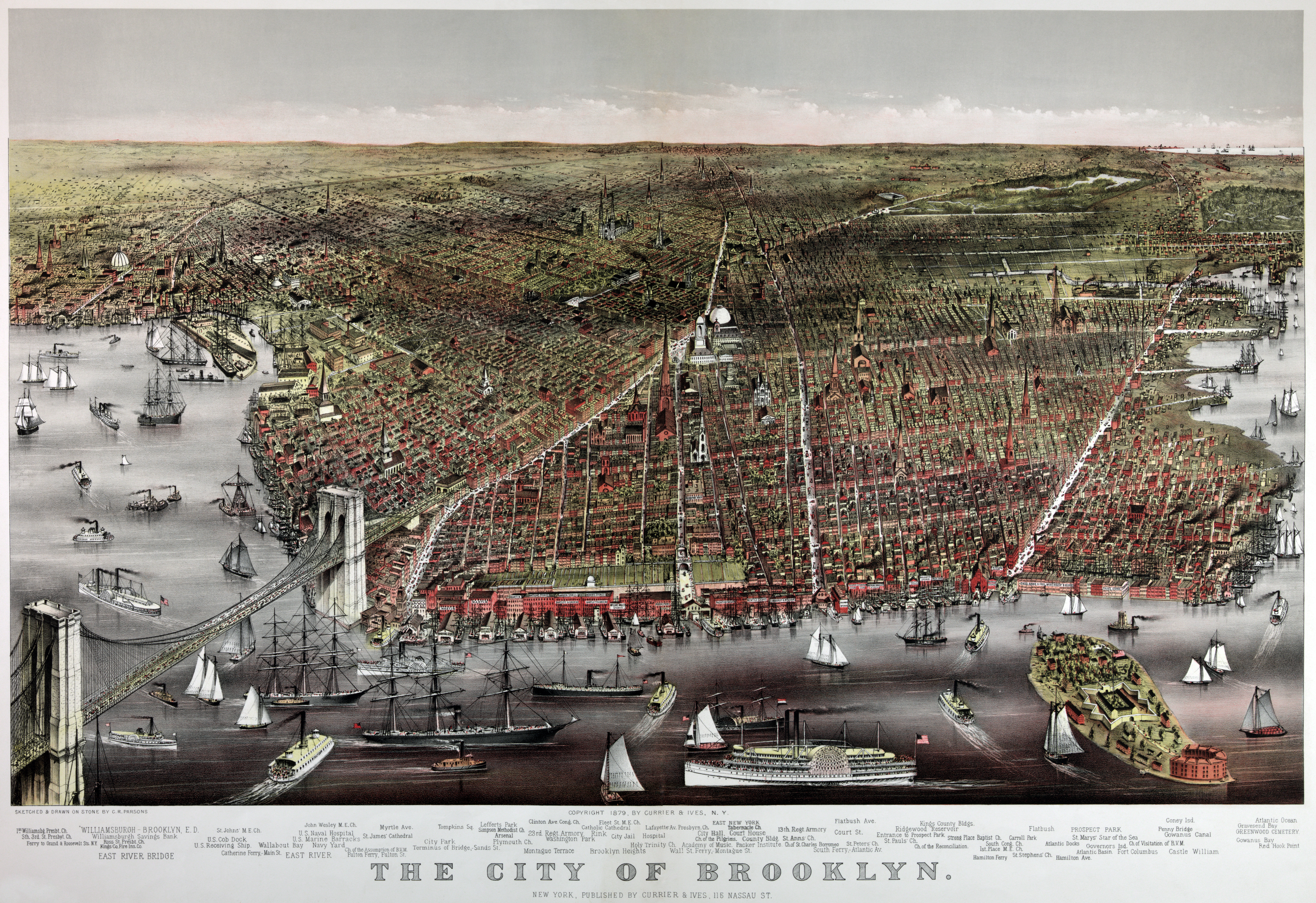
Brooklyn – Currier-and-Ives-Print aus dem Jahr 1879

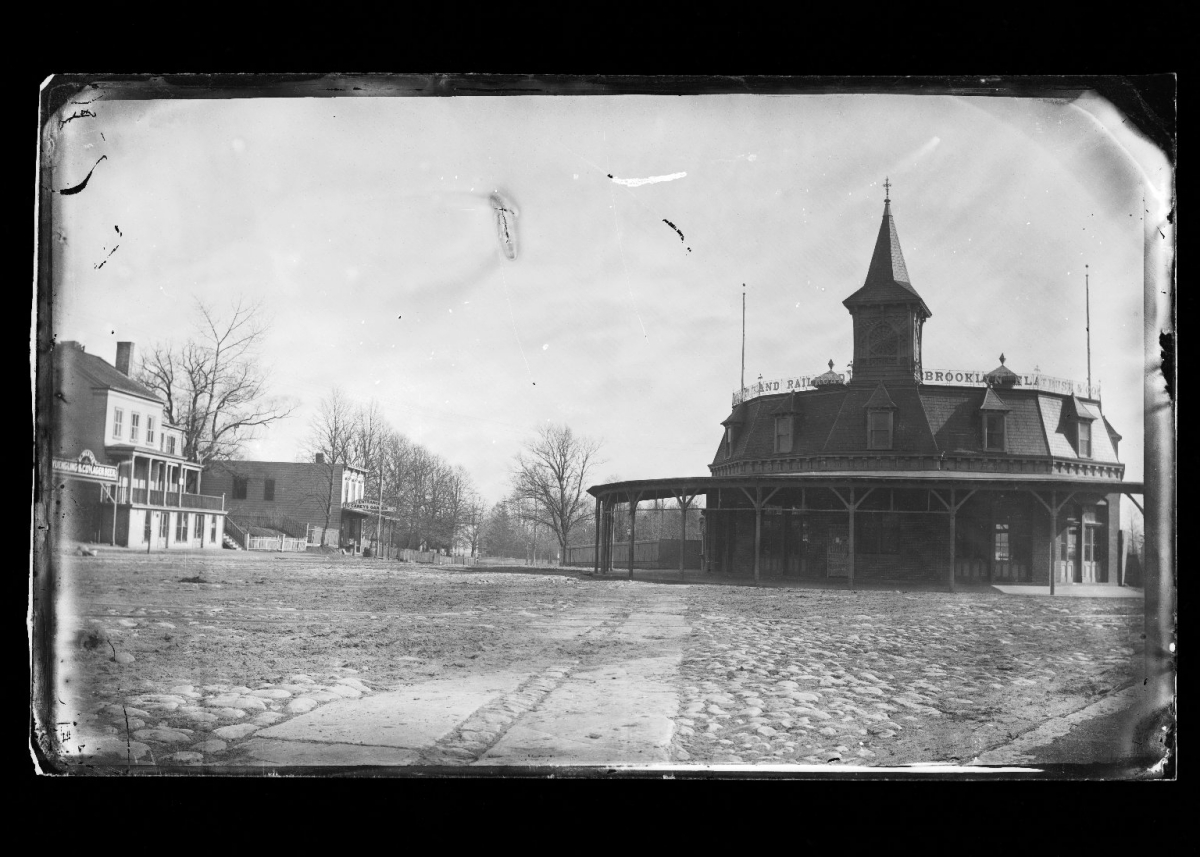
Eisenbahnbahnhof auf Coney Island, Ende 19. Jahrhundert

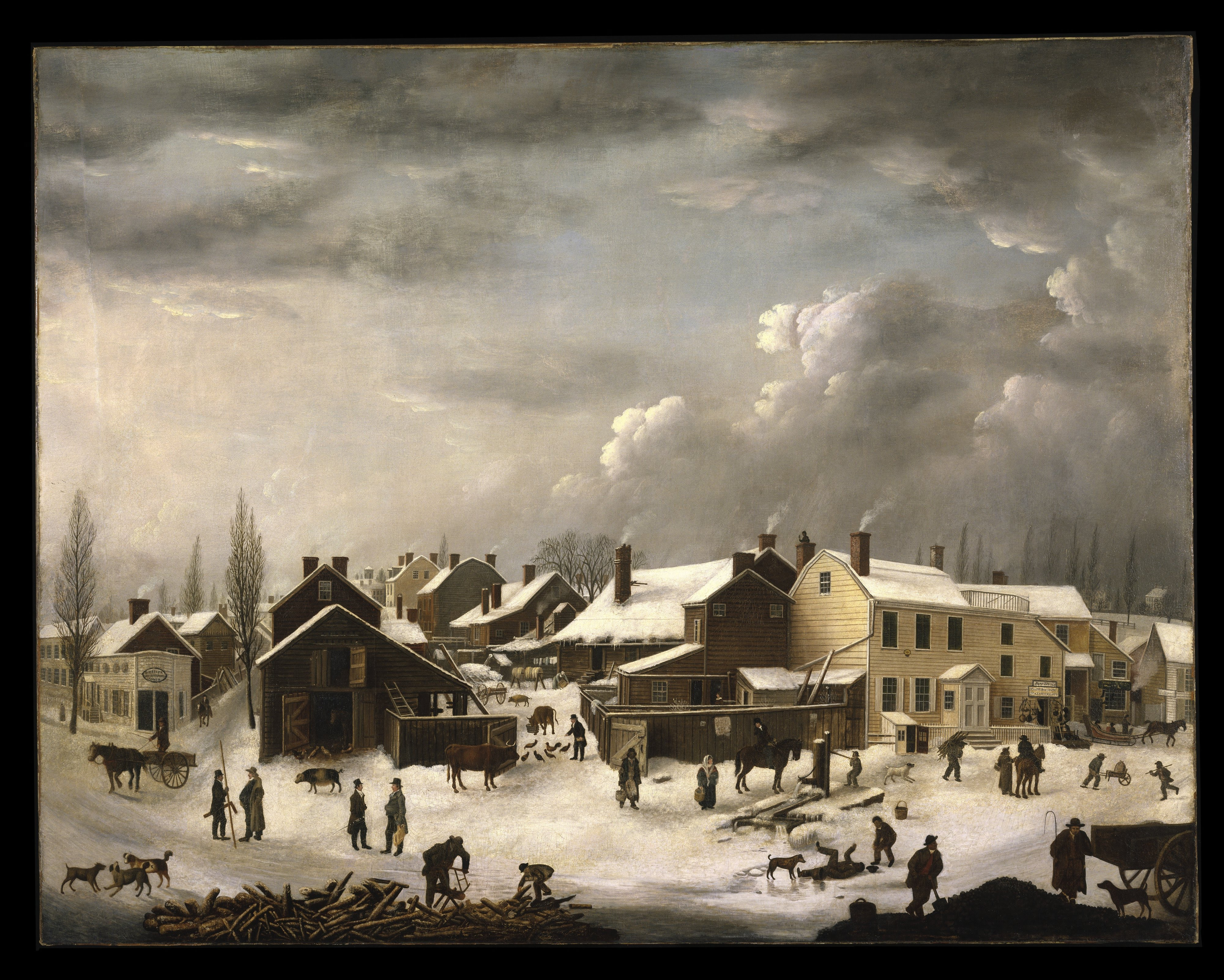
Brooklyn um die Wende zum 19. Jahrhundert (Gemälde von Francis Guy, 1760–1820)

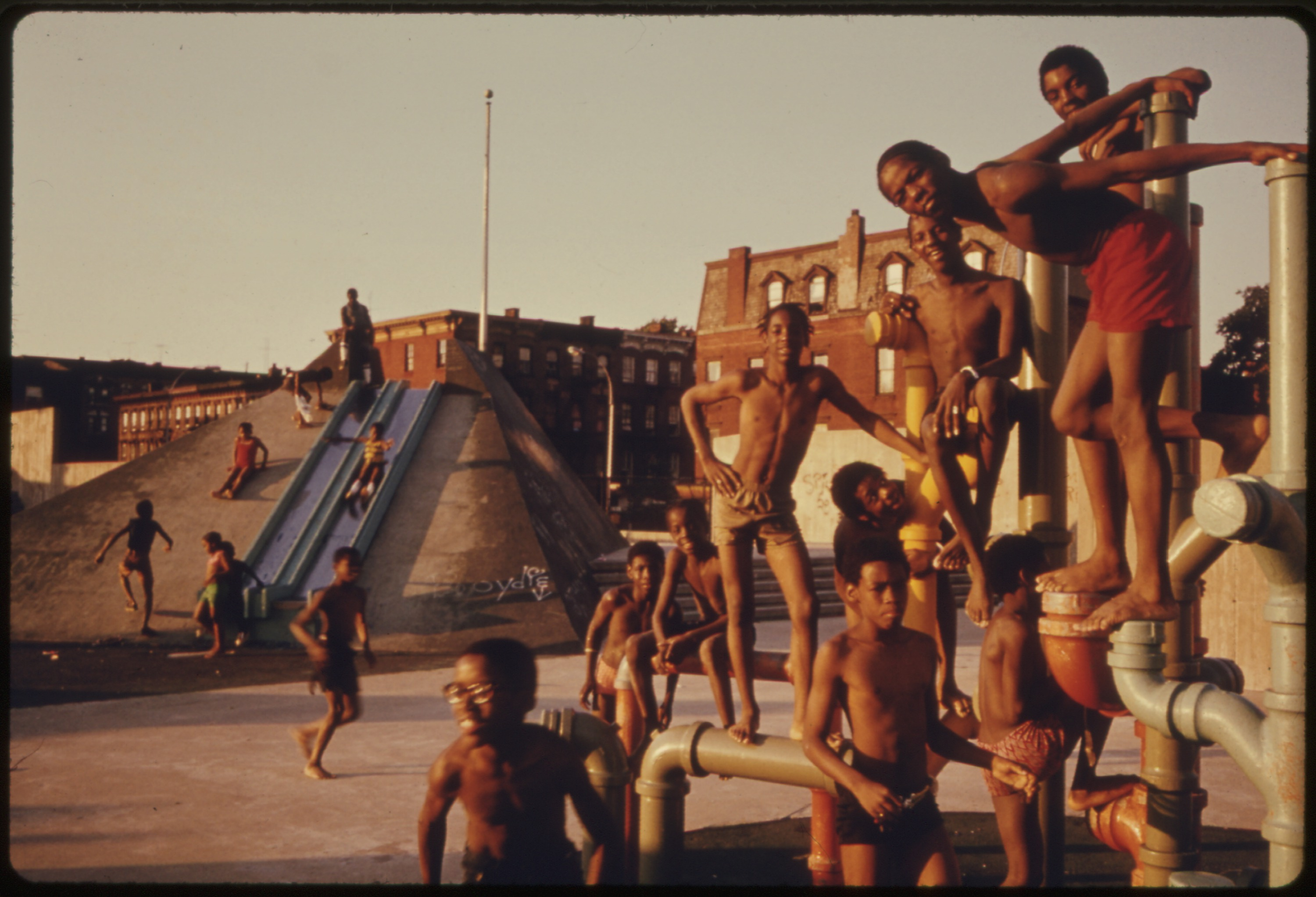
Afroamerikanische Einwohner in der Mehrheit: Jugendliche am Unabhängigkeitstag (Stadtteil Bedford-Stuyvesant, 1974)

Die Niederländer waren die ersten Europäer, die sich am westlichen Ende von Long Island niederließen, einer Gegend, die hauptsächlich vom Indianerstamm der Canarsee besiedelt war. Die erste niederländische Siedlung war Midwout (Midwood), die 1634 gegründet wurde. In den 1630er Jahren erwarben die Niederländer um Gowanus, Red Hook, die heutige Brooklyn Navy Yard und Bushwick Land von den Mohawk. Die Niederländische Westindien-Kompanie gründete 1646 die Siedlung Breukelen, benannt nach der niederländischen Gemeinde dieses Namens, gegenüber Nieuw Amsterdam an der Südspitze Manhattans.
1664 wurde die gesamte Kolonie Nieuw Nederland von den Engländern erobert. Der Ortsname Breukelen veränderte sich mit der Zeit, zu Brockland, Brocklin, Brookline und schließlich zu Brooklyn. Die Engländer reorganisierten die Provinz New York im Jahr 1683 in zwölf Verwaltungsbezirke. Das nach König Karl II. benannte Kings County war eine dieser so genannten Countys. Die Bevölkerungsstruktur wurde nach der Übernahme durch die Briten heterogener. Besiedelten das Gebiet bis 1660 vorwiegend Holländer, kamen nun auch Immigranten aus anderen Teilen Europas. Die sechs „Dutch Towns“ des Countys – Brooklyn (Breukelen), Flatbush (Midwood), Bushwick, Flatlands (New Amersfoort), Gravesend und New Utrecht – entwickelten sich peu à peu zur Korn- und Gemüsekammer für das jenseits des East River gelegene und rapide expandierende New York.

### Unabhängigkeitskrieg, Bevölkerungswachstum und Industrialisierung
Der Amerikanische Unabhängigkeitskrieg betraf auch das zum New Yorker Umland zählende Kings County. Am 27. August 1776 fand die Schlacht von Long Island (manchmal auch Schlacht von Brooklyn genannt) statt, eine der ersten großen Schlachten. Die Briten vertrieben die Kontinentalarmee von den Hügeln beim Green-Wood Cemetery und dem Prospect Park. Einige Tage später mussten die Amerikaner ihre Stellungen bei Brooklyn Heights aufgeben, wodurch die Briten die Kontrolle über den Hafen New York erlangten. Während des gesamten Krieges wurde die Umgebung von den Briten kontrolliert, die hier auf die Unterstützung von Loyalisten zählen konnten. Erst mit der Unterzeichnung des Frieden von Paris im Jahre 1783 fielen New York und Brooklyn an die Amerikaner.
Nach dem Unabhängigkeitskrieg setzte ein rasches Wachstum ein. Profiteur war vor allem die Kernortschaft Brooklyn, in deren Einzugsbereich sich schnell eine industrielle Infrastruktur aus Schlachthöfen, Brauereien und Fabriken etablierte. Begünstigt wurde die Entwicklung durch das Einrichten einer regelmäßigen Dampfschiff-Fährverbindung nach Manhattan im Jahr 1814. Die Einwohnerzahl Brooklyns, die 1790 bei 4500 lag, wuchs in den beiden Jahrzehnten nach dem Unabhängigkeitskriegs auf das Dreifache an. Mit der Eröffnung des Erie-Kanals 1825 wurde die Gegend um New York zu einem wichtigen Handelsplatz. Während der ersten Hälfte des 19. Jahrhunderts entstanden so neue städtische Siedlungen entlang des East River. Im Gefolge der verbesserten Infrastruktur entwickelte sich Brooklyn zu einer „Schlafstadt“ in unmittelbarer Nachbarschaft zu der expandierenden Metropole New York. 1834 erhielt Brooklyn das Stadtrecht. Einwohnerzahl zwischenzeitlich: 16.000 – gegenüber 25.000 im gesamten County und 250.000 in New York. Auch der Norden und Südosten des heutigen Boroughs wurde zunehmend erschlossen – insbesondere Williamsburg sowie die Jamaica Bay, die mittels einer Eisenbahnlinie mit dem Hafen von Brooklyn verbunden wurde.
Das Bevölkerungswachstum erhielt mit dem Bau zahlreicher Eisenbahnstrecken ab 1863 einen weiteren Schub. Mit der Eröffnung der Brooklyn Bridge im Jahr 1883 rückten Brooklyn und die – damals nur aus Manhattan und der Bronx bestehende – Stadt New York näher zusammen. Zug um Zug wurden der zweiten Hälfte des 19. Jahrhunderts die umliegenden Städte und Dörfer eingemeindet: Williamsburg und Bushwick 1854, New Lots 1886, Flatbush, Gravesend und New Utrecht im Jahr 1894. Mit der Eingemeindung von Flatlands im Jahr 1896 umfasste die Stadt Brooklyn das gesamte Kings County. Das kulturelle und infrastrukturelle Netz verdichtete sich mit fortschreitender Urbanisierung ebenfalls. Neubegründet wurden in dieser Periode unter anderem das Brooklyn Institute, die Long Island Historical Society, eine Musikakademie sowie der Prospect Park. Die als „Grüne Lunge“ für den Borough fungierende und nach dem Vorbild des New Yorker Central Park erbaute Anlage eröffnete den Betrieb im Jahr 1870.

### Als Bezirk von New York City (ab 1898)

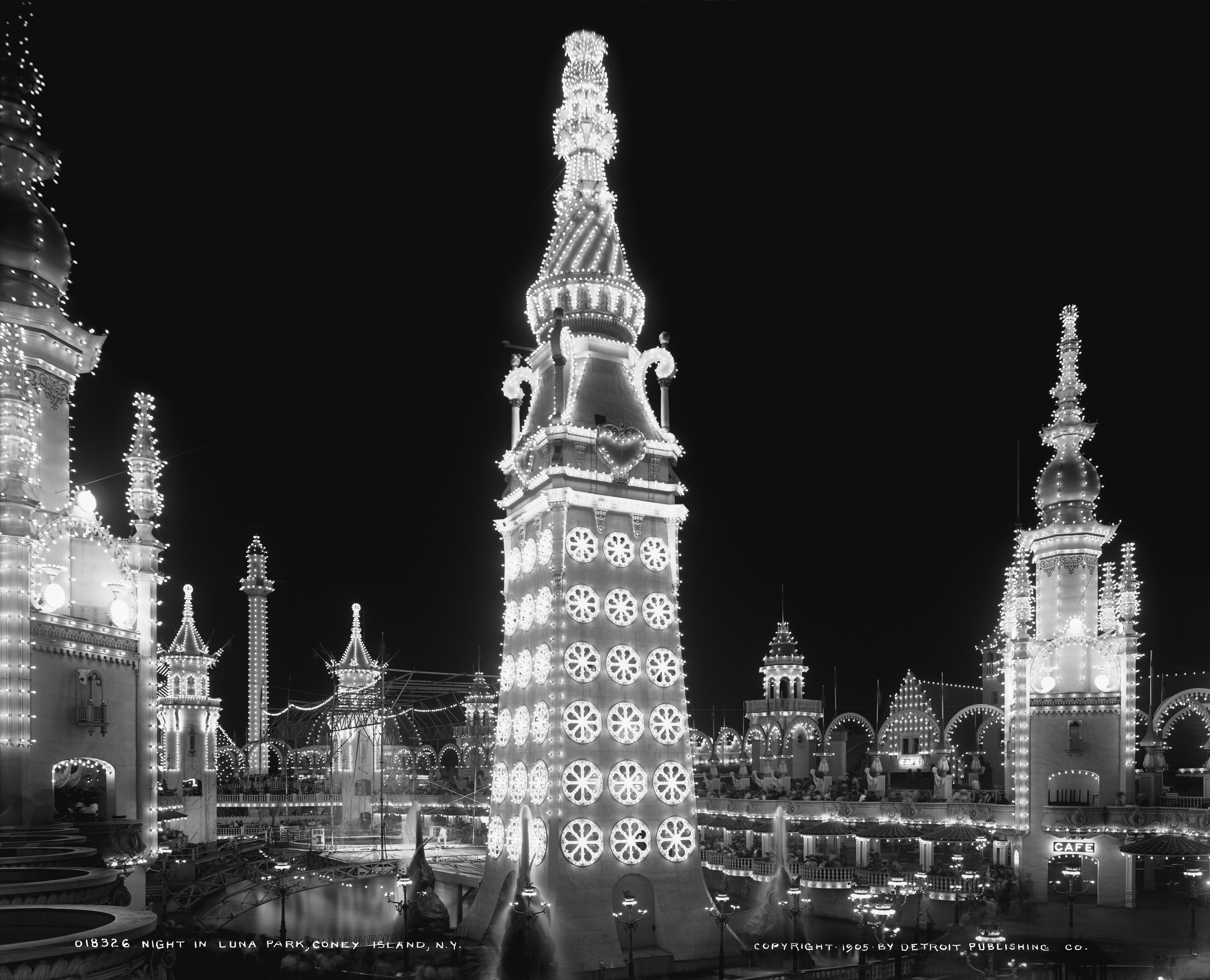
Coney Island: der 1947 abgebrannte Luna Park bei Nacht (1906)

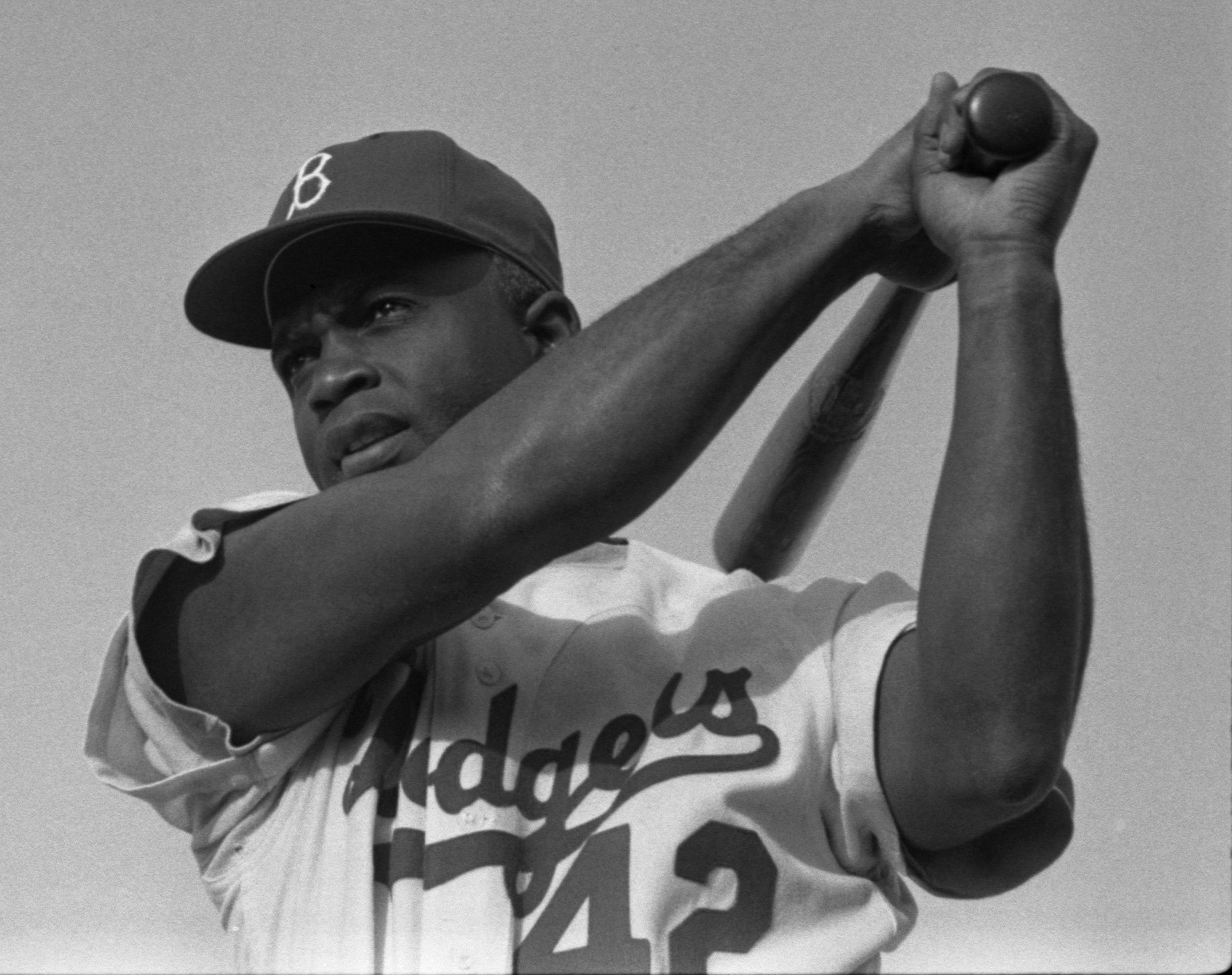
Star-Spieler der Baseball-Heimmannschaft Brooklyn Dodgers: Jackie Robinson (1954)

Die Einwohnerzahl Brooklyns hatte sich seit der Jahrhundertmitte verzehnfacht und näherte sich zwischenzeitlich der Millionenmarke. Bereits in der zweiten Hälfte des 19. Jahrhunderts war Brooklyn die drittgrößte Stadt der USA. 1898 stimmten ihre Einwohner mit einer knappen Mehrheit für die Vereinigung von Manhattan, der Bronx, Queens und Richmond (später Staten Island) zu New York City. Kings County ist seither ein Stadtbezirk in New York. Außerdem behielt es seinen Status als County des Staates New York.
Die beschriebenen Verdichtungsprozesse setzten sich in der ersten Hälfte des 20. Jahrhunderts fort. Mit 2,2 Millionen etwa lag die Einwohnerzahl Brooklyns 1930 deutlich vor derjenigen von Manhattan. Der erste Flughafen New Yorks (Floyd Bennett Field) wurde auf dem Territorium Brooklyns eröffnet. Zu einem bekannten, von Millionen Urlaubern besuchten Publikumsmagneten entwickelten sich insbesondere die Vergnügungsanlagen auf der am südlichen Ende des Bezirks gelegenen Halbinsel Coney Island. Während sich Manhattan zunehmend zu einem Handels-, Kultur- und Dienstleistungszentrum entwickelte, blieben in Brooklyn Industrie und Schifffahrt die dominierenden Bereiche. So wurden während des Zweiten Weltkriegs ein Großteil des Materials und des Personals über das Brooklyn Army Terminal nach Europa geschickt.
Die Jahrzehnte nach dem Ende des Zweiten Weltkriegs waren von Niedergang und Umorientierung geprägt. Ein Symbol für den bedeutungstechnischen Abstieg Brooklyns war der Weggang der Baseball-Lokalfavoriten Brooklyn Dodgers nach Los Angeles im Jahr 1957. Der Niedergang der traditionellen Industrien zog den Bezirk stark in Mitleidenschaft. Mit betroffen waren auch die ehemals zahlreichen Brauereien des Bezirks. Fast noch dramatischer wirkt sich der Wegfall der bezirksbestimmenden Schifffahrt aus. Hafenanlagen und Werften wanderten weitgehend ins benachbarte New Jersey ab – insbesondere nach Bayonne und Elizabeth.
Seit den 1990ern kommen zunehmend Prozesse der Gentrifizierung zum Tragen. So gelten insbesondere die westlichen Stadtteile an East River-Mündung und Upper New York Bay als begehrte Ausweichquartiere für Künstler, Yuppies sowie all jene, die sich die hohen Mieten in Manhattan nicht mehr leisten können oder wollen. Stark geprägt ist Brooklyn nach wie vor von seinen zahlreichen ethnischen Gemeinschaften. Die südlichen Stadtteile sind stark von jüdisch-orthodoxen, russischen, griechischen, italienischen, skandinavischen und irischen Gemeinschaften geprägt. Das Gros der afrikanischen, karibischen und lateinamerikanischen Einwanderer wiederum konzentriert sich vor allem in einigen nordöstlichen und östlichen Stadtteilen. Entsprechend widerspruchsvoll gestaltet sich so das Gesamtbild. Während sich die westlichen Stadtteile rund um Downtown konsolidieren konnten und im Zug von Gentrifizierung und Tourismus eine gewisse Aufwertung erfuhren, gelten einige Stadtteile im Osten – insbesondere das von Trabantenstädten und Sozialwohnungen geprägte East New York – bis auf weiteres als abgehängt.
Durch eine Umzonung mehrerer Teile von Brooklyn im Jahr 2004, die eine höhere Bebauungsdichte ermöglicht, entstanden seitdem durch einen Bauboom weit über 50 neue Hochhäuser mit Höhen ab 100 Meter. Sie stehen insbesondere in Downtown Brooklyn und den direkt angrenzenden Stadtteilen sowie in Williamsburg und Greenpoint an der Waterfront am East River. Hierbei handelt es sich überwiegend um Wohnhochhäuser. The Brooklyn Tower, ein Wohnwolkenkratzer in Downtown Brooklyn ist seit dem Erreichen seiner Endhöhe im Oktober 2021 mit 325 Meter (1066 Fuß) das höchste Gebäude in Brooklyn.

## Bevölkerung

### Demografie

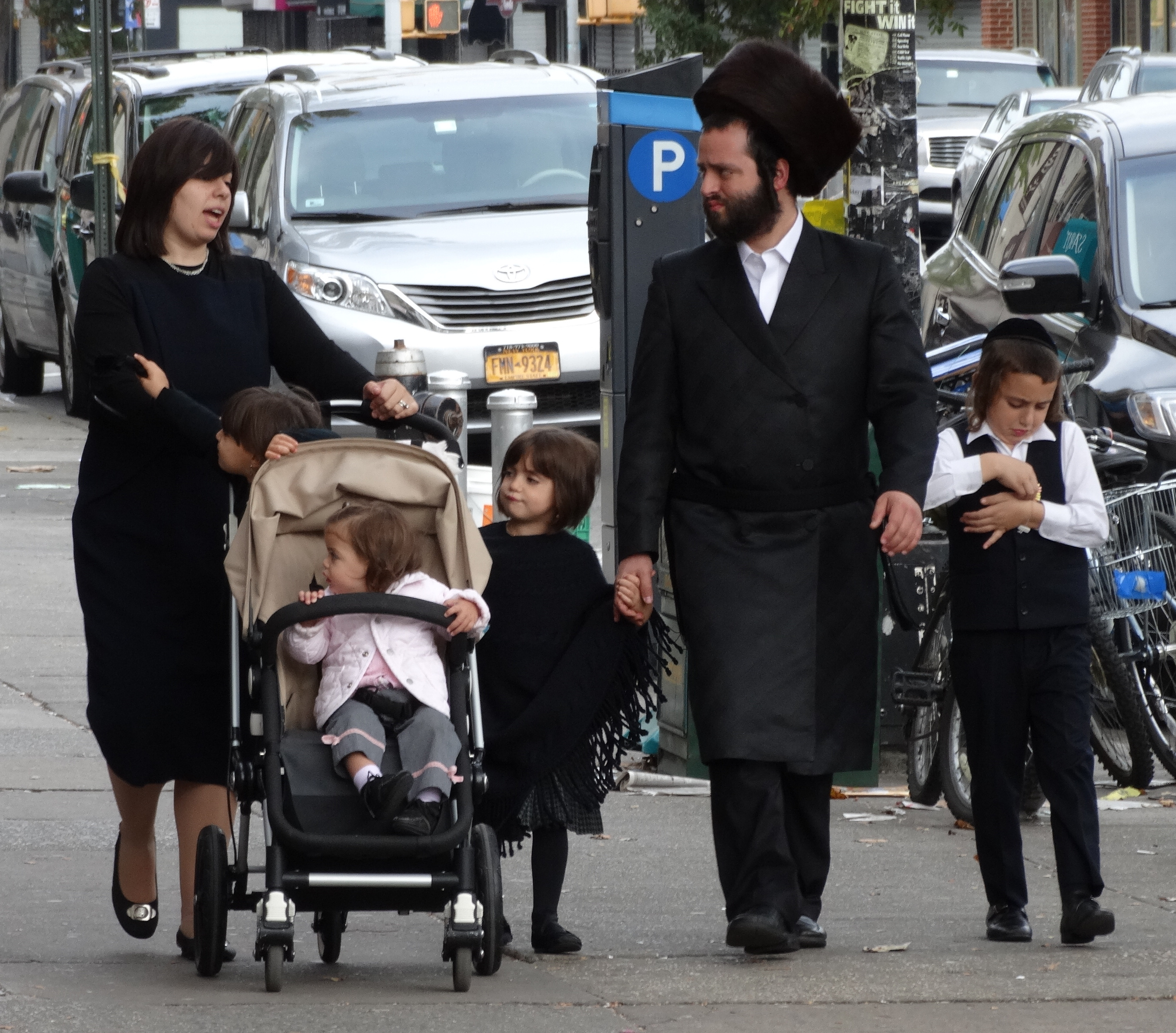
Hasidische Familie im Stadtteil Borough Park

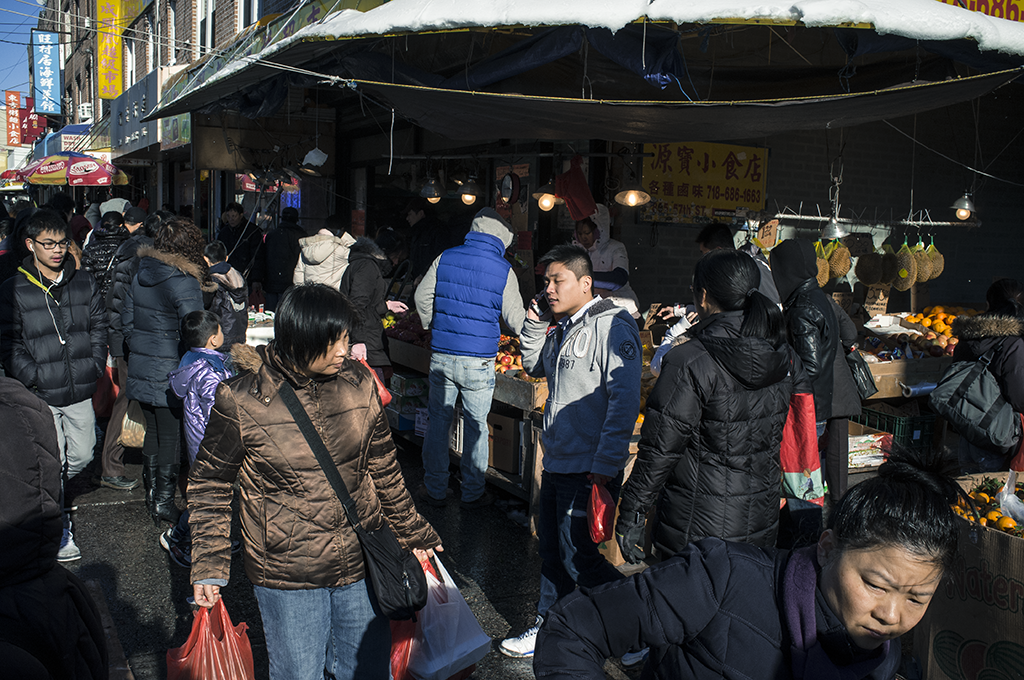
8th Avenue: eine von mehreren Chinatowns in Brooklyn

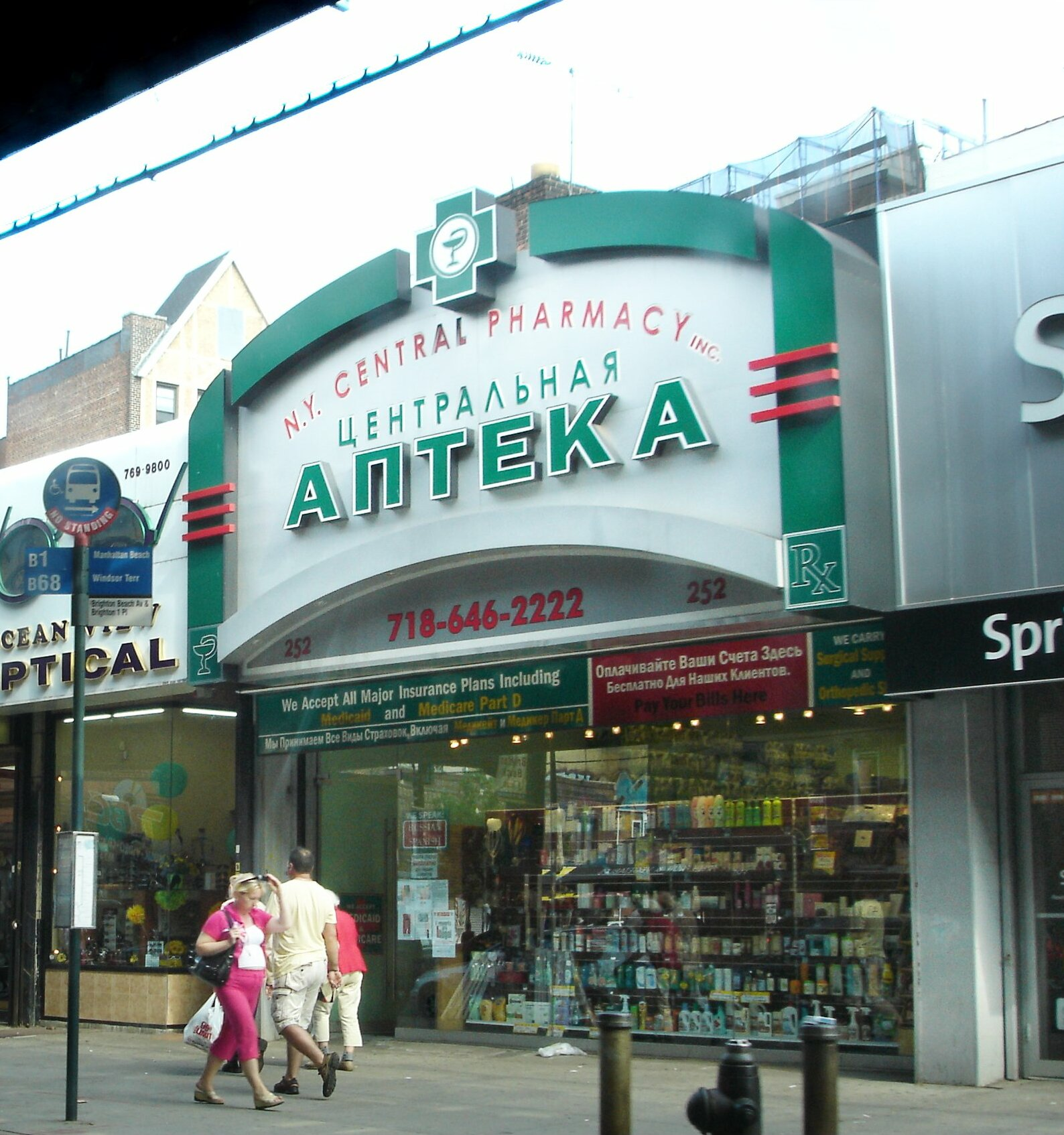
Russische Apotheke in Brighton Beach

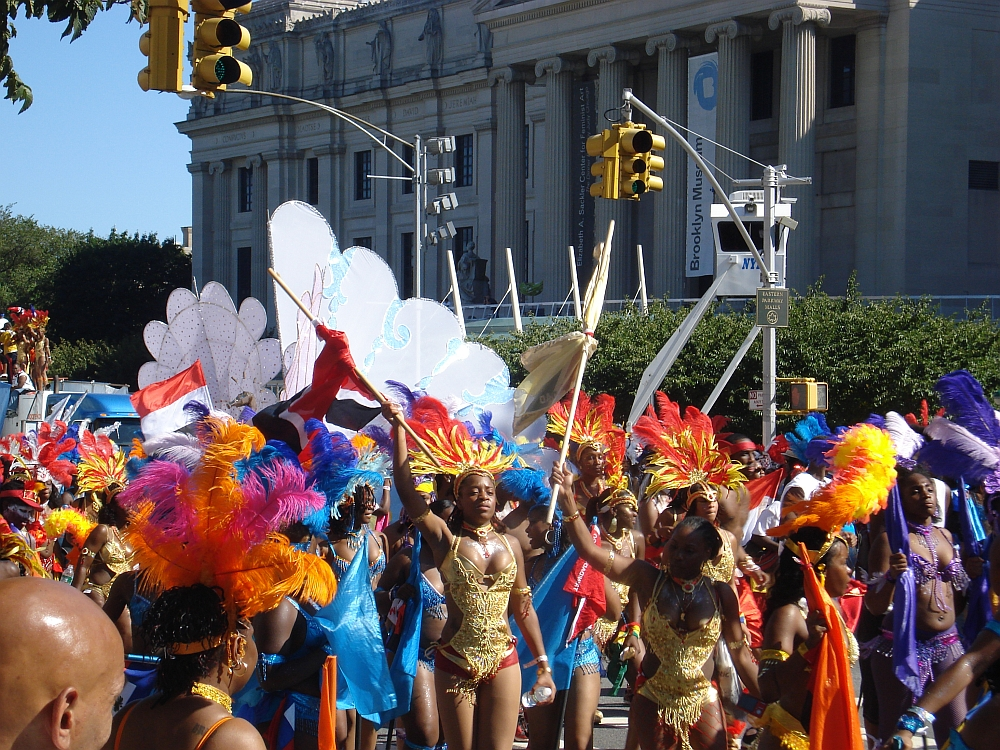
West Indian Day Parade 2008

Brooklyn hatte am 1. April 2020 laut US-Census 2.736.074 Millionen Einwohner und ist damit der bevölkerungsreichste New Yorker Stadtbezirk. Das jährliche Bevölkerungswachstum beträgt 0,9 % (Durchschnitt 2010–2020).
Das Gebiet des heutigen Brooklyn verzeichnete im 19. und frühen 20. Jahrhundert ein starkes Bevölkerungswachstum. Die Ortschaften in Kings County hatten zu Beginn des 19. Jahrhunderts zusammen knapp 6000 Einwohner. Als Brooklyn 1898 nach einer Volksabstimmung nach New York City eingemeindet wurde, hatte es bereits mehr als eine Million Einwohner. 30 Jahre später überschritt die Bevölkerungszahl die 2,5-Millionen-Marke. Danach schwächte sich das Wachstum deutlich ab. In der Mitte des 20. Jahrhunderts setzte sogar ein Bevölkerungsrückgang ein, der sich bis 1980 auf insgesamt fast ein Fünftel belief. Seitdem ist die Einwohnerzahl wieder leicht steigend, sodass sie heute wieder annähernd den Stand von 1930 erreicht hat.
Die multikulturelle Bevölkerung von Brooklyn spiegelt alle Einwanderungswellen der Vereinigten Staaten wider. Die ersten Siedler waren Niederländer und Briten, später wanderten Deutsche, Italiener sowie im Rahmen der Great Migration ehemalige schwarze Sklaven aus den Südstaaten ein. Die meisten Migranten der letzten Jahrzehnte stammen hingegen aus Mittel- und Südamerika sowie aus Asien und Osteuropa. Bedingt durch die nach wie vor starke Zuwanderung sind heute 41 % aller Einwohner außerhalb der Vereinigten Staaten geboren.
Mit einem Anteil von 35,4 % bilden Weiße (ohne Hispanics) mit etwas Abstand die größte Bevölkerungsgruppe. Die häufigsten europäischen Herkunftsgruppen sind Italiener (4,6 %), Iren (4,4 %), Engländer (3,4 %), Deutsche (3,2 %) und Russen (3,1 %). 26,7 % der Einwohner sind Schwarze und Afroamerikaner, davon viele Einwanderer aus der Karibik. Hispanics machen 18,9 % der Bevölkerung aus, darunter sind die Puerto Ricaner mit 5,1 % die größte Herkunftsgruppe. Asiaten sind die am stärksten wachsende Bevölkerungsgruppe, die mittlerweile 13,6 % der Einwohner von Brooklyn darstellt, wovon zwei Drittel Chinesen sind. Bei Betrachtung der einzelnen Stadtviertel von Brooklyn erscheint die Zusammensetzung der Bevölkerung jedoch weit weniger vielfältig. Viele Stadtteile sind entweder überwiegend von Schwarzen oder Weißen bewohnt bzw. traditionell von Puertoricanern, Italienern, Chinesen, Russen, Juden oder anderen Herkunftsgruppen geprägt.
Englisch ist für gut die Hälfte der Einwohner von Brooklyn die Hauptsprache. Die zweitwichtigste Sprache ist Spanisch, das von 17 % zuhause verwendet wird. Chinesisch und Russisch werden von jeweils knapp 6 % gesprochen. Die übrigen 18 % verteilen sich auf andere Sprachen. Insgesamt geben 24 % der Befragten an, nicht sehr gut Englisch zu sprechen.
Die größte Konfession in Brooklyn stellt die römisch-katholische Kirche mit einem Anteil von 23 % dar. Weitere 11 % der Einwohner sind Juden und 29 % Protestanten verschiedener Richtungen, von denen knapp 60 % einer afroamerikanischen Kirchengemeinde angehören.

### Ethnische und kulturelle Hot Spots
Die ethnische Zusammensetzung der einzelnen Stadtteile, Viertel und Nieghtbourhoods befindet sich in dynamischem Fluss. So lebten in Brownsville während der ersten Hälfte des 20. Jahrhunderts mehrheitlich Juden, seit den 1970ern mehrheitlich Afroamerikaner. In Midwood lebten zu Beginn des 20. Jahrhunderts vor allem Iren, dann fast 50 Jahre lang jüdische Einwohner; aktuell wird das Viertel mehr und mehr zu einer pakistanischen Enklave. Überlagert werden die Veränderungen von einem übergreifenden Trend: dem stetigen Rückgang des Anteils weißer Einwohner. Von 97,2 % im Jahr 1930 ging er zurück auf 46,9 % im Jahr 1990. Als Bestandteil der New York Metropolitan Area hat Brooklyn eine eigene kosmopolitische Atmosphäre entwickelt, welche eine überdurchschnittliche Vielfalt in Bezug auf Merkmale wie Nationalität, Religion, ethnische Abstammung und Kultur aufweist. Im Jahr 2010 gehörten 51,6 % der Bevölkerung unterschiedlichen religiösen Gemeinden an. Die – stetigen Veränderungen unterworfene – ethnische Verteilung gestaltete sich in den 2010er-Jahren ungefähr wie folgt:

#### Jüdische Amerikaner
Über 600.000 Juden, insbesondere orthodoxe und chassidische Juden, haben sich in historisch jüdischen Vierteln wie Borough Park, Williamsburg und Midwood angesiedelt, wo es viele Jeschiwas, Synagogen und koschere Restaurants sowie eine Vielzahl jüdischer Geschäfte gibt. Das an Borough Park angrenzende Gebiet Kensington beherbergte eine bedeutende Anzahl konservativer Juden (unter der Ägide von landesweit bekannten Rabbinern wie Jacob Bosniak und Abraham Heller). Viele ihrer nicht mehr existierenden Einrichtungen wurden umfunktioniert, um Erweiterungen der chassidischen Gemeinde von Borough Park zu dienen. Weitere bemerkenswerte religiös-jüdische Stadtteile mit einer langjährigen kulturellen Tradition sind Canarsie, Sea Gate und Crown Heights, wo sich der Hauptsitz von Chabad befindet. Zu den Stadtvierteln mit weitgehend untergegangenen, aber historisch bedeutsamen jüdischen Bevölkerungsgruppen gehören Central Flatbush, East Flatbush, Brownsville, East New York, Bensonhurst und Sheepshead Bay. Viele Krankenhäuser in Brooklyn wurden von jüdischen Wohltätigkeitsorganisationen gegründet, darunter das Maimonides Medical Center in Borough Park und das Brookdale Hospital in East Flatbush.
Viele nicht-orthodoxe Juden (von strenggläubigen Mitgliedern verschiedener Konfessionen bis hin zu Atheisten mit jüdischem kulturellem Erbe) leben in Ditmas Park und Park Slope, mit kleineren strenggläubigen und kulturell jüdischen Bevölkerungsgruppen in Brooklyn Heights, Cobble Hill, Brighton Beach und Coney Island.

#### Chinesische Amerikaner
In den südlichen Teilen von Brooklyn leben über 200.000 chinesische Amerikaner – vor allem in Sunset Park, Bensonhurst, Gravesend und Homecrest. Brooklyn ist der Stadtbezirk mit der höchsten Anzahl an Chinatowns in New York City. Die größte Konzentration befindet sich in Sunset Park entlang der 8th Avenue. Ursprünglich handelte es sich um eine kleine chinesische Enklave, in der in den späten 1980er und 1990er Jahren vor allem Kantonesisch gesprochen wurde, doch seit den 2000er Jahren hat sich die chinesische Bevölkerung in diesem Gebiet drastisch verändert. Seit den 2000er Jahren hat sich die chinesische Bevölkerung in diesem Teil Brooklyns dramatisch zu mehrheitlich fuzhounischen Amerikanern gewandelt, was erheblich zur Expansion dieser Chinatown beigetragen und ihr den Spitznamen „Fuzhou Town, Brooklyn“ oder „Little Fuzhou“ von Brooklyn eingebracht hat. Seit den 2000er Jahren hat sich die wachsende Konzentration der Kantonesisch sprechenden Bevölkerung in Brooklyn zunehmend nach Bensonhurst/Gravesend und Homecrest verlagert, wodurch neuere Chinatowns in Brooklyn entstanden sind. Diese neueren Chinatowns in Brooklyn sind als „Brooklyn’s Little Hong Kong/Guangdong“ bekannt, da ihre chinesische Bevölkerung überwiegend kantonesisch ist.

#### Karibik und Afroamerikaner
Brooklyns afroamerikanische und karibische Gemeinden streuen sich quer über einen Großteil von Brooklyn. Die westindische Gemeinde von Brooklyn konzentriert sich auf die Stadtteile Crown Heights, Flatbush, East Flatbush, Kensington und Canarsie im Zentrum Brooklyns. Brooklyn ist die Heimat der größten westindischen Gemeinschaft außerhalb der Karibik. Obwohl die größten westindischen Gruppen in Brooklyn Jamaikaner, Guyaner und Haitianer sind, gibt es westindische Einwanderer aus fast allen Teilen der Karibik. In Crown Heights und Flatbush befinden sich viele der westindischen Restaurants und Bäckereien von Brooklyn. In Brooklyn wird alljährlich ein Karneval gefeiert, der in der Tradition der Fastenzeitfeiern auf den Inseln steht. Seit der Eröffnung der IND Fulton Street Line im Jahr 1936 ist Bedford-Stuyvesant die Heimat einer der berühmtesten afroamerikanischen Gemeinden der Vereinigten Staaten. In Brownsville, East New York und Coney Island gibt es nach wie vor größere, beständige Communities; Reste davon haben sich auch in stark gentrifizierten Vierteln wie Prospect Heights, Fort Greene und Clinton Hill erhalten.

#### Hispanoamerikaner
Nach dem Zweiten Weltkrieg und den anschließenden Stadterneuerungsinitiativen siedelten viele vormals in der Upper West Side lebende puerto-ricanische Migranten nach Brooklyn über. Neuer Schwerpunkt waren die hafenahen Industrieviertel wie zum Beispiel Sunset Park, Red Hook und Gowanus. Zum größten Zentrum der hispanoamerikanischen Gemeinschaft hat sich der Stadtteil Bushwick entwickelt. Wie andere hispanische Viertel in New York City hat Bushwick eine etablierte puerto-ricanische Präsenz, zusammen mit einem Zustrom von vielen Dominikanern, Südamerikanern, Mittelamerikanern und Mexikanern. Da fast 80 % der Bevölkerung von Bushwick hispanisch sind, haben die Bewohner viele Geschäfte gegründet, um ihre verschiedenen nationalen und unterschiedlichen Traditionen bei Lebensmitteln und anderen Produkten zu unterstützen.
Die Bevölkerung von Sunset Park ist zu 41,2 % hispanisch und setzt sich aus diesen verschiedenen ethnischen Gruppen zusammen. Die wichtigsten hispanischen Gruppen in Brooklyn sind Puerto Ricaner, Mexikaner, Dominikaner und Ecuadorianer; sie sind über den ganzen Bezirk verteilt. Puerto Ricaner und Dominikaner sind vor allem in Bushwick, der South Side von Williamsburg und East New York anzutreffen. In Sunset Park sind nicht mehr chinesische Einwanderer, sondern solche aus Mexiko die zahlenmäßig dominierende Gruppe. Mit Ausnahme von Red Hook (das bei der Volkszählung 2010 immer noch zu etwa einem Fünftel hispanoamerikanisch war), der South Side und Sunset Park sind ähnliche Nachkriegsgemeinschaften in anderen hafennahen Vierteln unterschiedlichen Veränderungen unterworfen wie Deindustrialisierung, Suburbanisierung und Gentrifizierung.

#### Russische und ukrainische Amerikaner
In Brooklyn leben auch viele Russen und Ukrainer, die sich vor allem in den Gebieten Brighton Beach und Sheepshead Bay konzentrieren. In Brighton Beach gibt es viele russische und ukrainische Geschäfte: geläufige Spitznamen des Stadtteils sind „Little Russia“ beziehungsweise „Little Odessa“. In den 1970er Jahren erhielten sowjetische Juden das Recht auf Einwanderung, und viele ließen sich in Brighton Beach nieder. Zwischenzeitlich beherbergt der Stadtteil eine Vielzahl von Einwanderern aus der gesamten ehemaligen UdSSR. Kleinere Konzentrationen russischer und ukrainischer Amerikaner sind auch in anderen Teilen Süd-Brooklyns zu finden – darunter Bay Ridge, Bensonhurst, Homecrest, Coney Island und Mill Basin. Eine weitere Gruppe, die sich in diesem Teil Brooklyns konzentriert, sind usbekische Amerikaner, die in der Regel auch die russische Sprache beherrschen.
Eine besondere Herausforderung für das Zusammenleben von Russen und Ukrainern in vergleichsweise enger Nachbarschaft ist der seit 2022 andauernde russische Angriffskrieg gegen die Ukraine. Ein ukrainischer Bewohner von „Little Odessa“ charakterisiert sie als stetig im Raum stehende Anforderung, sich für eine Seite zu entscheiden. In einer solchen Situation wählten die Leute eben die Seite, die ihrem eigenen Familienhintergrund entspricht – unabhängig davon, ob man tatsächlich dahintersteht.

#### Polnische Amerikaner
Polnisch-stämmige Amerikaner leben vor allem in Greenpoint, der Heimat von „Little Poland“. Alteingesessene Siedlungen in Borough Park und Sunset Park haben sich gehalten, während neuere Einwanderer in den südlichen Teilen Brooklyns neben den russischen und ukrainischen Amerikanern leben.

#### Italoamerikaner
Trotz der weit verbreiteten Abwanderung nach Staten Island und in vorstädtischere Gebiete im Großraum New York während der Nachkriegszeit leben in den Stadtteilen Bensonhurst, Dyker Heights, Bay Ridge, Bath Beach und Gravesend nach wie vor nennenswerte Konzentrationen italienischer Amerikaner. Weniger wahrnehmbare Überbleibsel älterer Gemeinschaften gibt es in Cobble Hill und Carroll Gardens, wo die Häuser der verbliebenen Italo-Amerikaner oft durch kleine Madonnenstatuen, die Beibehaltung von Markisen aus Plastikmetall sowie die Verwendung von Formstone für die Hausverkleidung erkennbar sind. In allen genannten Vierteln gibt es nach wie vor italienische Restaurants, Bäckereien, Feinkostläden, Pizzerien, Cafés und soziale Clubs.

#### Arabisch-amerikanische und muslimische Amerikaner
Anfang des 20. Jahrhunderts siedelten sich viele libanesische und syrische Christen um die Atlantic Avenue westlich der Flatbush Avenue in Boerum Hill an. In jüngerer Zeit hat sich dieses Gebiet zu einem jemenitischen Geschäftsviertel entwickelt. In jüngerer Zeit sind überwiegend muslimische arabische Einwanderer, vor allem Ägypter und Libanesen, in den südwestlichen Teil von Brooklyn gezogen, insbesondere nach Bay Ridge. Brighton Beach beherbergt eine wachsende pakistanisch-amerikanische Gemeinde, während sich in Midwood entlang der Coney Island Avenue die Enklave „Little Pakistan“ befindet. Der pakistanische Unabhängigkeitstag wird jedes Jahr mit Paraden und Partys auf der Coney Island Avenue gefeiert. Das nördlich gelegene Kensington ist eine von mehreren aufstrebenden bangladeschischen Enklaven in New York.

#### Irischstämmige Amerikaner
Irischstämmige Amerikaner der dritten, vierten und fünften Generation sind in ganz Brooklyn zu finden, wobei es in den Vierteln Windsor Terrace, Park Slope, Bay Ridge, Marine Park und Gerritsen Beach mäßige Konzentrationen gibt. Historische Gemeinschaften gab es auch in Vinegar Hill und anderen Industrievierteln in der Nähe von East-River-Einmündung und Upper New York Bay – etwa in Greenpoint und Sunset Park. Ähnlich wie viele Italoamerikaner zogen auch viele irischstämmige Amerikaner in der Nachkriegszeit nach Staten Island sowie in die Vororte. Diejenigen, die in Brooklyn verblieben, bildeten durch ihre Beschäftigung im öffentlichen Dienst – vor allem in der Polizei, im Transportwesen und bei der New Yorker Feuerwehr – sowie im Baugewerbe eng verbundene, stabile Gemeinschaften aus. Andere wiederum stiegen in Facharbeiter- und Führungskraft-Schichten auf und legten die ausgeprägten kulturellen Traditionen der irisch-amerikanischen Gemeinschaft weitgehend ab.

#### Südasiatische Amerikaner
Die indisch-amerikanische Bevölkerung in Queens hat Brooklyn als günstige Wohn-Alternative zu Manhattan entdeckt. In Brooklyn leben fast 40.000 indische Amerikaner.

#### Griechischstämmige Amerikaner
Griechischstämmige Amerikaner verteilen sich quer über den Bezirk. Eine historische Konzentration hat sich in Bay Ridge sowie den angrenzenden Gebieten erhalten, wo es eine Konzentration spezifisch griechischer Schulen, Unternehmen und kultureller Einrichtungen gibt. Wie in weiten Teilen des Großraums New York gibt es im gesamten Stadtbezirk Restaurants in griechischem Besitz.

#### LGBTQ-Community
In Brooklyn lebt eine große, wachsende Zahl von gleichgeschlechtlichen Paaren. Gleichgeschlechtliche Ehen wurden in New York am 24. Juni 2011 legalisiert. Das Viertel Park Slope war der Vorreiter für die Popularität von Brooklyn bei Lesben, und in Prospect Heights gibt es eine LGBTQ-Wohngegend. Zahlreiche Viertel sind seitdem zur Heimat von LGBTQ-Gemeinschaften geworden. Am 14. Juni 2020 fand der Brooklyn Liberation March statt – mit 15.000 bis 20.000 Teilnehmern die größte Demonstration für Transgender-Rechte in der LGBTQ-Geschichte.

#### Kreative und Hipster
Brooklyn wurde bereits vor der Jahrtausendwende zu einem bevorzugten Standort für Künstler und Hipster, die sich dort Wohn- und Arbeitsräume einrichteten, nachdem die Mieten in Manhattan zu teuer geworden waren. Verschiedene Viertel in Brooklyn, darunter Williamsburg, DUMBO, Red Hook und Park Slope, entwickelten sich zu beliebten Wohnvierteln für diese Klientel. Allerdings sind die Mieten und Lebenshaltungskosten auch in diesen Vierteln inzwischen drastisch gestiegen, so dass Künstler gezwungen sind, in preiswertere Viertel abzuwandern oder aber auf die andere Seite der Upper Bay nach Jersey City oder Hoboken umzuziehen.

## Verwaltung und Politik

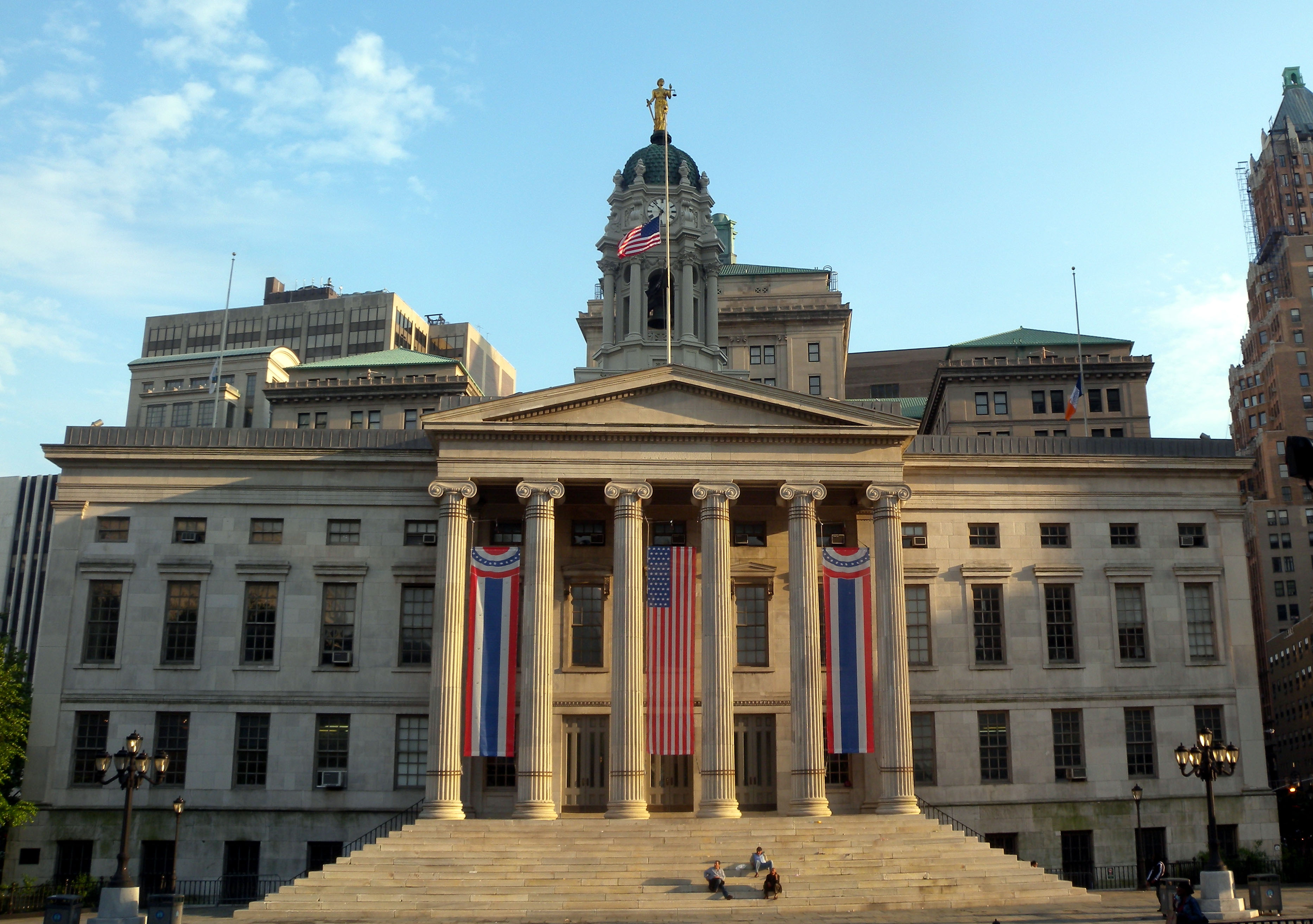
Brooklyn Borough Hall – Verwaltungssitz des Bezirks

Die verwaltungstechnische Aufgliederung erfolgt wie in den anderen New Yorker Bezirken auch anhand des Unterteilungsrasters Bezirk („Borough“) – Community District (verwaltungstechnische Abkürzung: „CD“) – Stadtviertel / Neighbourhood. Die einzelnen Viertel und Stadtteile Brooklyns sind insgesamt 18 Community Districts zugeordnet. Ähnlich wie in Manhattan und den anderen Bezirken koexistiert teilweise ein Nebeneinander unterschiedlicher Zuordnungen. So wird das östliche Viertel Cypress Hill manchmal als eigenständige Neighbourhood hervorgehoben, in anderen Fällen wiederum als Teil von East New York ausgewiesen.
Verwaltungssitz des Borough Brooklyn ist die im Bezirk Downtown gelegene Brooklyn Borough Hall. Bis zum Zusammenschluss mit New York 1898 fungierte sie als Rathaus der bis dato eigenständigen Stadt. Oberste kommunalpolitische Instanz ist das Borough Boards mit dem Borough President an der Spitze. Infolge der Abschaffung des – in Sachen Gesamtstadtplanung mit wesentlichen Kompetenzen ausgestatteten – New Yorker Board of Estimate im Jahr 1990 haben sich die Aufgabenbereiche von Boroughs Board und Borough President stark reduziert. Die Wahlperiode beträgt vier Jahre. Im Borough Boards sind neben dem Borough President die Mitglieder des Stadtrats (City Council) sowie die Vorsitzenden der Community Boards vertreten. Letztere sind Gremien, die sich aus Vertretern der insgesamt achtzehn Community Districts von Brooklyn zusammensetzen und lediglich beratende Funktion ausüben.
Aktueller Borough President von Brooklyn ist seit 2022 der Demokrat Antonio Reynoso. Dessen Vorgänger war Eric Adams, gleichfalls ein Demokrat und mittlerweile Bürgermeister von New York City. Die Demokratische Partei hält eine Mehrheit der öffentlichen Ämter. 2005 waren 69,7 Prozent der registrierten Wähler Demokraten. Auf kommunaler Ebene setzt sich die Partei vor allem für bezahlbaren Wohnraum, Bildung sowie wirtschaftliche Entwicklung ein. Die Republikaner haben einen relativ starken Einfluss in den Vierteln Gravesend, Bensonhurst, Bay Ridge, Dyker Heights und Midwood, die von dem Kongressabgeordneten Michael Grimm vertreten werden.
Eine weitere gewählte Funktion ist die des Bezirksstaatsanwalts, des District Attorney. Aktueller Bezirksstaatsanwalt ist Eric Gonzalez, ebenfalls ein Funktionsträger der Demokratischen Partei.

## Wirtschaft

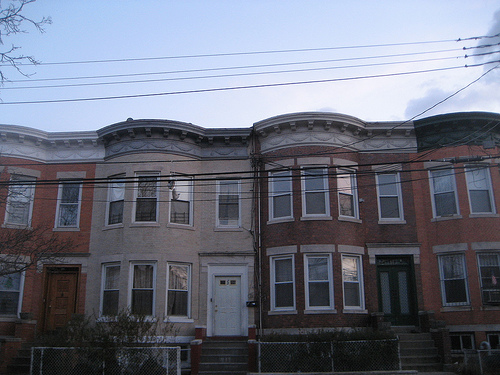
Teil von East New York: das Viertel Cypress Hills

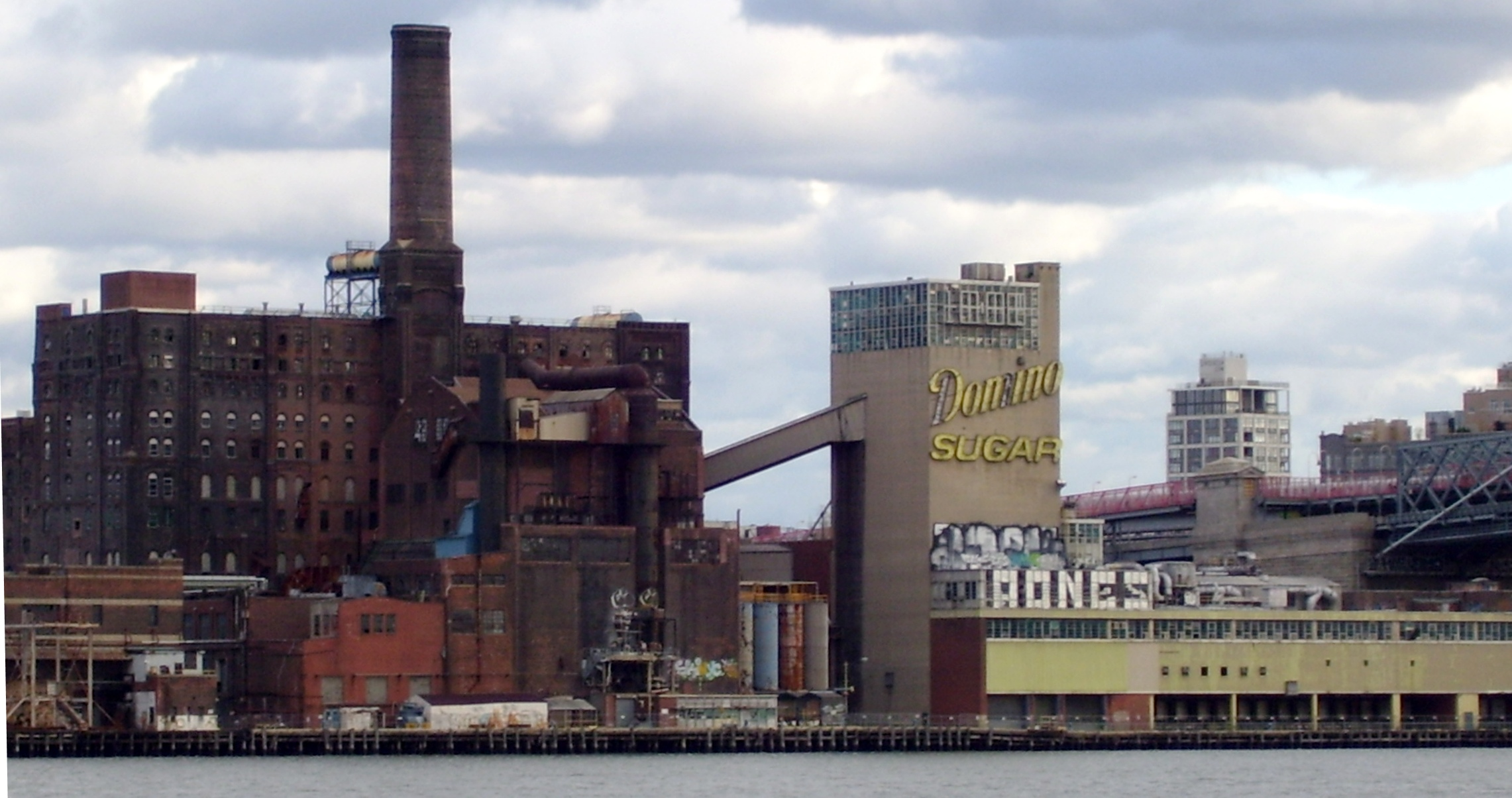
Ehemalige Domino Sugar Factory in Williamsburg

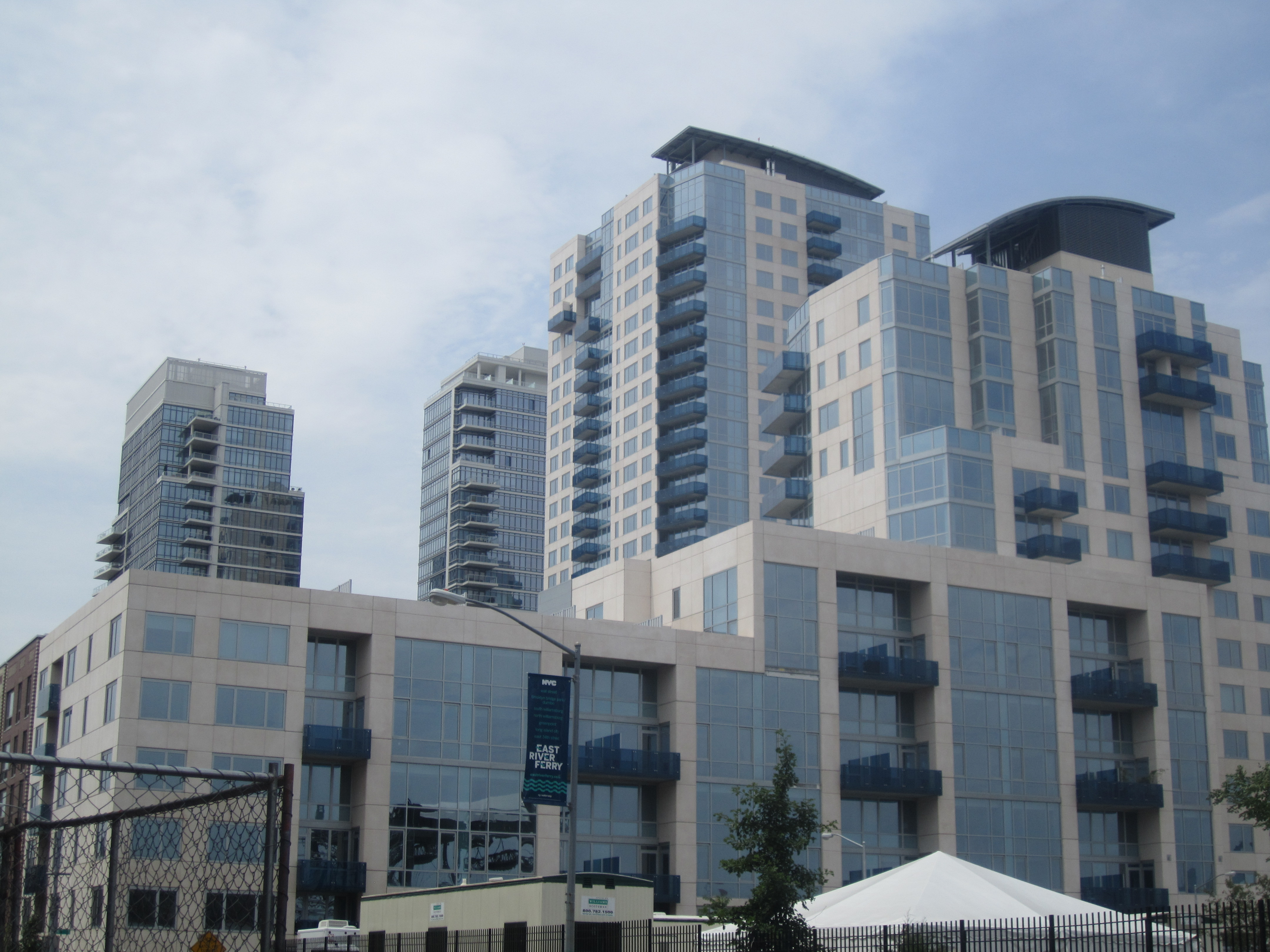
Neubauten im East River Park, Williamsburg

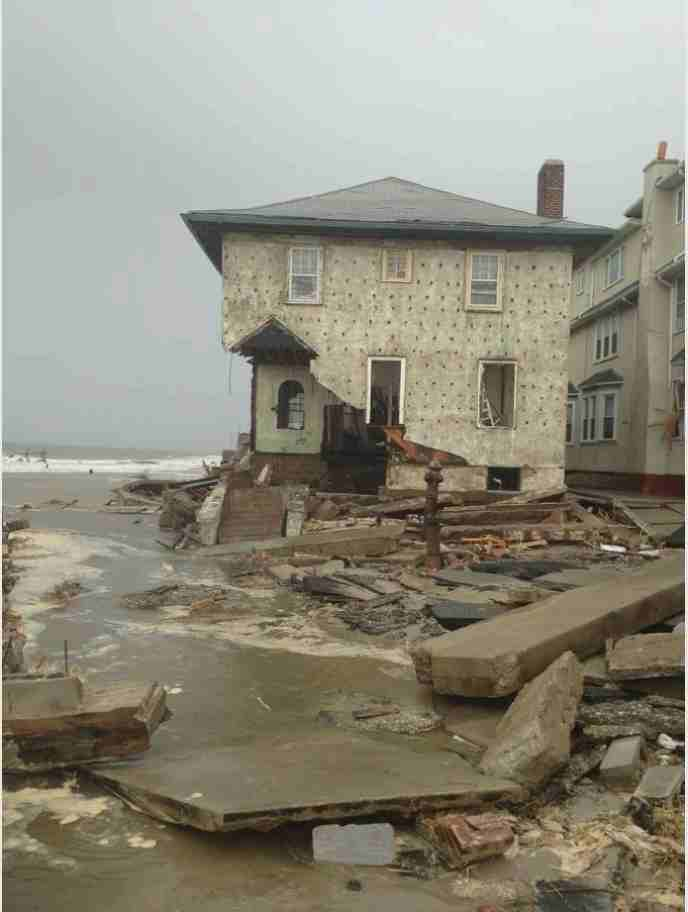
Durch Hurrikan Sandy beschädigtes Haus

Laut dem vom New York City Comptroller herausgegebenen Report vom Mai 2014 gestaltet sich die wirtschaftliche Situation Brooklyns durchwachsen. Der Downtown-Distrikt ist außerhalb Manhattans das größte Geschäftszentrum New Yorks. In Sachen Anwachsen der Unternehmensanzahl hat der Bezirk eine höhere Wachstumsrate als der Rest der Stadt. Ähnlich sieht es mit dem Anstieg der Beschäftigungsrate aus. Mit 19,8 % wächst sie fast doppelt so schnell als in New York City. Rund die Hälfte aller Jobs fallen auf die Bereiche Gesundheit und Einzelhandel – ein Faktor, der allerdings mit dem Nachteil niedriger Löhne verknüpft ist. Wachsende Sektoren sind Professional und Business-Dienstleistungen, neue Technologien, die Kreativwirtschaft sowie Gastronomie.
In absoluten Zahlen ist der private Sektor mit 484.560 Beschäftigten im Jahr 2012 der dynamischste Wirtschaftsfaktor. Dem vom Staat New York herausgegebenen Ökonomiebericht zufolge mit den wesentlichen Bezirks-Eckdaten für das Jahr 2014 arbeiteten 2012 160.410 Beschäftigte im Gesundheits- und Sozialsektor, 64.890 im Einzelhandel, 41.830 im Bereich Professional und Business Service sowie knapp 10.000 im Bereich Freizeit und Tourismus. Die Arbeitsplätze in der klassischen Produktion sind weiter zurückgegangen – allerdings in verlangsamtem Tempo. Gesamtanzahl im Bereich Produktion: 20.000. Rund 40 Prozent davon entfallen auf die beiden Branchen Lebensmittel- und Bekleidungsherstellung (5410 und 3580).
Die Anzahl der gewerbetreibenden Betriebe lag 2011 bei knapp unter 50.000. Auch hier fällt das Wachstum höher aus als im Rest der Stadt. Kleine Unternehmen dominieren den Bezirk. Der Löwenanteil entfällt auf den Einzelhandel. Der Gesundheits- und Sozialsektor fällt, was die Anzahl der Betriebe anbelangt, mit 13 % zwar zurück, stellt dafür jedoch rund 33 % der Arbeitsplätze. Hauptgrund für die Diskrepanz: die hohe Beschäftigtenanzahlen in Krankenhäusern und ähnlichen Einrichtungen.
Die Lohnentwicklung hat zwar ebenfalls eine schnellere Wachstumsrate als in anderen Bezirken. Verglichen mit Manhattan, der Bronx, Queens und Staten Island liegt Brooklyn jedoch weiterhin am Ende der Skala. Ebenso in Bezug auf das durchschnittliche Jahreseinkommen in den USA. Der Durchschnittslohn im privaten Sektor betrug 2012 38.550 US-Dollar pro Jahr, das mittlere Haushaltseinkommen 45.230 US-Dollar. New York-weit liegt letzteres gegenwärtig bei 50.900 US-Dollar. Das Durchschnittseinkommen der US-Bürger lag 2011 bei 48.450 US-Dollar. Der niedrige Lohndurchschnitt spiegelt unter anderem auch die hohe Konzentration schlecht bezahlender Branchen im Bezirk – insbesondere das Gesundheitswesen und der Einzelhandel.

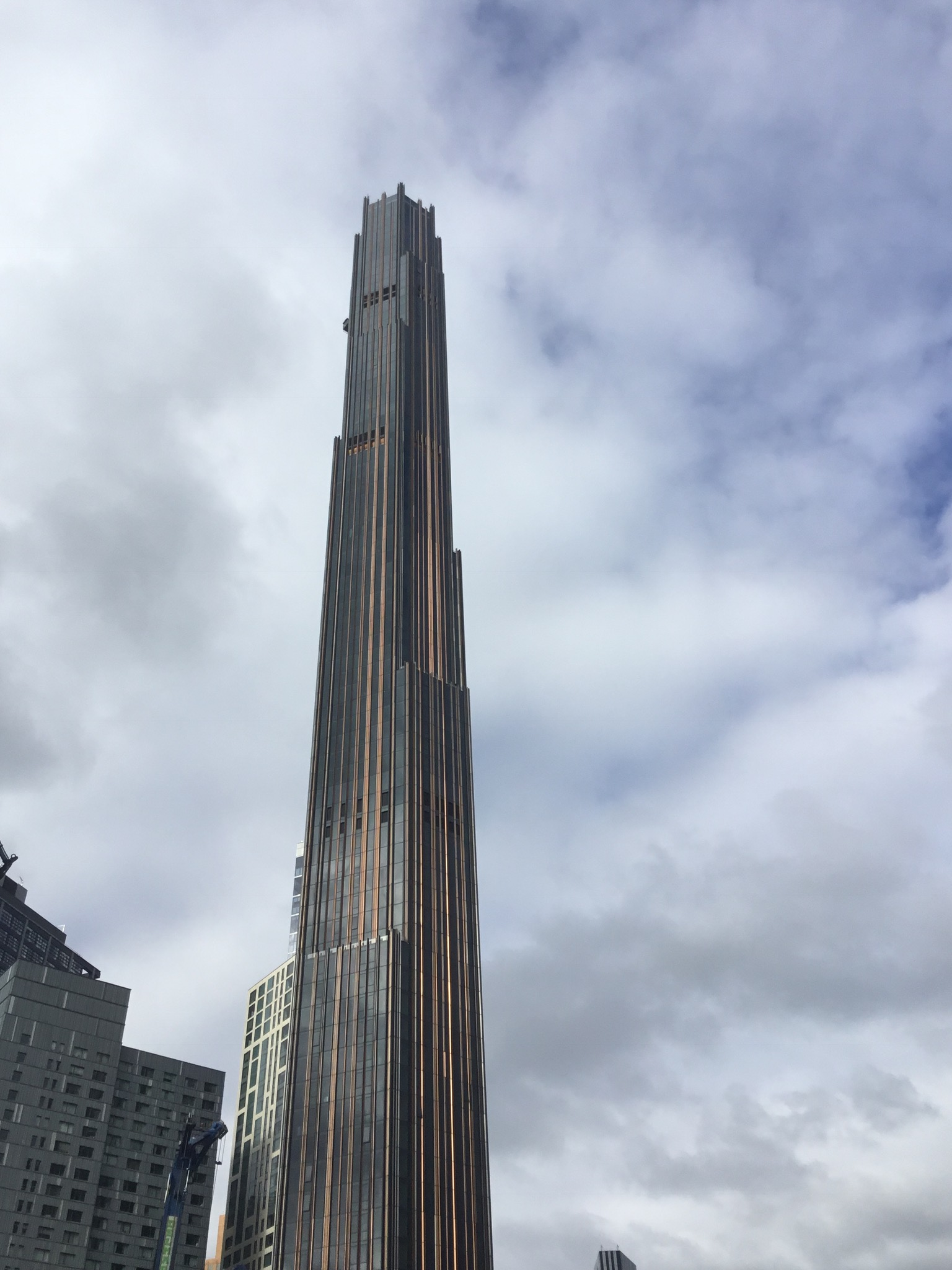
The Brooklyn Tower ist seit 2022 mit 325 Meter das höchste Gebäude in Brooklyn sowie außerhalb von Manhattan.

Die Arbeitslosigkeit ist in Brooklyn seit Mitte der 1990er höher als in jedem anderen Bezirk. Von einem Höchststand während der Wirtschaftskrise 2008 (10,9 %) sank sie auf einen Stand von 8,8 % (2014). Die Arbeitslosenquote variiert zwischen den Stadtteilen deutlich. Während die nordwestlichen Viertel Brooklyn Heights, Cobble Hill und Windsor Terrace unter dem Durchschnitt liegen, bewegen sich Brownsville, Bushwick, Bedford-Stuyvesant, Coney Island, Crown Heights sowie East New York deutlich darüber.
Das durchschnittliche Brooklyner Haushaltseinkommen wuchs 2012 zwar doppelt so schnell wie in der restlichen Stadt. Die Armutsquote (24,2 %) ist infolge der Rezession zwar gestiegen, allerdings niedriger als auf ihrem Höhepunkt 1993. 70 % aller Haushalte lebten 2011 in Mietwohnungen. Der Mangel an erschwinglichem Wohnraum ist ein ernstes Problem im Bezirk. Ein wesentlicher Grund: der Mietanstieg, der zwischen 2000 und 2011 fast doppelt so stark ausfiel als derjenige der Einkommen (71 gegenüber 41 Prozent). Fast 30 Prozent der Haushalte sind mittlerweile gezwungen, mehr als die Hälfte des Einkommens für die Miete aufzuwenden.
Unterschiedliche Auswirkungen zeigt die Gentrifizierungsdynamik in einzelnen Vierteln. Während die „Brownstone-Gebiete“ mit alter Backsteinbau-Substanz im Nordwesten von gutverdienenden Zuzüglern aus Manhattan profitieren, stehen die ehemaligen Hafen- und Industrieviertel Williamsburg, Greenpoint, Red Hook und Sunset Park noch am Anfang dieser Entwicklung. An wirtschaftlichen Ballungsarealen weist der Bezirk derzeit sechs auf:
- die Greater Downtown Brooklyn Area: Standort für viele der besser bezahlten Arbeitsplätze des Bezirks.
- das Brooklyn Tech-Triangle inklusive Brooklyn Navy Yard: ein neuer Industriepark zwischen Manhattan- und Williamsburg Bridge für die Kreativwirtschaft, IT- und Elektronikbranche.
- Sunset Park: ein wichtiges Herstellungs- und Industriezentrum, das derzeit fast 8 Prozent der Arbeitsplätze von Brooklyn stellt. Das Brooklyn Army Terminal in der Nähe wurde zu einem manufakturellen Herstellungs-Knotenpunkt umtransferiert.
- Williamsburg–Greenpoint-Umgebung. Dieses Ballungszentrum beinhaltet 10 Prozent der Arbeitsplätze des Bezirks mit Konzentration im Gesundheits- und Baugewerbe.
- Süd-Brooklyn: Dieses Wirtschaftszentrum stellt rund 9 Prozent der Arbeitsplätze in Brooklyn – fast die Hälfte davon in der Gesundheitsversorgung. Hinzu kommt der Tourismus- und Freizeitsektor an den Stränden von Coney Island.
- Greater Borough Park Area: Dieses Ballungsgebiet umfasst im Wesentlichen die Stadtteile und Neighbourhoods Borough Park, Kensington und Ocean Avenue-Bereich. Es stellt 8 Prozent der Arbeitsplätze in Brooklyn. Gesundheitssektor und soziale Unterstützung machen davon ungefähr die Hälfte aus.

Einen nicht unwesentlichen Anteil an der wirtschaftlichen Entwicklung des Bezirks haben die Bereiche Kunst, Kultur und Tourismus. 2013 verzeichnete der Bezirk 15 Millionen Touristen. Ein weiterer wichtiger Faktor sind die teils renommierten Bildungseinrichtungen im Bezirk. Das 1854 gegründete NYU Polytechnikum etwa gilt als eine der führenden Technik-Universitäten. Die Long Island University Brooklyn wiederum hat sich vor allem im Bereich Medizin profiliert. Als bedeutende Einrichtung aufzuführen ist schließlich noch die 1912 begründete und im Stadtteil Fort Greene ansässige Brooklyn Music School.
Als ernstzunehmender Rückschlag für die wirtschaftliche Konsolidierung des Bezirks haben sich die Auswirkungen des Hurrikans Sandy im Oktober 2012 erwiesen. In Mitleidenschaft gezogen wurden insbesondere die Uferpromenaden in Nord-Brooklyn sowie die Anrainergebiete in Greenpoint, Williamsburg, Dumbo, Red Hook, Gowanus und Sunset Park. Ebenso betroffen waren das südliche Brooklyn mit der Halbinsel Coney Island. Die Wiederaufbauarbeiten sowie flankierende Hilfsprogramme machen jedoch nur langsam Fortschritte.
In Sachen Wirtschaftsentwicklungsprojekte stehen derzeit mehrere Vorhaben im Fokus. Eines davon ist das Livonia Commons Project: 278 Sozialwohnungseinheiten mit Mischnutzung im sozialen Brennpunktbereich East New York. Die Ungleichverteilung der wirtschaftlichen Entwicklung hat die Gegensätze zwischen den „alten“ Stadtteilen im Westen und denen an Queens angrenzenden im Osten weiter verstärkt. Während erstere sich vom Bedeutungsverlust der klassischen Industrien erholen konnten und teilweise prosperierten, ist die östliche Hälfte des Bezirks bislang weitgehend von dieser Entwicklung ausgeschlossen. Die wirtschaftliche Zweiteilung deckt sich dabei weitgehend mit der ethnischen. Laut Zensusauswertung aus dem Jahr 2005 leben in den wirtschaftlich schwächeren Vierteln im Osten und Nordosten hauptsächlich Afroamerikaner, Hispanics sowie Einwanderer aus der Karibik.

## Verkehr

### Öffentliches Verkehrsnetz

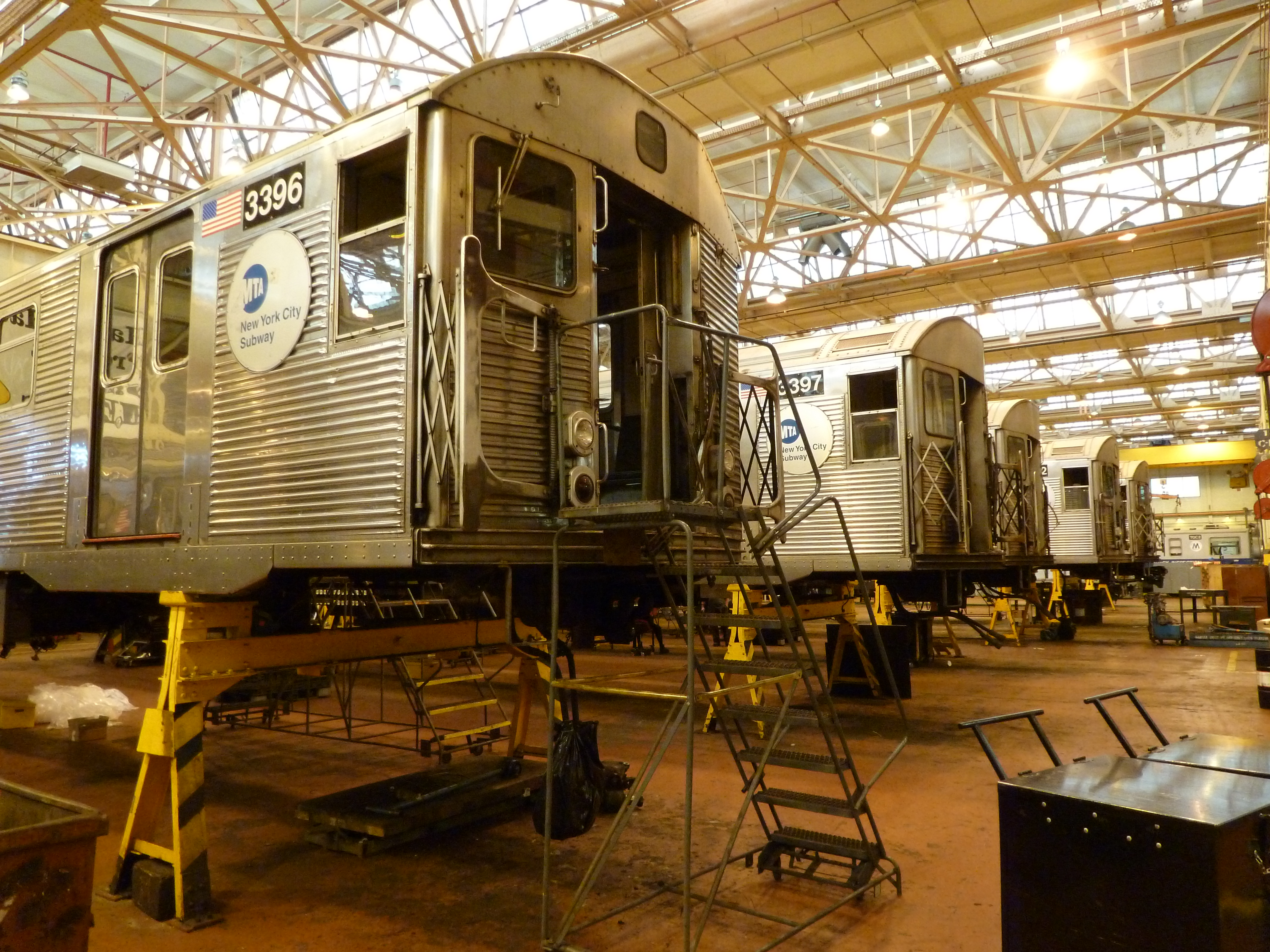
New Yorker Subway: Aufgebockte Züge in der Halle des Coney Island Complex

Mit 57 Prozent Anteil an Haushalten ohne Auto liegt Brooklyn leicht über dem New Yorker Durchschnitt. Hauptverkehrsmittel ist das öffentliche Verkehrsnetz – vor allem die von der New York City Transit Authority betriebene New York City Subway. 92,8 Prozent der Brooklyner benutzen für Fahrten nach Manhattan die U-Bahn. Insgesamt bedienen 18 Linien den Stadtbezirk. Wichtige Knotenpunkte im weiteren Downtown-Bereich sind Atlantic Avenue–Barclays Center beim Barclays Center und Jay Street-Metro Tech. Hinzu kommen DeKalb Avenue in Bedfort-Stuyvesant, Broadway Junction im Osten nahe Queens und Coney Island/Stillway Avenue auf Coney Island.
Darüber hinaus überzieht ein Busnetz unterschiedlicher Anbieter den Bezirk. Ebenfalls vorhanden ist ein regelmäßiger Expressbus-Service nach Manhattan. Ergänzt wird das öffentliche Verkehrsnetz durch die Vorortseisenbahnlinien der Long Island Rail Road. Die wichtigsten Stationen sind Atlantic Terminal, East New York und Nostrand Avenue.
Am 3. Juli 1854 nahm die erste Pferdebahnlinie in Brooklyn ihren Betrieb auf (Myrtle Avenue line von Fulton Ferry bis Marcy Avenue). Ab 1891 wurden die Linien des inzwischen rasch gewachsenen Netzes elektrifiziert; bis 1895 war dies abgeschlossen. Im Zuge des von LaGuardia verfolgten Ziels, New York „straßenbahnfrei“ zu machen, wurden auch die Linien in Brooklyn schrittweise stillgelegt, bis schließlich 1956 der letzte „Trolley“ verkehrte.

### Brücken und Straßen

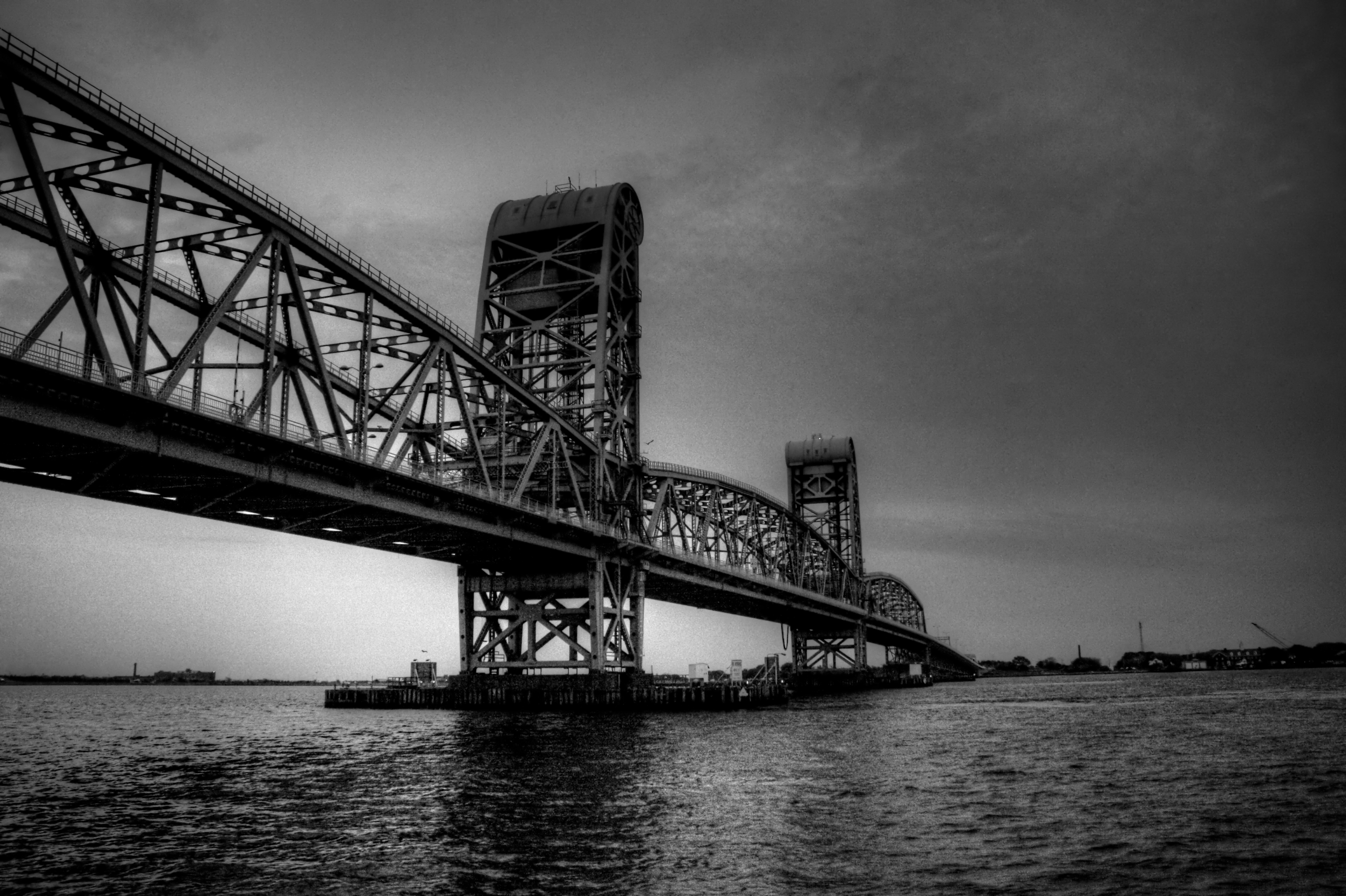
Marine Parkway Bridge von Coney Island nach Queens

Brooklyn wird mit Manhattan durch drei Brücken verbunden. Älteste und bekannteste ist die 1883 fertiggestellte Brooklyn Bridge. Sie führt von den Brooklyner Stadtteilen Brooklyn Heights und Dumbo zum Civic Center und Financial District in Lower Manhattan. Unmittelbar flussaufwärts schließt sich die 1909 eröffnete Manhattan Bridge an. Dritte Brückenverbindung Richtung Manhattan ist die 1903 fertiggestellte Williamsburg Bridge. Sie verbindet den Stadtteil Williamsburg mit der gegenüber liegenden Lower East Side. Vierte bezirksübergreifende Brücke ist die 1964 fertiggestellte und vier Kilometer lange Verrazzano-Narrows Bridge. An der südwestlichen Seite gelegen, überbrückt sie die Upper New York Bay zwischen Brooklyn und dem New Yorker Bezirk Staten Island auf der anderen Bay-Seite. Eine weitere große Überspannungsbrücke ist die Marine Parkway–Gil Hodges Memorial Bridge am südöstlichen Ende des Bezirks. Sie verbindet Brooklyn mit der zu Queens gehörenden Halbinsel Rockaway Peninsula.
Brooklyn wird von mehreren Expressway- und Parkway-Durchgangsstraßen durchquert. Die wichtigsten sind:
- der Brooklyn–Queens Expressway. Ausgehend von der Brooklyn Bridge, durchquert er den Bezirk in nordöstlicher Richtung bis nach Queens.
- der Prospect Expressway. Als Verlängerung des von Manhattan kommenden Brooklyn-Battery Tunnel verläuft er Richtung Süden. Verlängerung in Richtung Coney Island ist der Ocean Parkway.
- der Gowanus Expressway. Abzweigend von Prospect Expressway, führt er in Richtung Verrazzano-Narrows Bridge.
- der Shore Parkway. die Hauptverkehrsroute führt an der südwestlichen und südlichen Küstenlinie bis zum John F. Kennedy International Airport in Queens.
- Jackie Robinson Parkway (ehemals: Interborough Parkway). Abzweigend von der Atlantic Avenue, führt er von Brownsville ausgehend in Richtung Queens.

Neben diesen Transitstraßen gibt es weitere wichtige, stadtteilübergreifende Verbindungsstraßen. In West-Ost-Richtung verlaufen von Nord nach Süd die Atlantic Avenue, der Eastern Parkway sowie der Linden Boulevard. Wichtige Bezirks-Verbindungsstraßen in Nord-Süd-Richtung sind der Kings Highway, der Bay Parkway sowie die Fourth Avenue. Ein wichtiger Zubringer für die Verkehrs-Infrastruktur des Bezirks ist der 1950 eröffnete Brooklyn-Battery Tunnel (offizielle Bezeichnung: Hugh L. Cary Tunnel) – ein mautpflichtiges Verbindungsstück zwischen dem West Side Highway der Südspitze Manhattans und dem in West-Brooklyn gelegenen Stadtteil Red Hook mit Anbindung an den Brooklyn–Queens Expressway.

### Häfen

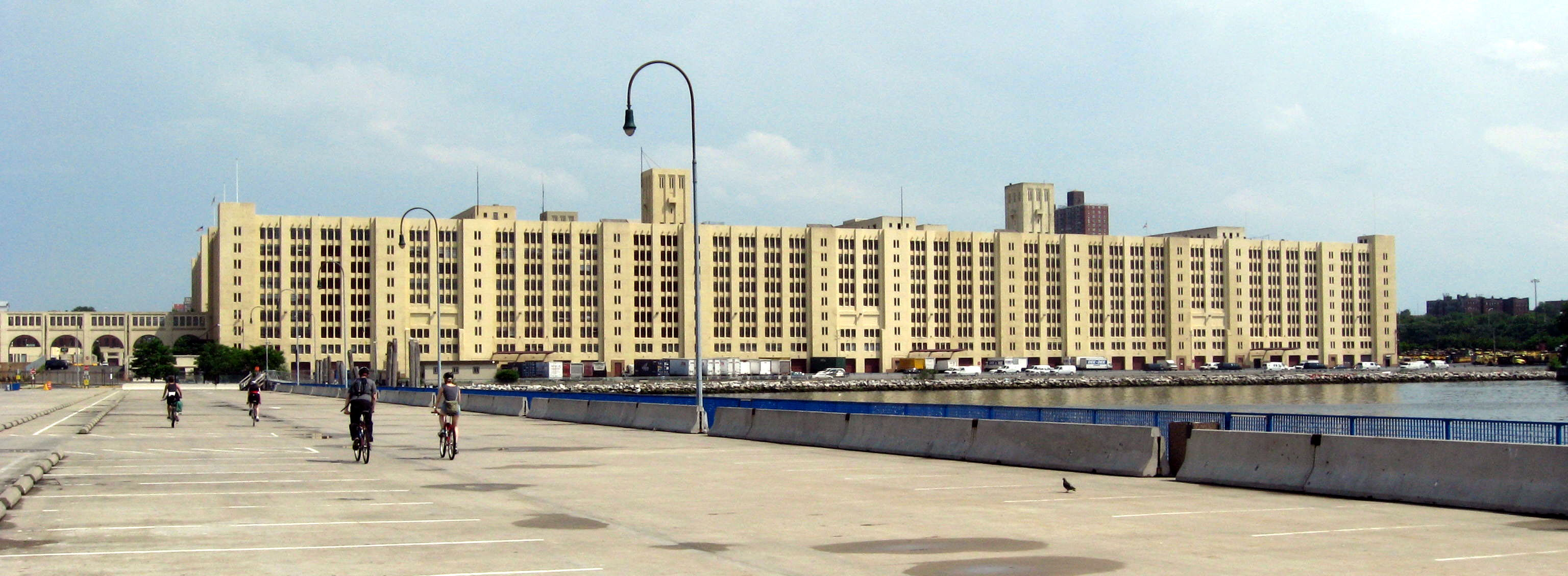
Brooklyn Army Terminal (Wasserseite)

Lange Zeit war Brooklyn ein wichtiger Anlaufhafen – insbesondere für das im Stadtteil Sunset Park gelegene Brooklyn Army Terminal. Während des Zweiten Weltkriegs verschiffte das Militär einen Großteil seiner Transporte von diesem Sammelpunkt aus. Nach dem Wegzug der Schifffahrtsindustrie nach New Jersey konzentrieren sich die noch betriebenen Piers und Anlegestellen auf Fährdienste sowie Vergnügungs-Rundfahrten. Das Brooklyn Cruise Terminal im Stadtteil Red Hook unterhält mit dem Luxusdampfer Queen Mary 2 ein Passagierschiff, das trotz seiner Größe flach genug ist für die Unterfahrung der meerauswärts gelegenen Verrazzano-Narrows Bridge. Als lokaler Linienbetreiber bieten die Unternehmen NY Waterway und NYC Ferry Pendlerdienstleistungen innerhalb von Brooklyn sowie nach Manhattan, Queens und der Bronx an.

### Fahrradinfrastruktur
New York hat in den letzten Jahren große Anstrengungen unternommen, um die Fahrradinfrastruktur auszubauen und das Radfahren attraktiver zu machen. Es gab einen allgemeinen Ausbau der Radwege. Insgesamt wurden über 2200 km Radwege in New York ausgewiesen, davon 900 km durch Barrieren von den Autospuren getrennt. Es gibt nun ein zusammenhängendes Netz an Radwegen, das die verschiedenen Stadtteile verbindet. Beliebte Routen führen über die Brooklyn Bridge, den Brooklyn Bridge Park, entlang der Flussufer und durch den Central Park.
Es werden Leihräder angeboten und die Infrastruktur wurde verbessert und verdeutlicht. Die Einführung der City Bike Leihräder mit über 1000 Stationen und 24.000 Rädern hat das Radfahren populärer gemacht. Geschützte Radwege, abgetrennt durch Blumenkübel oder Barrieren, machen das Radfahren sicherer. Viele Nebenstraßen und Wohnviertel außerhalb Manhattans sind noch nicht optimal an die Radinfrastruktur angebunden.
Es gab einen Wandel der Verkehrspolitik. Früher galt Radfahren in New York als lebensgefährlich, da kaum Infrastruktur vorhanden war. Unter der Verkehrsdezernentin Janette Sadik-Khan ab 2007 setzte ein Umdenken ein, das Radfahren zu fördern. Dennoch gibt es in manchen Vierteln, wo viele aufs Auto angewiesen sind, Widerstand gegen den Ausbau der Radwege. So hat sich New York, wenn auch mit Anlaufschwierigkeiten, in den letzten 15 Jahren zu einer fahrradfreundlicheren Stadt entwickelt.

#### Geschichte des Fahrrads in Brooklyn
Der Fahrradboom, sich zu einem neuen und immer beliebt werdenden Zeitvertreib entwickelnd, gegen Ende des 19. Jahrhunderts führte zu neuen Regelungen. Insbesondere in den Parks von Brooklyn im Jahre 1885 gab es aufgrund massiver Zunahme der Fahrradnutzung (bzw. Dreiradnutzung) eine große Anzahl von Fahrradregeln und -vorschriften. Diese beinhalteten mehr Freiheiten z. B. mit freier Fahrt auf allen Wegen in bestimmten Zeiträumen bis zu Vorsichtsmaßnahmen wie Vorsicht bei Überqueren von Plätzen und kleineren Einschränkungen.
Dank der Bemühungen von Albert H. Angel von der Good Roads Association und anderer sportbegeisterten Volontäre am 15. Juni 1894 wurde Ocean Parkway zur Heimat des ersten Radwegs des Landes. Aufgrund der nicht zu selten illegalen Rennen wurde ein Speed-Limit von 12 Meilen pro Stunde (19,31 km/h) auf Radwegen und in Parks auf 10 Meilen (16,09 km/h) pro Stunde beschränkt. Nur in kontrollierten Bereichen wurden die Rennen erlaubt.
Im Jahr 1896 baute das Brooklyn Parks Department im Prospect Park Fahrradständer und Unterstände für Radfahrer. Auch wenn langsam das Interesse nachließ, wurden immer mehr Fahrradwege gebaut. Denn der spätere Bürgermeister gründete eine Initiative, da er den Spaß, die Sicherheit und Fitness finanziell unterstützen wollte. Auch wurde der Gedanke einer besseren Umwelt immer größer und man experimentierte an einem Verbot für Autos in Parks und die Sonntagsschließungen eines vier Meilen (6,44 km) langen Abschnitt des Grand Concourse in der Bronx.

## Sehenswürdigkeiten, Kultur und Sport
Brooklyn besitzt eine breit gestaffelte Infrastruktur unterschiedlicher kultureller, der Erholung dienender, sowie sportlicher Einrichtungen. Ein Teil davon lässt sich der kulturellen Grundversorgung zurechnen und ist eher lokal bekannt. Andere Institutionen wie etwa der Prospect Park gelten als überdurchschnittlich und genießen daher ein entsprechendes Renommee.

### Sehenswürdigkeiten

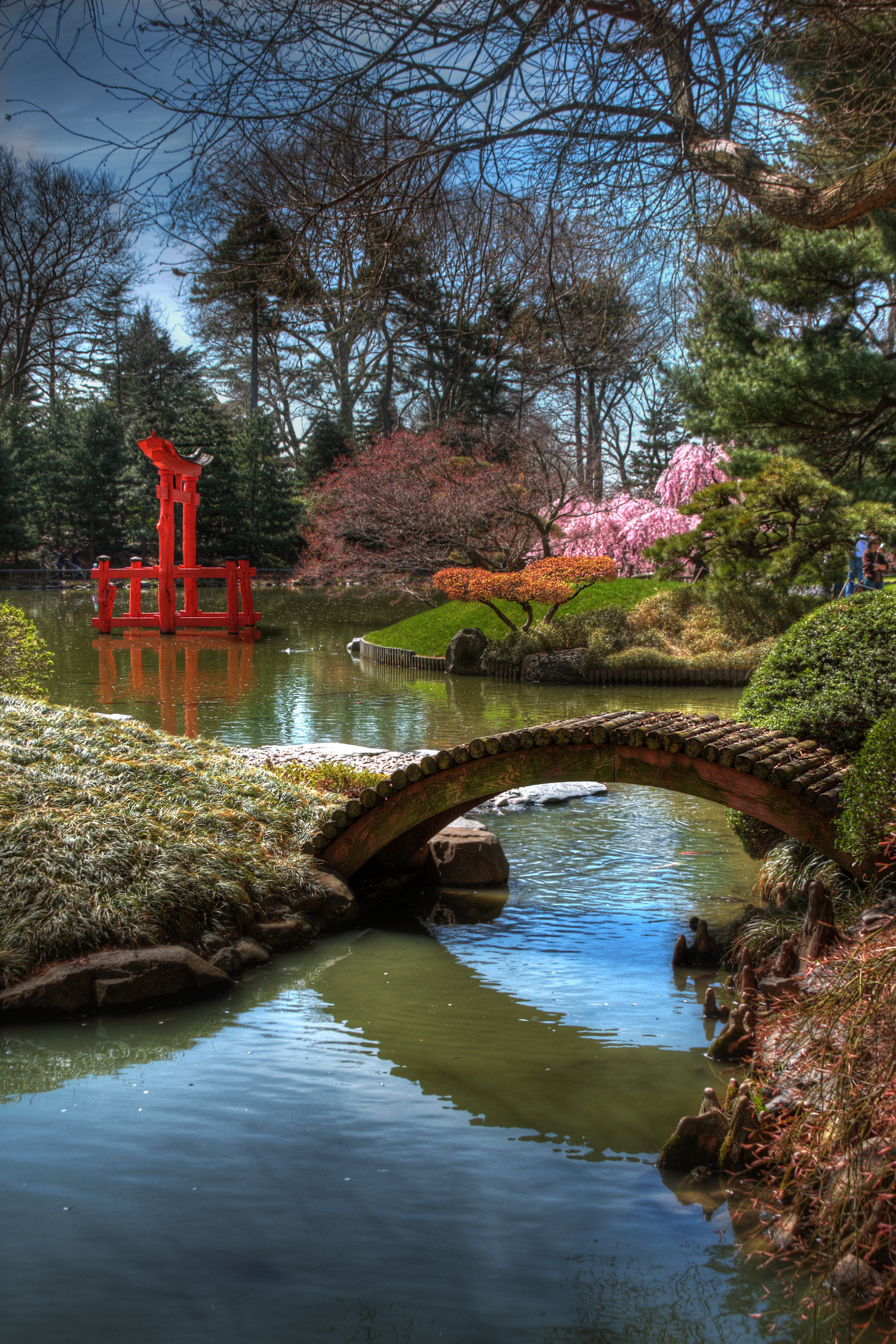
Brooklyn Botanic Garden

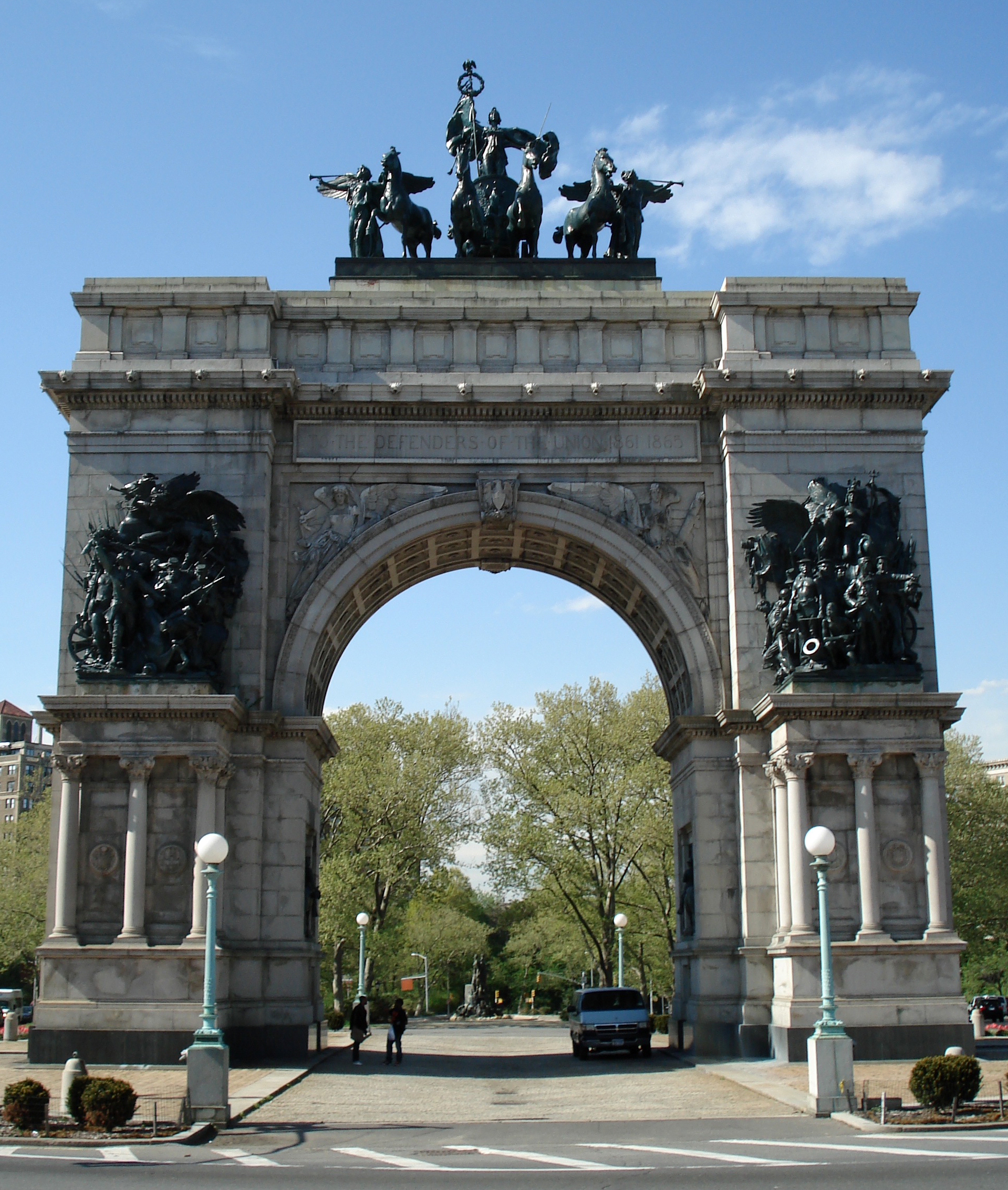
Soldiers’ and Sailors’ Memorial Arch am Grand Army Plaza

Brooklyn bietet einige große Parks, Friedhöfe sowie architektonische Sehenswürdigkeiten. Die wichtigsten sind:
- der Prospect Park. Die 1867 eröffnete, 2,4 km² große Anlage liegt im Zentrum des Bezirks südlich von Downtown. Entworfen wurde der Park nach dem Vorbild des Central Parks in Manhattan. Die Architekten waren ebenfalls dieselben: Frederick Law Olmsted und Calvert Vaux.
- Green-Wood Cemetery. Das etwa 1,9 km² große Gelände unweit des Prospect Parks beherbergt ungefähr 600.000 Gräber – darunter auch die zahlreicher bekannter Persönlichkeiten. Angelegt wurde der Friedhof im Jahr 1837.
- Brooklyn Botanic Garden – gelegen in der Nähe des Prospect Parks und errichtet 1910.
- Coney Island. Über die Halbinsel verstreut finden sich immer noch Überreste der Unterhaltungsparks aus der ersten Hälfte des 20. Jahrhunderts wie zum Beispiel dem legendären Luna Park. An frühere Zeiten erinnern auch Relikte der früheren Strandpromenaden wie zum Beispiel der gegen Erosionseinwirkung aufgeschüttete Riegelmann Boardwalk.
- Brooklyn Bridge. Die 1883 erbaute Brücke war zur Zeit ihrer Entstehung die längste Hängebrücke der Welt. Heute ist sie ein unter anderem von Touristen gern frequentierter Punkt für Abstecher von Manhattan hinüber nach Brooklyn.
- Brooklyn Bridge Park. Weitläufige, teils auf ehemaligen Docks neu angelegte zwei Kilometer lange Parkanlage am East River zwischen Manhattan Bridge und Atlantic Avenue mit vielfältigen Nutzungsmöglichkeiten.
- Soldiers’ and Sailors’ Arch. Ein 1892 vollendeter, im neoklassizistischen Stil erbauter Triumphbogen unmittelbar am Prospect Park. Gewidmet ist er den „Verteidigern der Union“ im Sezessionskrieg 1861–1865.
- Fulton Mall (Fulton Street). Zentrale Flanier- und Einkaufsstraße in Downtown.
- Brooklyn Heights Promenade. Uferpromenade im gleichnamigen Stadtteil mit Blick auf die gegenüberliegende Skyline von Manhattan.
- Brooklyn Navy Yard. Ehemalige, von der US Navy betriebene Schiffswerft am East River. 1943 waren auf der Werft bis zu 63.000 Arbeiter beschäftigt; bis in die 1970er wurde das – südöstlich Williamsburg im gleichfalls Navy Yard benannten Stadtteil gelegene – Gelände als Filmkulisse genutzt.
- DUMBO (Down Under the Manhattan Bridge Overpass). Teile des Viertels – speziell die Nachbarschaft Fulton Ferry – sind seit 2007 als Historic District der Stadt New York ausgewiesen. Der nahe der Mündung des East River in die Upper New York Bay gelegene Stadtteil gilt als eines der zentralen touristischen Zentren von Brooklyn. Östlich begrenzt von der Auffahrt zur Brooklyn Bridge und in der Mitte durchschnitten von derjenigen zur Manhattan Bridge, liegt es in naher Nachbarschaft zur Skyline von Lower Manhattan auf dem anderen Ufer des Flusses.

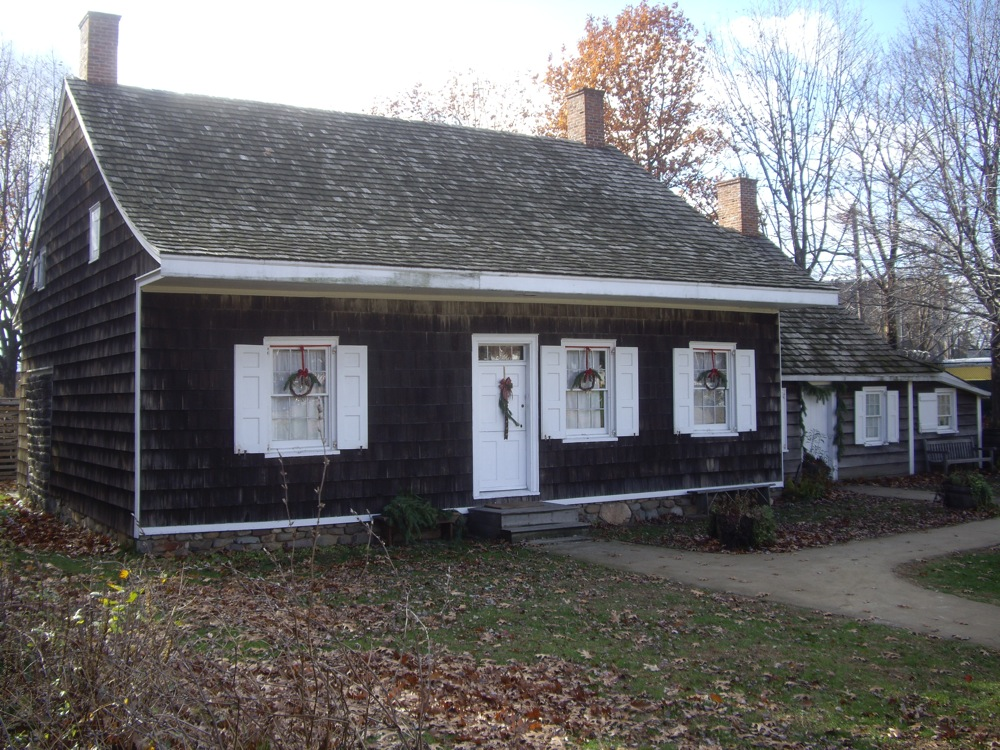
Das Wyckoff House (2007) ist eines von zehn National Historic Landmarks.

Zehn Orte haben den Status einer National Historic Landmark. 193 Bauwerke, historische Bezirke (Historic Districts) und Stätten des Countys sind insgesamt im National Register of Historic Places eingetragen (Stand 20. Mai 2024).

### Museen und andere kulturelle Einrichtungen
- Brooklyn Museum. Das 1885 fertiggestellte, unmittelbar am Prospect Park erbaute und 1887 eröffnete Gebäude im klassizistischen Stil ist das zweitgrößte Museum von New York. Es enthält unter anderem eine bedeutende Sammlung altägyptischer Objekte sowie US-amerikanischer Kunst.
- New York Transit Museum. Das 1976 eröffnete und im Stadtteil Brooklyn Heights gelegene Verkehrsmuseum ist das größte seiner Art in den USA. Es beschäftigt sich mit der Geschichte des öffentlichen Nahverkehrs in der Stadt – insbesondere der Entwicklung der Subway.
- Brooklyn Children’s Museum. Das unweit der Atlantic Avenue im Stadtteil Crown Heights gelegene Museum ist das älteste Kindermuseum der Welt. Es wurde 1899 gegründet und nach seiner umbaubedingten Wiedereröffnung 2008 das erste „Grüne Museum“ New Yorks.
- Brooklyn Public Library. Eröffnet 1952 und getragen von einer gemeinnützigen Non-Profit-Organisation, ist sie eine der größten öffentlichen Bibliotheken der USA. Die Zentrale befindet sich im Stadtteil Downtown.

### Kulturzentren und regelmäßige Veranstaltungen

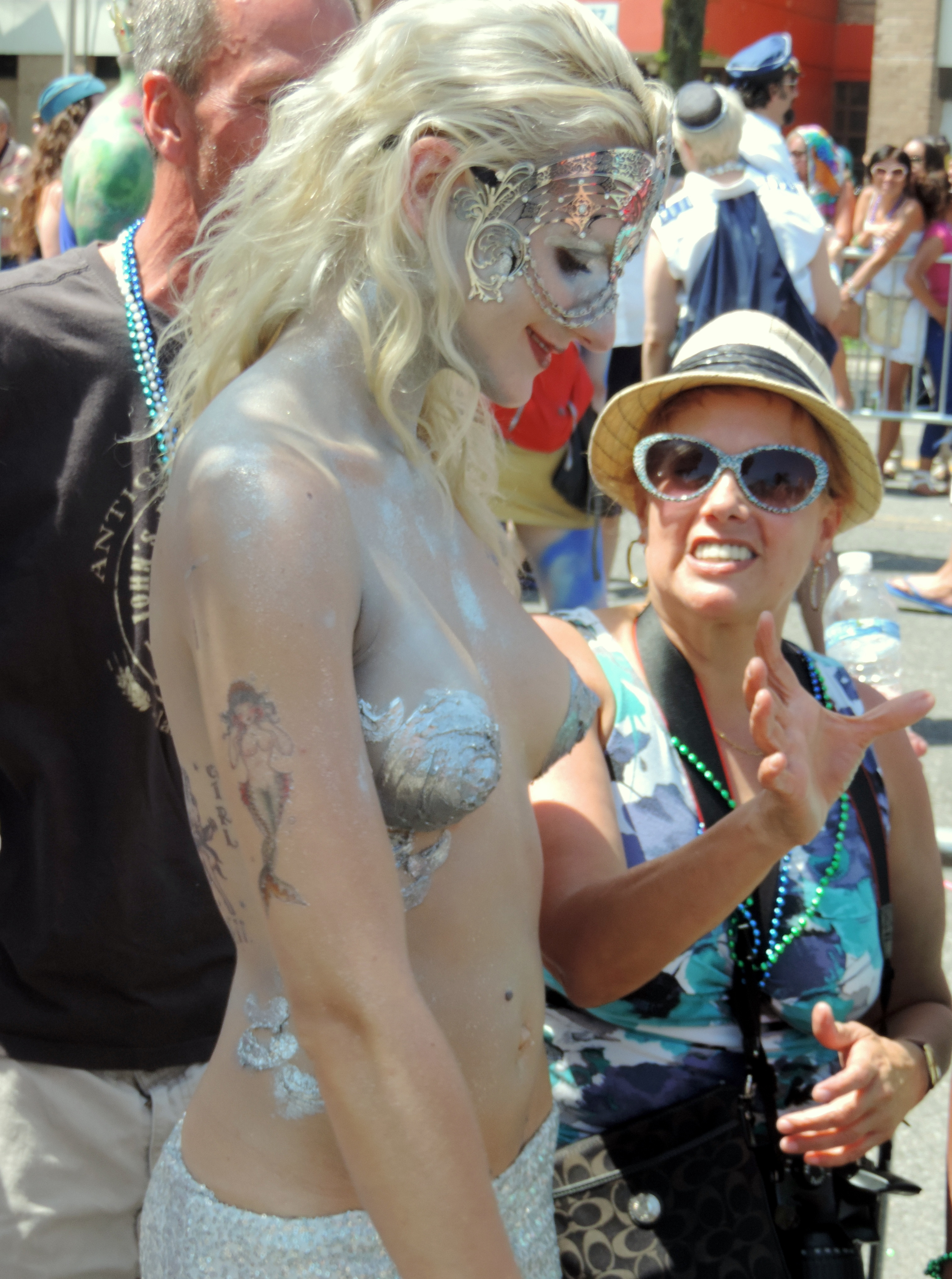
Coney Island Mermaid Parade (2014)

Ob Theater, klassische Musik, Popmusik, Events oder literarische Veranstaltungen: Ähnlich wie die Kulturszene im gegenüberliegenden Manhattan oder in anderen großen Metropolen bietet auch diejenige von Brooklyn eine fast unübersehbare Vielfalt unterschiedlicher Richtungen mitsamt der dazugehörigen Infrastruktur. Folgende Einrichtungen und Veranstaltungen gelten als bedeutsame lokale Attraktionen:
- Billie Holiday Theatre. Das nahe der Atlantic Avenue im Stadtteil Bedford-Stuyvesant gelegene und nach der in New York verstorbenen Jazzsängerin Billie Holiday benannte Off-Theater wird von einer Non-Profit-Organisation betrieben. Die Einrichtung fühlt sich insbesondere der Förderung des afroamerikanischen Kulturelements verpflichtet.
- Brooklyn Academy of Music. Mit derselben Adresse wie die Brooklyn Music School nahe der Fulton Street, fungiert die 1861 gegründete BAM auch als Veranstaltungsort für Opern, Performances und Theateraufführungen.
- BRIC Media House. Nahe der Fulton Street gelegene Zentrale des gemeinnützigen Kunst- und Medienunternehmens BRIC (für: Brooklyn Information and Culture) In Erscheinung tritt BRIC vor allem als Ausrichter öffentlicher Kulturveranstaltungen.
- Labor Day Carnival (alternative Bezeichnung: West Indian Day Parade). Alljährlich im Monat September stattfindendes karibisches Straßenkarneval-Fest im Stadtteil Crowne Heights.
- Coney Island Mermaid Parade. Alljährlich im späten Juni stattfindende Straßenparade auf Coney Island, die den Beginn des Sommers einläuten soll.

### Sport
Ein bedeutsames historisches Ereignis in der Brooklyner Sportgeschichte war der Wegzug der legendären Baseball-Heimmannschaft Brooklyn Dodgers nach Los Angeles im Jahr 1957. Mit Jackie Robinson, der am 15. April 1947 als erster schwarzer Spieler seit 1888 in einem Team der Major Leagues auflief, setzten die Dodgers ein Zeichen in Sachen Rassenintegration. Mittlerweile hat Brooklyn eine neue Heimmannschaft – die bis 2012 in New Jersey spielende Basketball-Mannschaft Brooklyn Nets. In Sachen Mannschaftssport weist Brooklyn gegenwärtig auf:
- die Brooklyn Nets. Der aus Ohio stammende Bauunternehmer Bruce Ratner übernahm die in der NBA spielende Profi-Basketballmannschaft 2004 mit der Ankündigung, sie nach Brooklyn zu holen. Der Wechsel erfolgte 2012. Die eigens für die Nets gebaute und an der Atlantic Avenue gelegene Mehrzweckhalle Barclays Center wurde im September 2012 eröffnet.[63]
- die Brooklyn Cyclones. Das regionale Baseball-Team spielt in der Minor League, einer der unteren Ligen im US-amerikanischen Baseball. 1999 vom damaligen Oberbürgermeister Rudy Giuliani nach New York geholt, spielten sie in den Folgejahren für unterschiedliche Bezirke.
- die New York Islanders. Das New Yorker Profi-Eishockey-Team kündigte 2012 an, seine Heimspiele in der Saison 2015/2016 im Brooklyner Barclays Center auszutragen.

## Brooklyn in Literatur, Film und Musik

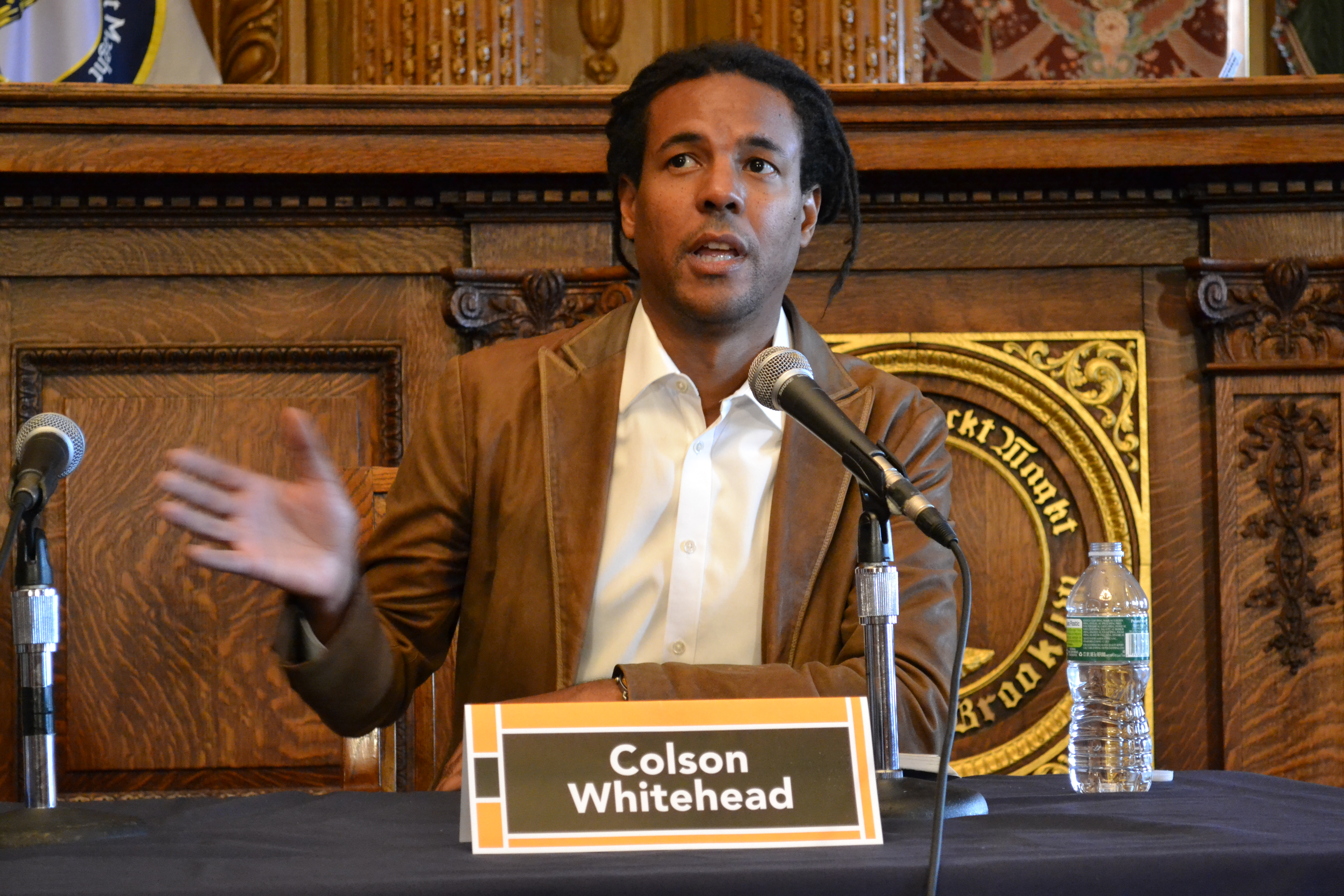
Colson Whitehead (2011)

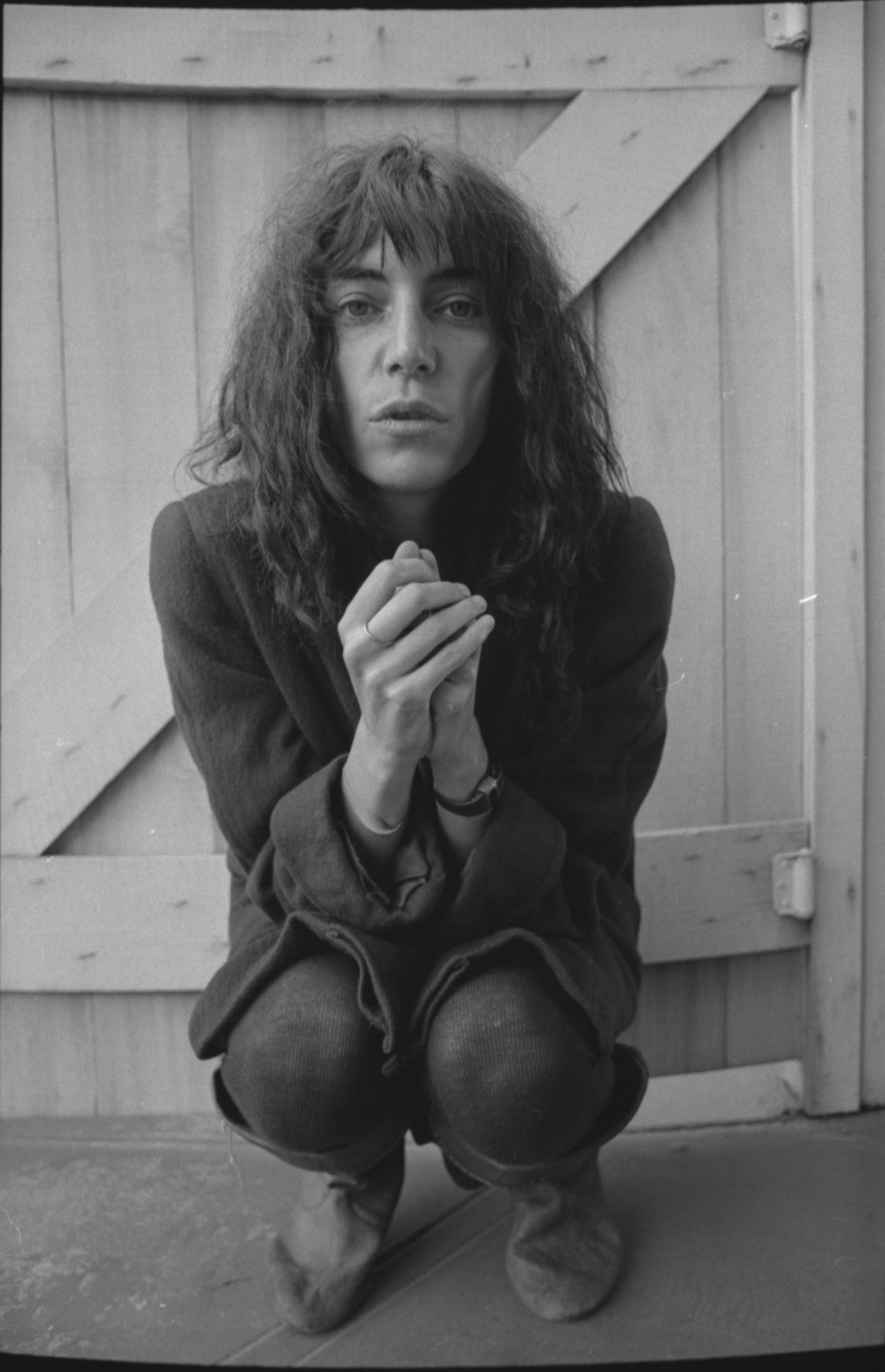
Patti Smith (1978)

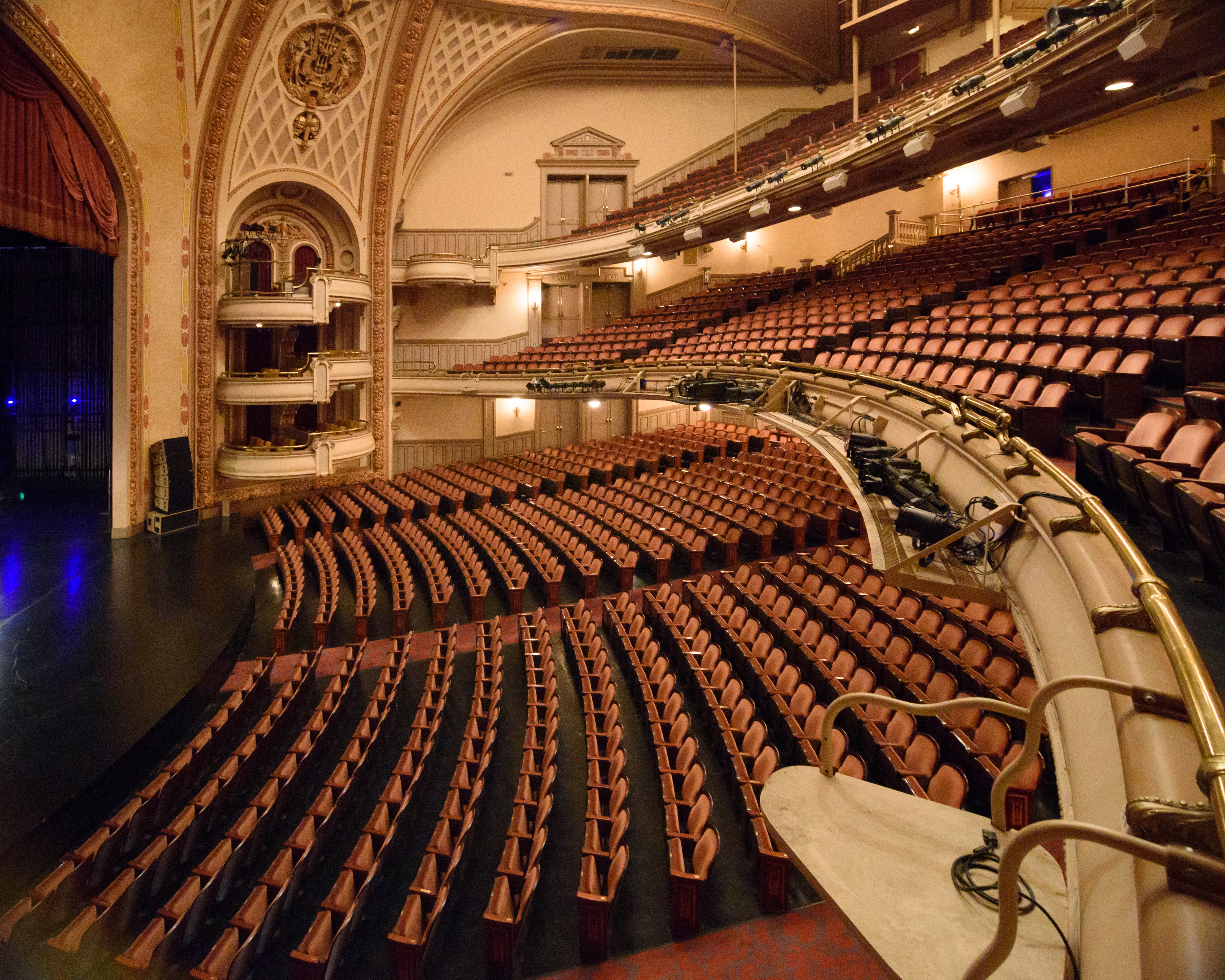
BAM: Howard Gilman Opera House

Brooklyn hat eine wichtige Rolle in verschiedenen Aspekten der amerikanischen Kultur gespielt, darunter Literatur, Film und Theater. Darüber hinaus beherbergt der Bezirk die Brooklyn Academy of Music sowie die zweitgrößte öffentliche Kunstsammlung der Vereinigten Staaten – untergebracht im unmittelbar am Prospect Park gelegenen Brooklyn Museum. Kulturelle Werke, die entweder den Bezirk thematisieren oder aber von Künstlern aus Brooklyn erstellt wurden:

### Film

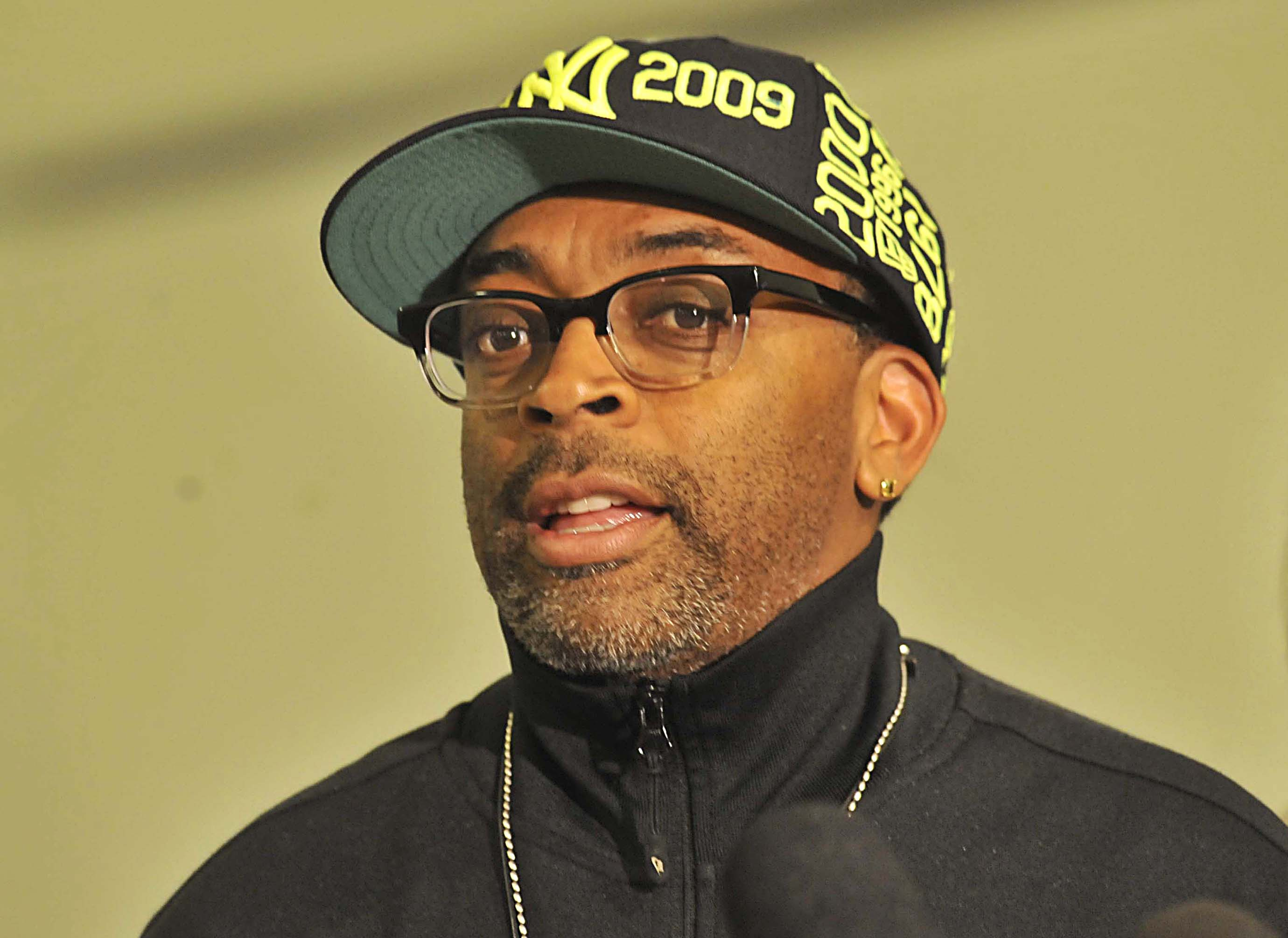
Spike Lee (2012)

Einige der bekanntesten „Brooklyn-Filme“ basieren auf literarischen Vorlagen – so etwa Letzte Ausfahrt Brooklyn, ein 1989 erschienenes Filmdrama, dass unter der Ägide der beiden deutschen Filmemacher Bernd Eichinger und Uli Edel entstand und in Teilen in Brooklyn selbst abgedreht wurde. Das Werk wurde zwar wegen seiner opulenten Inszenierung gelobt; viele Kritiken merkten als negativen Punkt allerdings wenig Tiefgang an. Zeitlich ebenso in der Nachkriegsepoche spielt Die Faust im Nacken mit Marlon Brando in der Hauptrolle – ein in Schwarzweiß gedrehtes Drama, welches den Einfluss der Mafia auf die New Yorker Hafenarbeitergewerkschaften thematisiert.
Einer der bekanntesten Polizeifilme ist der Action-Thriller Brennpunkt Brooklyn (The French Connection) mit Gene Hackman von 1971, der fünf Oscars gewann.
Saturday Night Fever mit John Travolta in der Hauptrolle (1977) ist handlungstechnisch in Bay Ridge angesiedelt, einem italienischen Viertel im Süden Brooklyns, der die Disco-Ära in den Vereinigten Staaten prägte. Als einer der kommerziell erfolgreichsten Filme der 1970er war Saturday Night Fever ein prägendes Element der Disco-Welle in den Vereinigten Staaten und in Europa. Das ethnische Zusammenleben der unterschiedlichen Communities greifen unter anderem Do the Right Thing von Spike Lee sowie der Independent-Film Smoke von Wayne Wang auf. Das Drehbuch zu letzterem stammte von Paul Auster.
In Brooklyn angesiedelt sind auch die Schauplätze einiger nach der Jahrtausendwende entstandener Thriller-Produktionen – etwa Brooklyn’s Finest, ein Polizeidrama mit Richard Gere, Don Cheadle und Ethan Hawke in den Hauptrollen, Helden der Nacht mit Joaquin Phoenix, Mark Wahlberg, Robert Duvall und Eva Mendez sowie Brooklyn – Eine Liebe zwischen zwei Welten mit Saoirse Ronan in der Hauptrolle. Teilweise, weitgehend oder implizit in Brooklyn spielt darüber hinaus die Handlung des Boxerdramas Girlfight (2000). Über Literaturvorlagen-Verfilmungen, Mainstream-Produktionen und Thriller-Dramen hinaus wurde der Bezirk auch in einigen neueren Independent-Produktionen thematisiert. Der nostalgische Film The Squid and the Whale von Noah Baumbach aus dem Jahr 2005 untersuchte das Familienleben der Intelligenzia von Park Slope. In den 2000er Jahren zeigten queere Dramen wie Shortbus sowie provokante Dokumentarfilme wie Battle for Brooklyn und Trembling Before G-d Facetten von Brooklyn, die zu jener Zeit ungewohnt waren. Seit den 2010er Jahren spiegeln einige Mainstream- und Independent-Filme wie The Intern (2015, mit Robert De Niro), Obvious Child (2014) und Your Place or Mine (2023, mit Ashton Kutcher und Reese Witherspoon) ein gentrifiziertes Nord-Brooklyn wider.

### Fernsehen und Serien
Bereits in den Nachkriegs-Jahrzehnten war Brooklyn Schauplatz einer Reihe von Fernsehserien, darunter die Honeymooners aus den 1950er Jahren mit Jackie Gleason in der Hauptrolle und die Sitcom Welcome Back, Kotter aus den 1970er Jahren mit Gabe Kaplan in der Hauptrolle. In den 1980er Jahren spielte die Cosby Show in einem Brownstone-Haus in Brooklyn Heights. In den 1990er Jahren wurde Brooklyn Bridge (über eine jüdisch-amerikanische Familie, die Mitte der 1950er Jahre in Brooklyn lebt) mit Marion Ross in der Hauptrolle auf CBS ausgestrahlt.
In den 2010er Jahren gab es eine Reihe von Serien, welche sich auf junge, hauptsächlich weiße Menschen in gentrifizierten Gegenden wie Williamsburg konzentrierten, darunter Girls auf HBO und 2 Broke Girls auf CBS, sowie kulturell gemischte Serien wie Brooklyn Nine-Nine auf NBC. Als Einspielung diente hier das Polizeigebäude des 78th Precinct an der 6th Avenue, Ecke Bergen Street in Prospect Heights. Einen dokumentarischeren Anspruch erhob die 2022 gestartete Polizeiserie East New York, die in dem gleichnamigen Stadtteil spielt und den Alltag von Polizisten in einem Problem-Stadtteil zum Thema hat.
Drehtaugliches Metropolen-Flair stellt Brooklyn auch für Produktionen zur Verfügung, deren Handlung gar nicht in Brooklyn angesiedelt ist. Ein Paradebeispiel für die 2010er und 2020er Jahre ist die Anwaltsserie The Good Wife, die zwar in Chicago spielt, aber teilweise in Brooklyn abgedreht wurde. Noch mehr Medienberichterstattung auf sich zogen die Drehort-Details der preisgekrönten HBO-Serie Boardwalk Empire, deren Schauplatz das 200 Kilometer südlich gelegene Atlantic City im Bundesstaat New Jersey ist. Die historische Strandpromenade für die Massenszenen der Serie wurde allerdings eigens in Brooklyn nachgestellt.

### Theater
Infrastrukturell ist Brooklyn für Theater und Oper gut ausgestattet (siehe auch Kulturzentren und regelmäßige Veranstaltungen) Die Brooklyn Academy of Music (BAM) umfasst ein Opernhaus mit 2.109 Plätzen, ein Theater mit 874 Plätzen und das Programmkino BAM Rose Cinemas. Bargemusic und St. Ann’s Warehouse befinden sich auf der anderen Seite von Downtown Brooklyn im Kunstviertel DUMBO. Das Stück Crumbs from the Table of Joy von Lynn Nottage aus dem Jahr 1995 spielt im Brooklyn der Nachkriegszeit und handelt von den Hoffnungen und Frustrationen einer afroamerikanischen Familie, die gerade erst aus Florida angekommen ist. Neil Simons Stück Brighton Beach Memoirs von 1983 spielt im Brooklyn von 1937.

### Musik
Brooklyn verfügt über eine blühende zeitgenössische klassische Musikszene, angeführt vom Brooklyn Philharmonic, das mittlerweile über 150 Jahre alt ist. Über den Standort Brooklyn Akademy of Music (BAM) hinaus werden Opern gelegentlich auch Open Air im Prospect Park aufgeführt. Eine renommierte Institution in Sachen Jazz ist die Brooklyn Jazz Hall of Fame and Museum. Das Museum wurde im Jahr 2009 angebaut; die Anlaufadresse befindet sich in der Fulton Street.
Im Songform wurde Brooklyn von der britischen Band Steely Dan bedacht. Auf ihrem ersten Album Can’t Buy a Thrill veröffentlichte die Gruppe 1972 das Stück Brooklyn (Owes the Charmer Under Me). Ebenso wie im benachbarten Manhattan entwickelte sich auch im Brooklyn der 1970er eine blühende Garagerock- und Punkszene. Punkrock-Pioniere wie Patti Smith und The Shirts waren in den 1970er Jahren in Brooklyn ansässig. Um die Jahrtausendwende entwickelte sich in Nordbrooklyn in Vierteln wie Williamsburg, Greenpoint und Bushwick eine bedeutende Rockszene, die Bands wie die Yeah Yeah Yeahs, Grizzly Bear, TV on the Radio und die Dirty Projectors hervorbrachte. In den frühen 2000er Jahren wurde der Stadtteil Williamsburg zu einem Zentrum des Electroclash mit Bands wie Fisherspooner und dem Veranstalter Larry Tee.
Ein wichtiges Zentrum war Brooklyn auch für die Hip-Hop-Kultur sowie den damit verbundene Rap. Viele Pioniere und Ikonen des Hip-Hop stammen aus Brooklyn, wie Notorious B.I.G., Jay Z und die Beastie Boys; nach ersterem wurde zwischenzeitlich eine Straße nahe der Fulton Street benannt. Die Beastie Boys veröffentlichten 1987 den Song No Sleep till Brooklyn. Ihr 2005 erschienener Song An Open Letter to NYC eröffnete den Refrain mit „Brooklyn, Bronx, Queens and Staten“. In den späten 2010er Jahren erlebte die Rap-Szene des Stadtteils mit dem Aufkommen von Brooklyn Drill, einer Mischung aus Chicagoer und britischer Drill-Musik, einen Aufschwung. Einige der Pioniere der Szene, vor allem Pop Smoke, stammen aus dem südöstlichen Teil Brooklyns. Das Genre hat sich seither in der ganzen Stadt verbreitet und ist vor allem bei der schwarzen und lateinamerikanischen Jugend vor Ort beliebt.

### Kunst
Das 1897 eröffnete Brooklyn Museum, das zweitgrößte öffentliche Kunstmuseum des Landes, umfasst in seiner ständigen Sammlung mehr als 1,5 Millionen Objekte, von altägyptischen Meisterwerken bis hin zu zeitgenössischer Kunst. Das Brooklyn Children’s Museum, das erste Museum der Welt, das sich an Kinder richtet, wurde im Dezember 1899 eröffnet. Es ist die einzige Einrichtung dieser Art im Bundesstaat New York, die von der American Alliance of Museums akkreditiert wurde, und eine der wenigen weltweit, die über eine ständige Sammlung von mehr als 30 000 kulturellen und naturgeschichtlichen Objekten verfügt.
Die 1981 gegründete Rotunda Gallery von BRIC Arts ist die älteste gemeinnützige Galerie, die sich der Präsentation zeitgenössischer Kunst von Künstlern widmet, die aus dem Stadtbezirk stammen, dort leben oder arbeiten.

## Persönlichkeiten
Die Anzahl bekannter Persönlichkeiten, die in Brooklyn geboren wurden oder zeitweilig dort lebten, ist groß. Unter anderem zählen zu ihnen Henry und Arthur Miller, Truman Capote, Woody Allen, Norman Mailer, George Gershwin, Barbra Streisand, Steve Buscemi sowie der Gangster Al Capone. Weitere Prominente wie beispielsweise die Baseball-Legende Babe Ruth verbrachten nur wenige Jahre in Brooklyn – Ruth beispielsweise nach seiner aktiven Sportkarriere als Hilfstrainer der Brooklyn Dodgers. Wieder andere wie beispielsweise der Regisseur Spike Lee nutzen Brooklyn auch als lokalen Standort – Lee beispielsweise mit seiner im Stadtteil Fort Greene angesiedelten Produktionsfirma.

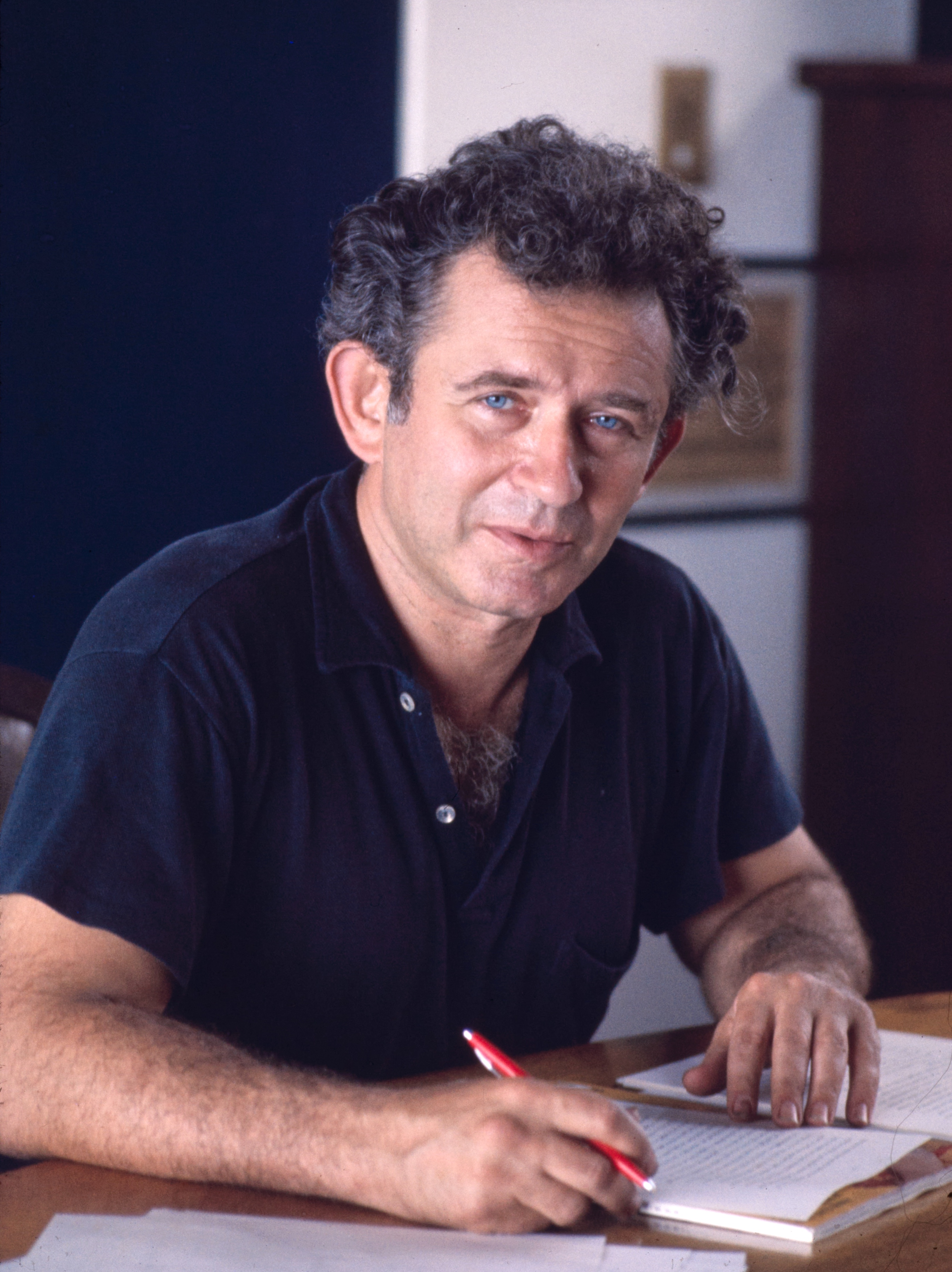
Norman Mailer
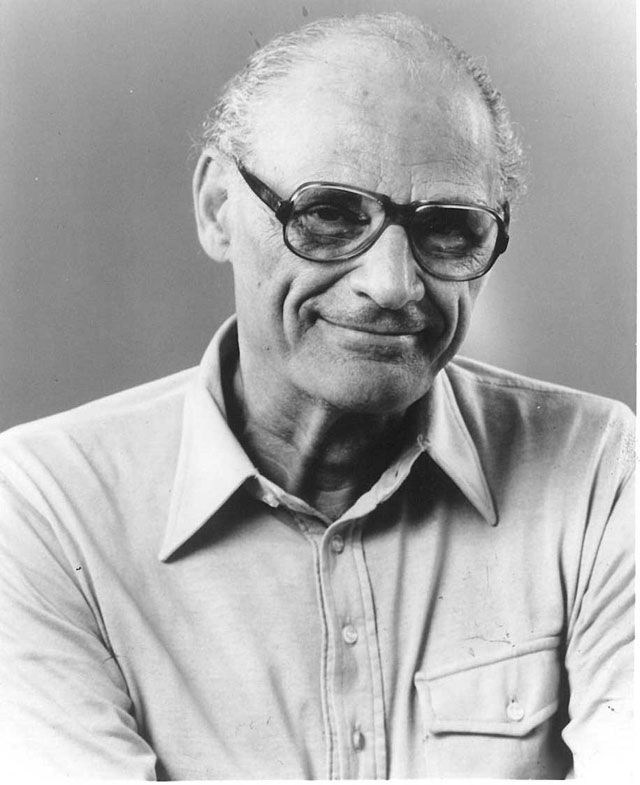
Arthur Miller
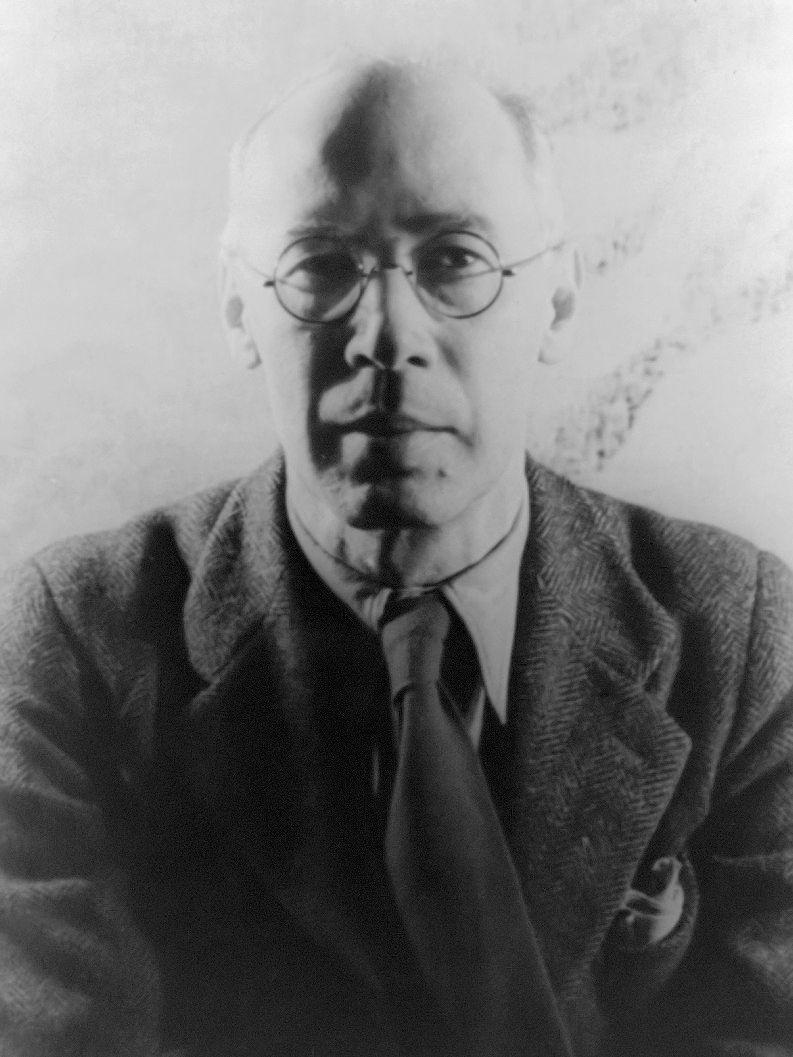
Henry Miller
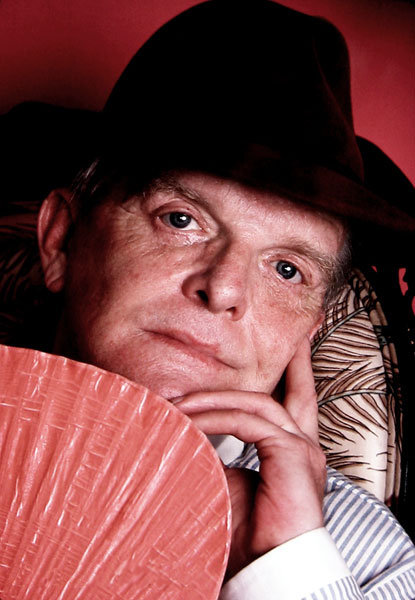
Truman Capote
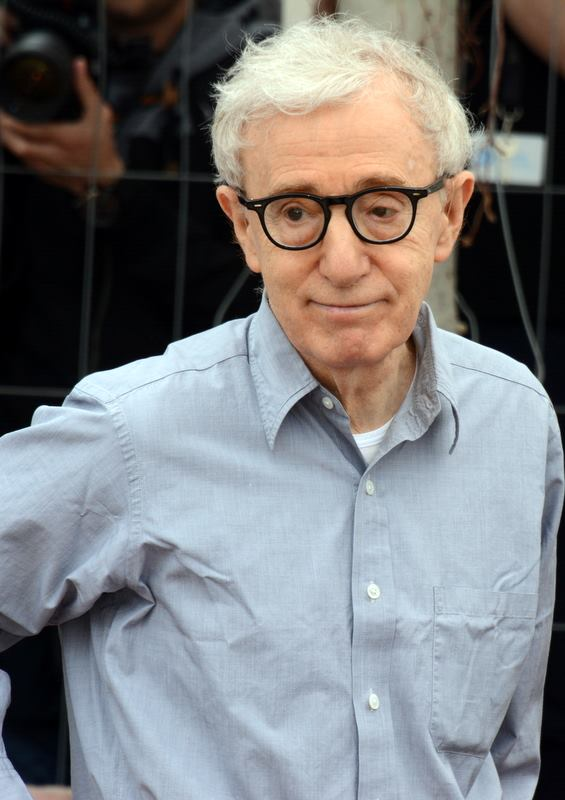
Woody Allen
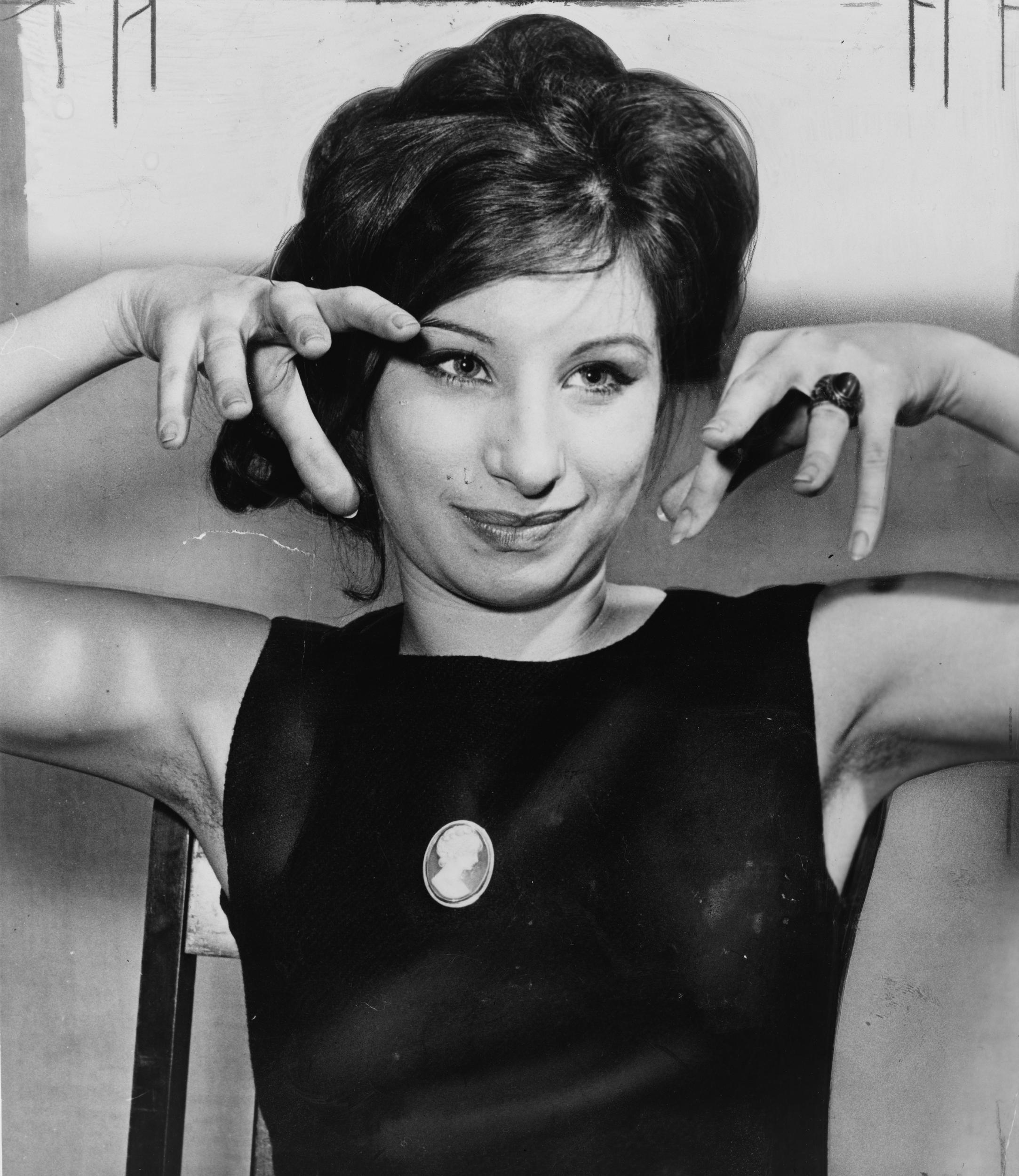
Barbra Streisand
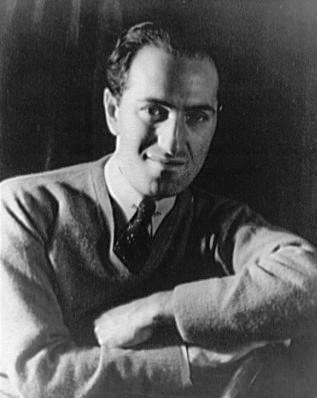
George Gershwin
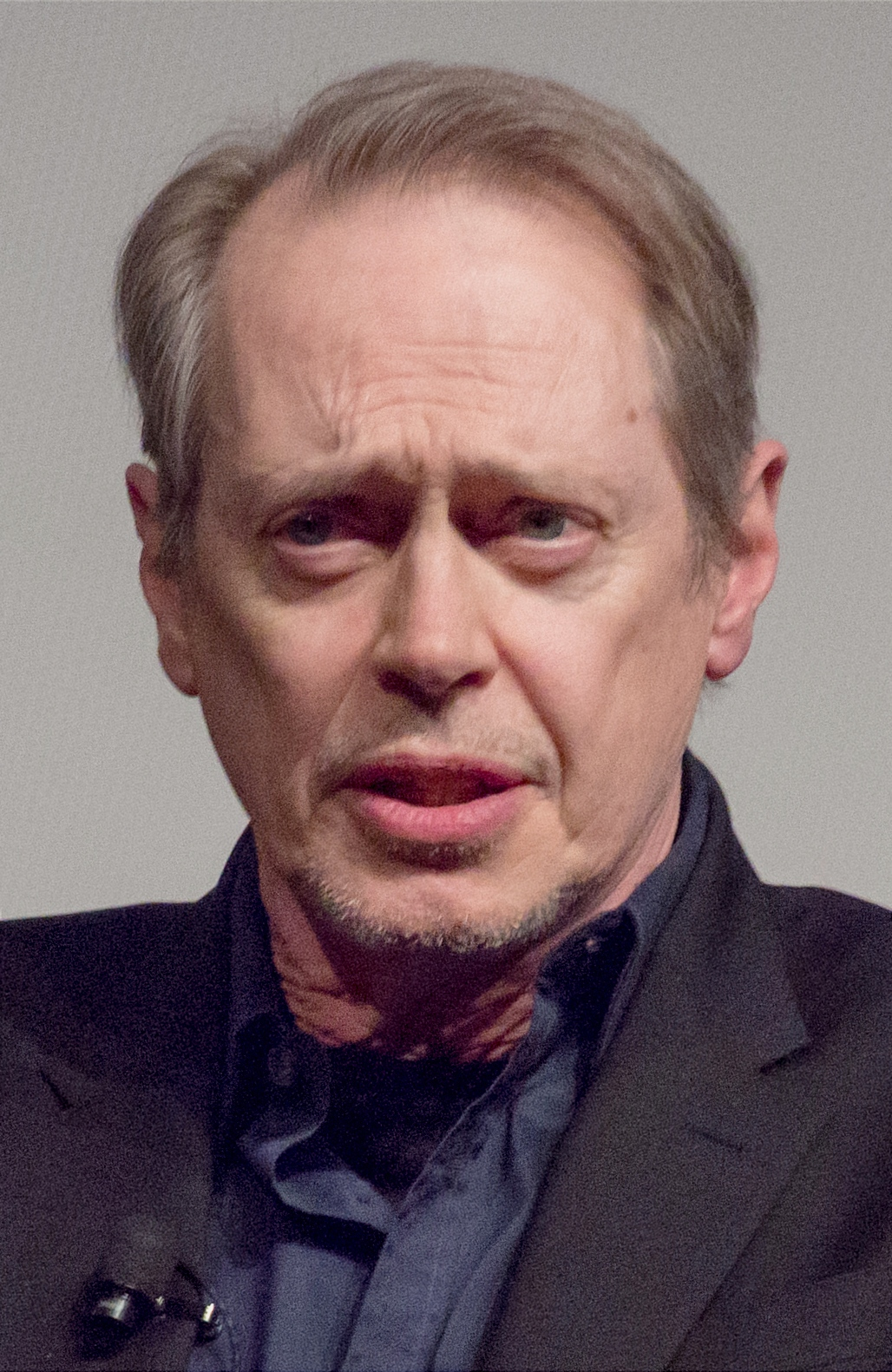
Steve Buscemi
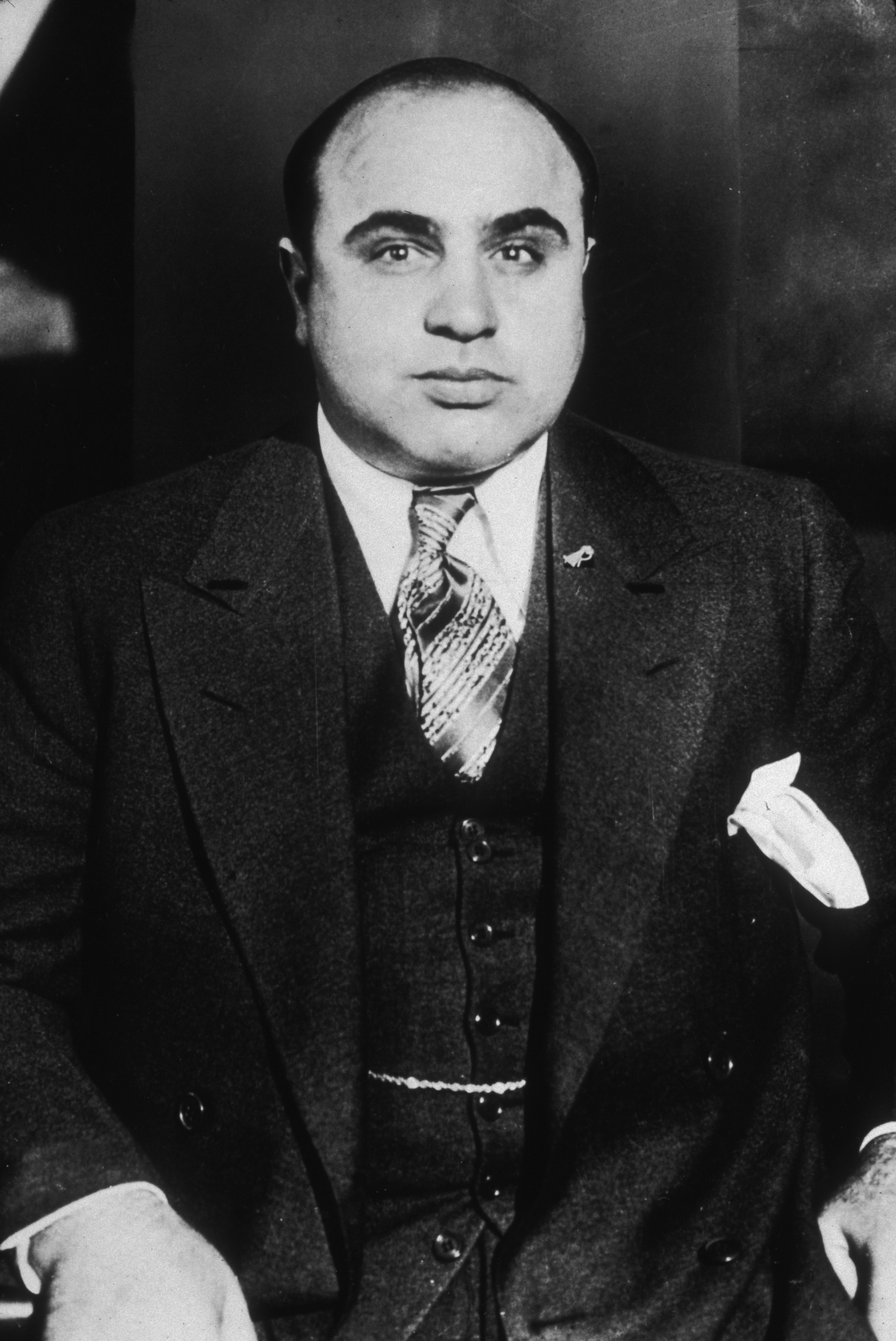
Al Capone

## Bezirkspartnerschaften
- Anzio (Region Latium, Italien, seit 1990)
- Gdynia (Wirtschaftsregion Trójmiasto, Polen, seit 1991)[95]
- Leopoldstadt (Wien, Österreich, seit 2007)[96]
- Beşiktaş (Provinz Istanbul, Türkei)
- London Borough of Lambeth (London, Großbritannien)
- Bnei Berak (Israel)